# メルクストーリア - 癒術士と鈴のしらべ -
『メルクストーリア - 癒術士と鈴のしらべ -』(メルクストーリア ゆじゅつしとすずのしらべ)は、Happy Elementsが開発・運営しているスマートフォン (iOS・Android)用ゲームアプリ。ジャンルは「ラインストラテジーRPG」。略称は「メルスト」。基本プレイ無料（アイテム課金制）。リリースはAndroid版が2014年1月31日、iOS版が同年2月18日、AndApp版が2017年11月28日。
2018年9月30日にメジャーアップデートを実施し、『メルクストーリア - 癒術士と鐘の音色 -』としてリニューアルされた。
メディアミックスとして、2018年にテレビアニメが放送された。
2025年2月27日をもってサービスを終了。なお、終了告知が行われた2024年11月27日より完全無料の派生アプリ『フィーリアのモンスターといっしょ! - メルスト外伝 -』が、サービス終了前日の2025年2月26日よりメモリアルアプリ『メルクストーリア - 癒術士と心の旋律 -』がそれぞれ配信されている。

## 概要
モンスターを「倒す」のではなく「癒やす」ことを生業とする「癒術士」という存在がいる世界を舞台に、癒術士の卵である少年を中心とした旅を描くRPG作品。
ストーリー性だけではなく、ジャンルに「ストラテジー」と名の付く通り、クエストなどでは、ユニットの組み合わせや動きなどの戦略性が求められるリアルタイムストラテジー要素も重視している。また、「救援」という形で他のプレイヤーが自分のクエストに協力をしたり、自分が他のプレイヤーを助けたりできることも特徴である。
カカリアスタジオのデザイナーがnoteに投稿した記事によると、本作のキャラクターはデフォルメ寄りのかわいらしいデザインである一方、服のしわなどが書き込まれているほか、色の塗り込みもアニメ塗りよりも若干厚いものとなっている。

## ストーリー

### メインストーリー第一部
舞台は、モンスターと人間が共存する世界「メフテルハーネ」。その世界には、本来なら本能的に人間を襲うモンスターを、倒すことなく「癒やす」ことで無害化させる「癒術士」という存在がいる。
ある朝、主人公となる少年は、ビンの中で暮らす少女・メルクに起こされる。彼の住む村に、癒術士がやってきたのだ。彼女は主人公の家に来るまでの記憶を失っており、世界を旅する癒術士ならば自分が何者なのかの手がかりを知っているのではないかと考えたのだ。しかし、村に来た癒術士・エルトもメルクに関しては何も知らなかった。だが、村の東の村に住むアイオスという人物なら何か知っているかもしれないという。その言葉を頼りに会いに行くも、アイオスという人物は不在。そこで仕方なく、アイオスを探す旅を始めることとなる。
かくして、メルクに協力し旅を始めることになった少年。だが彼は癒術士としての才能がありながら、モンスター恐怖症という致命的なまでの欠点を持っていた。

### メインストーリー第二部
モンスター恐怖症を克服し、メルクの正体を知った後も、護衛の癒術士としてジャモの商隊に雇ってもらい旅を続けていた主人公とメルク(とトト)。何もおかしな事はない、普段の護衛だった。
しかし、旅の中で、メルクは自分の中に、メルクでは無い別の存在がいることに気付く。普段は眠ることが出来ない自分が、まるで眠ったかのように意識を失い、その間は心の中で別の存在と対話をする。そして、別の存在は自分がメルクではないと気付き、メルクは彼女に「エルピス」という名前を与える。しかし、別の存在が「自分はメルクではない」と気付いたこと、そして、「エルピス」という名前を与えられたことによって完全に別の存在であることが確定され、エルピスはメルクの心の世界から追い出されてしまう。エルピスが心の世界から完全に追い出されてしまう前に、二人は現実でも再会することを決め、王国の中央都市・王都で待ち合わせることとなった。
主人公達は、商隊の護衛について王都へ向かい、エルピスは、自分を釣り上げたリベルディ海賊団の助けによって王国へ着く。リベルディ海賊団の元にいた時は、雑用は文句一つ言わずに働き、リベルディからは「人形のようだ」と言われ、自分だけの役割を、自分だけの存在意義を、自分だけの本物を持つように言われる。王国に着いてからは、モンスターに襲われたところを助けてくれた癒術士のレクルスと仲良くなり、レクルスと共に王都へ向かい、メルクとエルピスは再会を果たす。
エルピスの目覚めと時を同じくして、世界中で突如として鐘が現れた。しかも、鐘を鳴らそうと舌を掴もうとすると、舌が逃げていってしまう。しかし、ごく一部の者は舌を掴み鐘を鳴らすことが出来る。そんな不思議な鐘は「世界鐘(ウルラレ)」という名前を付けられた。
再会後エルピス達は観光がてら世界鐘を鳴らせるかを確かめに行く。主人公達も鳴らせるわけがないと初めから思っており、観光のついでの遊びとして舌に触れようとする。当然誰も掴めるはずもなく、エルピスの番が回ってくる。エルピスも掴む事はできないと思われていたが、エルピスは舌を掴むことに成功する。
世界鐘にはモンスターを引き寄せる力があり、誰かが鳴らさない限りは鐘を守り続けなければいけない。騎士団が世界鐘を守っていたが、エルピスが鐘を鳴らすことができるとわかり、一同安堵する。エルピスも鐘を鳴らすことが自分の役割だと思っていたが、その後同じように舌を掴めるものが現れ、エルピスは自分が捨てられることを恐れ逃げ出してしまう。それでも行く宛があるわけでもなく、世界鐘の元に戻ると、モンスターの大群と騎士団が交戦していた。今にも押し負けそうな状況で、今ここで鐘を鳴らすことが自分の役割だと認め、世界鐘を鳴らす。
世界鐘を鳴らすと、真っ白な世界に転移し、そこで「始祖メフテルハーネ」と名乗る人物と出会う。始祖メフテルハーネは、世界鐘が全て鳴らされることで自分が解放されると話し、エルピスに、世界鐘を鳴らす奏鐘士となり世界鐘を鳴らすことを依頼する。それを受け入れたエルピスは再び元の世界に戻り、パートナーとなるモンスター・ヘスペラと共にモンスターの大群を退ける。
一事のあと、エルピスは世界鐘のことや始祖メフテルハーネのことを話し、同じく世界鐘について調査していたレクルスと、お菓子の国で再会することをひとまずの目標に、主人公達と共に世界鐘を鳴らす旅を始める。

## 世界観
本作品は、18の国に分かれた大きな大陸「メフテルハーネ」が舞台になっており、それぞれの国に風土や特徴の設定がされている。
王国
癒術士を生み出した国。理由は不明だが、モンスターの心を癒すことができる癒術は、王国で生まれた人間にしか発現していない。そのため、全ての癒術士は王国出身。人類史で初めて癒術を発現させた国王シリウスが国を治めており、人間とモンスターの共存が最も進んでいる国の一つ。
国の警察機関兼軍事機関として騎士団が存在し、癒やされていないモンスターを撃退したり、犯罪者を捕らえたりしている。
主食の一つはパンであり、どの街にも基本的にパン屋がある。パン屋のおやじはどういうわけかみんなほぼ同じ顔で、同じ性格で、同じ趣味を持っている。
主人公の家がある国。
妖精の国
18ヶ国の中で唯一、厳密にはメフテルハーネに属さない国。メフテルハーネのある世界とは別の世界に存在する国で、扉守と呼ばれる種族の妖精が別の国と繋ぐ扉を生み出すことで行き来が出来る。その他にも、エネルギーが集まり生まれる天然の扉「フェアリー・サークル」で外の人間が訪れることもある。
妖精の大きさは人間の掌に乗るほどで、人間が妖精の国を訪れるときは人間は妖精と同じくらいの大きさにまで小さくなる。妖精が別の国へ訪れても大きさは変わらない。また、トトだけは妖精の国へ繋がる扉を通っても大きさが変わらなかった。
「春の丘」「冬の谷」など春夏秋冬の季節の場所があり、それぞれ春夏秋冬の四季を司る王族がいる。
一度何らかの理由で国交が断たれていたが、かんなぎの娘と呼ばれる特別な妖精の命で再度国交が開かれた。
機械の国
蒸気機関によって発展した国。エレキの国、科学の国と合わせてメフテルハーネ技術三国または技術三国と呼ばれる。しかし、機械の国は他の二国に比べて遅れていると言われている。産業革命後のイギリスのような街並みで、スチームパンクな雰囲気がある。
資源に乏しい国で、蒸気機関に必要不可欠な石炭以外に主な採掘資源は無い。炭鉱が中心の鉱山の町や、首都・セントギアのように経済活動が盛んな都市があり、身分格差や貧富の差の問題も目立つ。捨て子や孤児も珍しくはなく、教育を受けられずに育った者もいる。その一方で、上流階級の貴族達も存在し、そういった人々は国の最高議会である設計議会や警吏などの公務が主な仕事となる。
約1000年前に、数えられるほどのテントしかなかったコミュニティに現れ、段違いの機械の才で発展を齎し、現在の機械の国の礎を築いたとされる「建国神ギア」の伝説や信仰がある。また、神様が書いた設計図「神の設計図」で機械の国が創られたという神話があり、それを見ることができれば、人を越えた神の技術を扱えると言われている。
和の国
太陽の神・天照と月夜の神・月読という二柱の神を祀る国。江戸時代のような街並みに、平安時代の貴族政治を融合させたような国。
天の御神から生まれた「天の御子様」とされる天子を頂き、朝廷が統治している。そして、国の頂に立つ天子には、未来を視る力があり、その力で民を平和へ導くとされる。実際には、地方の統治は豪族や有力な武家によってなされており、中には天子の力に疑問を抱く者もいる。しかし、天子の命は絶対であり、多くの民が天子に信頼を寄せ慕っている。
古来より、人と姿形の異なる者は妖怪として恐れられてきたが、近年になって外国との国交が開かれ、空の国や動物の国などの異文化の流入により、角や翼が生えているのは混血ゆえとの認識の改めが広まっている。
空の国
人の手では届かない、天におわすという神を信仰する宗教国家。唯一神信仰。原理不明の空に浮かぶ浮島に文明を築き、生活している。浮島は浮かぶ力を失って地上に墜落することもある。メフテルハーネの上空にある為、メフテルハーネに属していると言えるかは分からない。
空の国に住む者は、背中には翼を、頭の上に光輪を持つという、天使のような見た目をしており、自らも地上の人間とは異なる天使だと信じている。背中の翼は神が罪を赦した証であり、翼が無い地上の民は、天に近づくことさえ許されていないのだという思想が根強く持たれている。国内でも翼の大きさによる格差があり、翼が小さい者はそれを恥じ、大きな翼を持つ者は大天使と呼ばれ大きな権力を握ることができる。翼を持たぬ者はもってのほかで、未だ罪を赦されていない穢れた者だと言われ冷遇されている。聖都や第二都・ミセリ=コルディアなど、幾つもの浮遊都市があり、それぞれ大天使の一族が都市を治めている。
しかし、「聖ミシェリアの奇跡」のあと、地上の人間と交流したり、地上の旅行をしたりしようという意識が芽生え始め、地上の人間との交流も増えつつある。また、翼の無い地上の人間への差別や冷遇の意識も薄れ始めている。
雨雲が浮島より下に出来ることも珍しくはなく、水が貴重。そのため、魚などの食用の水棲生物は高級食材(水がなければ保存が難しいため)。
西部の国
アメリカの西部開拓時代を思わせる、荒野が広がる国。2つの民族が存在する。片方は自然神(マナ)を信仰し、自然と共に生きる民族で、もう片方は金銭をやり取りし、荒野に街を築く民族。
前者は素朴な暮らしを好み、大いなる自然の流れの中で生活を営む。
後者はまさに西部開拓時代そのもので、犯罪者や尋ね人を捜索させる賞金首という文化があり、賞金首を捕まえて懸賞金で生活する賞金首ハンターがいる。また、保安官による治安維持がされている。街はそれなりに活気があり、特に酒場はどの街にもある。ギャンブルも大人気で、フラヴィアのようにギャンブルで財を成す者もいる。
エレキの国
不思議な力を持つ石「エレキ」によって発展を遂げた国。メフテルハーネでも1、2位を争うほどの技術力を持つ。機械の国、科学の国と合わせてメフテルハーネ技術三国または技術三国と呼ばれる。
エレキを組み合わせて作られるエレメントという道具が生活の基盤となっており、エレキの国に住む人はほとんどが自分専用のエレメントやエレキを保有している。
魔法の国
魔法を中心に暮らしが営まれている国。国民のほぼ全てが魔法を使うことができる魔法使いで、魔法を使えない者は当たり前の生活すら困難となる。
近年では、使用者の魔力や得意とする魔法に関係なく魔法を扱うことができる「魔道具」の台頭により、生まれつき魔法が使えない者でも暮らしやすくなっている。
「魔法の先」「魔法を越えてしまった魔法」と呼ばれる、魔法使いが触れてはいけない絶対の禁忌の魔法「禁術」が存在する。禁術は全部で22個存在し、魔法術式や魔道具など形態は様々。しかし、共通して国一つ程度なら滅ぼすことができる程の強大な力を持つとされる。禁術が現れたり、発見された際は対禁術に特化した組織「特別班」が対処にあたる。
恐竜の国
「恐竜」と呼ばれる強大なモンスターが存在する国。恐竜によって民族間の交流が阻まれ、発展を遂げることができていない。
癒術士の介入により、恐竜との共存も少しずつ進んでいる。
砂漠の国
広大な砂漠が広がる国。常に水不足で、集落のほぼ全てがオアシスの近くにある。王家が支配しており、50人以上の王位継承権を持つ王族たちの争いが繰り広げられている。
月神と太陽神を信仰し、それぞれを祀る神殿がある。
人々の貧富の差が目立ち、幼くして出稼ぎに行く者や義賊・盗賊も多い。
死者の国
独特な死生観を持ち、死者に対しての想いが特別強い国。死んだ者が死後に行く国ではない。地下にあり、太陽が昇ることは決してない。
少数民族の国
小さな少数民族が散在する国。時折同盟を結ぶことはあれど、民族同士は基本独立しているため、大きな発展を遂げることができずにいる。ファルゥンを首長とした國とハルサルヒを王とした邦が2大勢力を誇る。
動物の国
様々な動物の特徴を持った獣人が暮らす国。獅子族や兎族など、動物ごとに集まって民族を形成している。
常夏の国
一年中眩しい太陽が照りつける、まさに常夏の国。広大な海を内湾に持ち、人々は海を大切にしている。
海軍が治安維持機関として存在し、海軍が定めた法を守らずに航海をするものは海賊と呼ばれる。
植物の国
多種多様な植物が生息する自然豊かな国。同じ国の中で、新時代と旧時代の二つの民族に大きく分かれており、度々対立している。
新時代は科学を取り入れ、人の手による植物の管理、植物の学術的観点からの研究、品種改良がされている。
旧時代は植物を恵みとして信仰・崇拝しており、植物と対話ができる祭司を通じて植物と共存してきた。植物を人間の手で支配することは神にしか許されない行為とし、研究することは好まれない。
「庭園」と呼ばれる世界の裏側があり、緑精が見える者は度々そこに移り住む。そのような者は、周りと馴染めず、消えてしまいたいと思っている者が多いが、周りの人間はそれに気付かず、ふと消えるため庭園を憎む者も多い。庭園に住むことを選ぶと、個としての人格は消え、一本の樹として庭園という大きな個を成すための一部になる。
科学の国
科学によって発展した国。機械の国、エレキの国と合わせてメフテルハーネ技術三国または技術三国と呼ばれる。
お菓子の国
国中がお菓子でできた国。お菓子が植物のように自生しており、人々はそれを採取し、加工して食べ物や建材にしている。
お菓子の国の人々は、お菓子を大量摂取しても健康に悪影響が出ない特異体質で、寧ろ、お菓子を長期間口にしない方が健康に悪影響がある。
野生のお菓子を採取しすぎると、土地自身が土地を守るために人々を攻撃するように性質を変化させる。この現象を異形化と呼び、異形化した野生のお菓子の群生地は異形の森と呼ばれる。異形化したお菓子を食べると、ピターニアやマーガレットの様に人間ではなくなる場合がある。
雪の国
一年中雪に包まれた国。雪に移動を阻まれ、未開拓の地域もあり、それを調査する辺境調査隊が存在する。第1番隊隊長・ガングニールを総隊長として第5番隊まで分かれている。
近年になって六花学園を中心とした学園都市が生まれ、子どもの学力向上に力が入れられている。地理的要因で満足に教育を受けられなかった子どもにも教育が受けられるように、学生寮がある。

## 登場キャラクター
本作品は膨大な数のキャラクターが存在するため、主要キャラクターならびにストーリー上で重要な立ち位置を担っているキャラクターに絞って記載する。

### 主要人物
主人公(ユウ)
声 - 田村睦心(アニメ)
二つ名は「辺境の癒術士」。
本作の主人公の少年。名前はプレイヤー名がそのまま反映される(公式でのデフォルト名は「癒術士のYou」から取って「ユウ」)。一人称は「俺」。15歳。出身はエノ村。ほぼ常に目は半開きで、何事にも無気力。体力がなく、逃げ足だけは無駄に速い。メルク曰く「村一番の貧弱男」。モンスターを癒やせる「癒術」の天才的な才能の持ち主だが、当の本人は幼いころからのトラウマでモンスター恐怖症であり、旅に出る前は癒術士になる気は全くなかった。メルクの目的を果たすべく、半ば強制的に旅に出ることになるが、その旅の中での人々やモンスターとの交流を通じて、考えを変えていき、癒術士になることを決意する。そして、受動的だった旅にも、自分なりの目的を見出すようになる。
メインストーリー第二部では、モジャの護衛で王都に向かった際に、世界鐘に行方不明の父親が関わっていると知り、エルピスの旅に同行する。
メルク
声 - 水瀬いのり(アニメ)
二つ名は「無邪気な案内人」。
本作のヒロイン。一人称は「私」。液状の身体をしており、常に主人公のポケットに入るくらいのビンの中で生活している。着ているワンピースは自分の体を構成する液体でできており、シャーロック・ホームズのような探偵の服や、華やかなドレスなど、メルクの意思で変えることができる。普通の人間には欠かせない生命維持活動を必要とせず、睡眠に至っては眠ることができない(眠くもならない)。誰に対しても敬語で、語尾に「～なのですよ」とつけるのが口癖(ユウの母親から移った、もしくは真似をしたと考えられる)。悲鳴や感嘆の声は「みゅわ〜」。
主人公の父が露天商から「ユーレイの入った水」を10ゴルドで買ってきたのがきっかけで主人公の家に住むことになったが、それ以前の記憶を失っており、自分の記憶を取り戻すために彼と旅に出る。明るい性格で、表情豊か。主人公とは対照的に社交的であり、旅の中での友達も多い。主人公の家に住んではいたが、主人公とは家族ではなく、あくまで「友達」らしい。
その正体は遥かな昔のメフテルハーネに存在した大国「帝都」の皇女カラコリチアと、全てのモンスターの祖・不死鳥フェニシャルルの暗い心の一部が混ざり合い、カラコリチアの浄化の過程で排出されたもの。フェニシャルルの灰で作られた指輪がメルクとしての自我を留めさせている。
人とはかけ離れた存在ではあるものの、性格や趣味嗜好は人間の少女と大して変わらず、指輪や宝石などのアクセサリー類に目がなく、恋愛小説や恋バナもかなり好きである。また、かなりの読書家で、主人公が寝ている間は読書することが多い。主人公の家で暮らしはじめた時は、読書のために主人公に文字の読み方を教えてもらっていた。
ゲーム内では、瓶に入っているため移動ができず、主人公に運んでもらっているが、アニメでは進行の都合上、地面からユウの顔あたりの高さまでは浮遊でき、自分で移動することができる。好きな高度を維持できるわけではなく、穴に落ちたりすると、地面に衝突することはないが落下してしまう。
トト
声 - 花守ゆみり(アニメ)
二つ名は「冒険を共にする相棒」。
主人公が最初に癒やしたモンスター。世界中を旅したエルトでさえも見たことがない珍しい種のモンスター。ラビューンに似ているので、最初はラビューンの近縁種や新種と思われた。本作のマスコットキャラクター的存在。鳴き声は「きゅうっ」。丸っこい見た目でもっちもちの柔らかい身体を持ち、メルクの名付け案では「ダイフク」になるところだった。旅先でも度々「喋る大福」と間違えられたり、「大福みたい」と称されている。癒された相手である主人公にはとても懐いており、主人公がトトをラーテルに引き渡したほうがいいかもしれないと思っていたときには、とても機嫌を損ねていた。作中でもその可愛さからマスコットのように扱われることが多く、その人気から、商業都市ではトトの身に着けた仮面が即完売になってしまうほどであった。また、観光都市ではファンションリーダーとして注目を浴びた。
本来は異世界である雨の国にのみ棲息するモンスターであり、パーラのイタズラによりメフテルハーネに迷い込んでいた。
アニメでは友人のエニグマが街に近付かないように対処する際に主人公と出会い、他国への旅に出た主人公に同行する。

#### メインストーリー第一部の主要人物
フィーリア
二つ名は「見習い薬師」、「翠緑の薬師」、「芽吹く翠風」、「想花薫る絆夢」。
主人公がオト村で出会った少女。11歳。モンスターとともに育ち、彼女自身もモンスターのことが大好きで知識も豊富。読書家で、学問都市を訪れた際には大量の本に感動していた。モンスターの卵を孵化させようとモンスターの卵を盗み、気が立ったモンスターに襲われていたところを主人公に助けられる。主人公たちと旅をする目的は「モンスターのことをもっと知るため」。無口で表情もやや乏しいが、いざというときには強い決意を見せたり、仲間を励ましてくれる優しい少女。しかし毒舌家でもあり、時には容赦のない言葉を投げかけるときもある。武器は杖で、回復を専門とする。
アレク
二つ名は「見習い大剣士」、「勇ある者」、「英雄を萌す者」、「夢に勇む焔竜」。
主人公たちがイールス地方で出会った少年。11歳。本名は「ジークフリード・アレクサンダー」だが、名前負けしていると言われ、普段は「アレク」と名乗っている。父の形見のティンクルシードでワイバーンを召喚させようとしているが、幾度となく失敗に終わっている。主人公たちと旅をする目的は「ワイバーンに認められるような人間になるため」。元気で活発な性格だが、同時に臆病でもあり、少しの物音にも慌ててしまう。武器は大剣。
ステラ
二つ名は「星夜の旅人」、「真実の追跡者」、「星を繋ぐ者」、「優燦潤む星繋」。
主人公たちがワイバーンの巣穴で出会った女性。21歳。一度は別れるが、ルーフ遺跡にて再会し、エリアスという男を追うために主人公たちと旅をしている。もともとは捨て子であり、モンスターによって育てられた。しかし、自制心が利かなくなった親代わりのモンスターを見て、山を下り、ネーベス村の村守として仕事をしていた。しかし、エリアスに予言めいたものを言われたことが気にかかり、一人旅に出ることとなった。幼少期のモンスターとの交流の影響からか、モンスターの言葉が理解できるが、翻訳して主人公たちに伝える際は意訳が大いに含まれている。武器は弓。
シエット
二つ名は「見習い槍使い」、「進撃の槍使い」、「白光宿す旋槍」、「慶春に綻ぶ光」、「柔陽憩う隣笑」。
主人公の幼馴染である少女。15歳。突然旅に出た主人公を心配し、ひそかに後をつけてきていたが、エヴィフの村でついに姿を現す。主人公のことを守りたいという思いが強く、主人公が危機に晒されようなら、買ってもらった服をボロボロにしようとも守り抜く。主人公に好意を寄せているかのような言動が度々見られる。実際に主人公に好意を抱いているかは不明だが、世話を焼かずにはいられない性格。幼いころに主人公が彼女をモンスターから守ってくれたことがあり、主人公のモンスター恐怖症の原因が自分のせいなのでは、と感じている節がある。武器は槍。
ラーテル
二つ名は「ライバル癒術士」。
主人公を一方的にライバル認定する癒術士の少年。滑舌が非常に悪く、台詞を噛む癖がある。自身の職業である「癒術士」を噛まずに言うことができない。
領主の息子であり、自分より優秀な義弟のハイネが跡を継いだ方が領民のためになると考え、癒術を役立てるために旅に出た。
ヒイロ
二つ名は「愛謳う大癒術士」。
王国との関連が深い大癒術士。詳しい素性は不明。人間とモンスターの両方を愛し、両者が幸せになれる方法を探していた。
一方で人間のことを信用しておらず、フェニシャルルのティンクルシードに触れ帝都時代の記憶を垣間見たことで、全てのモンスターを人間のいない異世界「雨の国」に送り、両者を永遠に切り離そうと考えるようになる。
エリアス
二つ名は「物語の隠匿者」。
フードで顔を隠した全身黒ずくめの青年。エレキを使い、1000年間眠っていた帝都の人間。心の一部が欠け目覚めぬ姉のカラコリチアに代わり、フェニシャルルを癒やす方法を探していた。
当初はメルクをカラコリチアの体に戻そうとしていたが、彼女がカラコリチアとは別の自我に目覚め絆を育んでいることを知り、モンスターの力を借り自分の心をカラコリチアの体に移すことで彼女を目覚めさせようと考える。しかし、実行に移そうとした際に目覚めてから出来た友人のイライアスを思い出し無意識に抵抗し失敗に終わる。癒術の元となった、モンスターと心を通わせる術「心術」を扱う心術士である。
観光都市のイライアスとは親友で、目的を果たしたらイライアスの元に戻る約束をしている。

#### メインストーリー第二部の主要人物
トゥルータ
二つ名は「明けの未熟者」、「照し救う成菓」。
メインストーリー第二部で登場する、お菓子の国のバター・ワールドからやってきた青年。バター・ワールドの王・パルトスクの養子であり、パルトスクに言われた「王になるために足りないもの」を探す旅に出ていた。王国の王都へ向かう途中で、エルピスと合流するために王都へ向かう主人公とメルクに会い、旅に同行することになった。
植物の国で出会った謎多き道化師・シスルに気に入られ、自分もまた不思議な言動を気にしていた。
主人公達と別れた後、再びバター・ワールドに戻り、バター・ワールドの異形化を目にする。異形化を抑えるために自らの身を犠牲にしたパルトスク(だったもの)も、シスルも、誰一人こぼさずに助けたいと願い、王位継承の儀式に使う神聖な道具を使った。
エルピス
二つ名は「雫の奏鐘士」、「淙ぎ舞う旅雫」、「初春を賀す雫」。
メインストーリー第二部の主要人物。年齢や出自など多くが不明で当初は名前もなかった。
夢を通してメルクの物語を追想し、自分をメルクだと思い込んでいたが、メルクではないことに気付いた為メルクの心象世界から拒絶され始める。
メルクからはユウに出会う前の何もなかった頃の自分を想起され「友達」と認定されるが、結果としてメルクではないことが確定し心象世界から追い出され、現実世界の王都で再会することを約束し、メルクが初めて読んだ本「エルピスと黒の魔物」の主人公の名前を由来にエルピスと名付けられた。
常夏の国で航海中だった、リベルディ海賊団一味に拾われ王国に辿り着きメルクと再会し、彼女と共に観光した際に王都付近に突如出現した謎の建築物・世界鐘に触れられる「奏鐘士」の資格があることが判明し、世界鐘を鳴らすことを依頼され、空っぽだった自分に与えられた役割に固執するが、結果を出せず自分の他に世界鐘に触れられる者がいることを知り逃げ出してしまう。目的もなく王都を彷徨っていたが、自分の名前の由来である本を読んだことで「他人から愛されることを求めるあまり、自分を愛すること」を蔑ろにしていたことに気付き、再び世界鐘と向き直り鳴らすことに成功し、メフテルハーネ各地に出没した世界鐘を鳴らす旅に出る。
ホテル・エルシアムのオーナー・スティーノスと度々衝突するが、その度に少しずつ成長している。
へスペラ
エルピスが初めて王国の世界鐘を鳴らしたときに現れたモンスター。メルクがエルピスに語り聞かせていた「エルピスと黒の魔物」に登場する怪物「黒の魔物」に似ており、枝分かれした漆黒の角、ワシのようなくちばし、所々破れたコウモリのような羽を持つ大きなシカのような姿をしている。
出現後はエルピスのパートナーとなり、小柄な人物なら何人かは乗せて走れる程の力を活かし彼女をサポートする。エルピスが世界鐘を鳴らす度新しい能力を身につけていき、ホテル・エルシアム篇では遂に空を飛べる力まで得た。
テオ
二つ名は「灯の魔宝使い」、「精煉せし魔宝」。
メインストーリー第二部で魔法の国に一行が訪れた時に出会った少女で、魔宝石職人ルタリスクの一番弟子にして唯一の弟子。フルネームはテオフラス・トゥース・ホーエンハイム。
魔法の国の生まれだが、生まれつき魔力を持たない体質であり、魔宝石の力でようやく魔法を使えるようになった為、刻まれていた名前を頼りにルタリスクを探し出し強引に師事したという経歴を持つ。魔法を使う際は首に掛けている炎属性の高艶魔宝石「第1のルビラマンダ」の魔力を消費する。
主人公達と出会い交流を深めるうちに共に旅して世界を巡りたいという願望を持つようになるが、魔力も持たずに旅をしても苦労するだけだと一度はルタリスクに反対される。魔法使いが超えてはいけない魔法を超えた魔法「禁術」のうちの一つに指定され「皇帝」の名を冠すモンスター「レトラペイン」との対決を機に一旦離れてお互いに成長したほうがいいと思い直したルタリスクに見送られ、主人公達の旅に加わった。
西部の国篇では、りょうばと逸れてしまい、賞金をかけられ捜索対象とされた。その後、西部の国で一番の賞金首ハンター、ウェルテクスに保護され、旅をしている中で、ワンダーランドに満ちる「自然神(マナ)」の流れをつかみ、ルタリスクからもらった高艶魔宝石や魔宝石の魔力を使わず、自身の属性とは異なる風属性の魔宝石を生成した(宝石魔法を専門にしている魔法使いでも、自身と異なる属性の魔宝石の生成は簡単ではない)。
りょうば
二つ名は「颯の鞘使い」、「颯忠なる侍刃」。
メインストーリー第二部「機械の国篇」で出会う和の国出身の侍。
主人公を「大将」と呼び、手合わせをしろと襲いかかってくるが、そのうち主人公が大将本人ではなくその息子と気づき刀を納め、後に主人公を「若」「若大将」と呼ぶようになり旅に加わる。エルピスのことを「エッちゃん」、テオのことは「おテオちゃん」と呼ぶ。
主人公の父・ファザにはかつて大変世話になったと語っており、腕っ節はともかく内面は似ていると評している。
武器の日本刀は刀身がなく、鞘だけで戦う。刀身は故郷の和の国に置いてきたという。
剽軽な性格で、大のお酒好き。重たいものを運ばせられるときには「おっちゃん、漬物石より重い物は持てないの」などという冗談を言ったりする。
メインストーリー第二部「和の国篇」で故郷の和の国に帰った際に、かつて仕えた主人・なぎと再会する。侍は主人に侍り護る者で、主人の居ない者は刃を持ってはいけないと、かつてなぎに仕えていた頃に考えるようになり、国を出た時も刀身は道場に置いていた。なぎと再会し、若と呼び慕う主人公はりょうばにとって主人なのかと問われ、主人公のことを自分の主人だと改めて決め、再び刀を鞘に納めた。
レイヤー
二つ名は「影の絵描き」。
エレキの国出身のイラストレーター。専門はキャラクターデザインで、代表作は「プリティー♡ファイター」のパッション・ローゼ。発言から、同人作家のようなこともしていると思われる。
スランプに陥り旅に出て科学の国に滞在していたところ、世界鐘出現に伴うシャーサイル襲撃事件に巻き込まれ、主人公達と行動を共にするうちに彼らや平和だけではない世界を描きたいという想いから旅に加わる事になる。
クールな美女を装っているが、実態は人見知りで小心者であり、加えて故郷のエレキの国ではモンスターが生息せず、ほぼモンスターに遭遇する事がなかったためモンスターに耐性がなく、当初はへスペラの姿を見ただけで気絶していた。
貯金のほとんどを出して購入した護身用のエレキを携帯している。
ファザ
主人公の父。よく行商の護衛として旅に出ていた。主人公が幼い頃にモンスターに襲われ死亡したと思われていたが、メインストーリー第二部「砂漠の国篇」の最後に登場した。元々は行商や癒術士の護衛をしていたが、今は癒術士として旅をしている。
主人公が幼い頃にモンスターに襲われたのは事実だが、死亡しておらず、共に旅をしていたフォルクロレの転移魔法で雫の国に漂流していた。そこで、雫の国の現状を知り、自分にできることをやり続けた結果、主人公達に連絡もせず世界中を旅していた。
機械の国の歴史学者・オーディエン、妖精の国の世界の狭間の妖精・フォルクロレ、和の国の元くノ一・せきととは共に旅をしていた仲間。
総帥
二つ名は「冠絶曠前の零」、「無終の赫い焔」。
「人間と、それに連なる者の誇りの証(れきし)としてその技術の粋を収集すること」を目的とする組織「ギムレ機関」の総帥。黒い角と翼を持つ緋色のロングヘアの女性。最近新たに総帥の座に就いたと紹介されており、最大でも5年以内に総帥になった。
出生や年齢等は不明だが、メインストーリー第二部「雪の国篇」でフィオーレに「どう見てもオレたちと同学年」と言われていたため、主人公と近い年齢だと思われる。
ギムレ機関は様々な分野の技術の粋が集まっているが、彼女には特別な技術はない(総帥になるためには必要としない)。その代わりに、今までの歴史の全てを覚えられる記憶力がある(総帥になるための必要条件)。また、「吸収」と言っても過言ではないほどの圧倒的な学習能力があり、「見て、覚えて、真似をすれば」苦もなく再現でき、最も簡単に模倣したオリジナルを越えることができる。学習から習得・活用までが非常に早く、戦闘中に相手が使った技をすぐさま相手に向けて使うことができる。ただし、全ては模倣したものの研鑽であり、癒術などの先天的な能力は模倣できない。
身体能力も非常に高く、彼女のパンチをエルピスには「バウ級」「クマサ級」などと評される。
本名はゼロ。雫の国がメフテルハーネへの復讐のために作り出した、人格を持つ人間そっくりの人形「パンドラ」シリーズの1つであると言っている。他のパンドラシリーズと異なり、メフテルハーネの恐竜の国で石の卵から生まれた。
1000年前に作られたとし、開発者によってあらゆる因子を加えられている。それにより、圧倒的な身体能力や「吸収」とさえ形容できる学習能力を持つ他、恐竜の因子を含む為、翼竜のような翼を持ち、空を飛ぶことができる。
しかし、自らが失敗作であるとも言い、圧倒的な強さを持つ代わりに「耐用年数が少な」く、卵から孵って1年も持たずに死亡するはずだった。主人公と同い年に見えるほどの容姿を持つが、石の卵から生まれた時には人間の5、6歳児程度に成長しており、生まれてから1年も経たずに様々な技術を習得し、主人公と同程度の姿まで成長している。
メインストーリー第二部「恐竜の国篇」では、ギムレ機関の本部で寿命を迎えたが、雪の国での騒動の後機関で保護したモンスター・ドッペルゲンガーからリスタントの灰をもらい、再び魂を肉体に固定し、蘇生された。

#### その他の登場人物
ジャモ
声 - チョー(アニメ)
モジャの兄。国別ストーリーに登場し主人公を他国での行商の護衛に雇う。
アニメでも主人公を雇い他国に向かっている。

### 王国出身のキャラクター

#### 王国出身のユニット
アーデ
二つ名は「凛々の女戦士」、「凛花なる護刃」。
センオン地方の領主の家に使える女戦士。年齢は18歳。
可愛いものが好きだが羞恥心により、周囲には隠していた。
アルセリア
二つ名は「残痕の守護壁」、「紙壁の追跡者」。
クロストの町の警備団長を務める21歳の女性。クロストの街はモンスターとの争いの歴史が根強く、モンスターに対して強い敵対心を持っていたが、街を守るためにモンスターと共闘し、考えを少し改めるようになる。
アルディハラ
二つ名は「綯魄の紅贖箭」。
国王シリウスの長女。第一王女。初めて癒術を発現させ、癒術士となった父が国王のため、癒術士となって自らも父の跡を継ごうと思い、勉強していたが、自分には癒術の才能がないことを知り、絶望した。癒術の力は先天的なもので、後天的に得ることは出来ないことを勉強のさなかで知っていたため、余計に絶望した。
しかし、妹のレクルスは癒術を使うことができ、妹を強く羨み、憎悪の感情を抱くようになる。日々使用人達に愚痴をこぼしていたところ、使用人が妹のレクルスを殺害しようとした。自らが指示したわけではないものの、自分の愚痴がそうさせたとしてその使用人と共に監獄都市に投獄されることを受け入れた。
刑期が終わり罪を償った今はレクルスを溺愛しており、何があろうともレクルスを最優先としている。スキンシップを好んでおり、レクルスでなくともご褒美のキスをしたり抱擁をしたりする。また、戦闘ができない癒術士の助けとなるべく様々なアイテムを開発しているが、本心では癒術を嫌い、レクルスを含めた全ての癒術士が必要とされなくなることを望んでいる。
アレッツ
二つ名は「夜を泳ぐ魔物」、「孤煌滲む到魔」。
モンスターに育てられ、人間を嫌い自らモンスターになる呪いをかけてもらった青年。
自身を育てた義父を探し旅をしており、その中でステラの噂を聞き境遇の似た彼女に興味を持っていた。夜はモンスターとしての力が強まり、人を襲う衝動を抑えられなくなることもある。
モンスター化の進行に合わせ服装を変えている。
イライアス
二つ名は「盈ち溢る心扉」。
エリアスの親友。思い込みが激しく、歪んだ愛情を持っておりエリアスに執着している。観光都市ではエリアスを監禁していたが、真の親友なら必ず戻ってきてくれると信じ、「エリアスのやりたいこと」が終わったら必ず戻るという約束でエリアスを送り出した。
年齢や出自などの多くが語られていない。
エリアスが戻ってきた時のために、興味がないがボードゲームを集めている。また、エリアスの親友であることに固執しており、エリアスの親友だと主張するものには武器を容赦なく構える。
イリス
二つ名は「空を繋ぐ虹龍」。
ドラゴンのアルゴーを相棒とするモンスター便の副パイロット。パイロットはアルゴー自身である。アルゴーをダーリンと呼び、アルゴーと結婚することを夢見ている。
ヴァライフェ
二つ名は「夢護る凛火」。
レクルス直属の近衛騎士。レクルスとは主従関係を超えた信頼関係を結んでいる。
スケアヘッドとは共に行動しているが、レクルスに対しての態度が悪いと思っており、たびたび態度を注意する時がある。しかし、スケアヘッドの情報屋としての腕や、レクルスと共に旅をする上での護衛の能力はある程度認めている。
エルミリア
二つ名は「星待ちの乙女」。
コンラリーの一人娘。血の繋がりは無く流星を見ていた際に拾われた。
クリスティア
二つ名は「愛憎の天秤」、「硝子の愛の夢」
イライアスの妹。イライアス同様愛情が歪んでおり、一目見て気に入った主人公を眠らせ、夢の世界に閉じ込めて共に遊んでいた。
シェスディ
二つ名は「啓世の騎候補」。
シャティア
二つ名は「迷夢の姫君」。
スー
二つ名は「献身の従少女」。
スケアヘッド
二つ名は「追求せし己益」。
表向きは記者として活動しているが、その正体は王国全域に情報網を張り巡らせた情報屋。行動原則は利益が発生するかどうかであり、自分が稼げないことは絶対にしない。そのため、金好きの守銭奴に見られやすいが、本当に好きなのは貯金ではなく出費で、守銭奴扱いを受けることを嫌っている。とにかく支払いや金を使うことが好きで、その内容や用途、理由には拘らないので、スケアヘッドに奢られた人は多いらしい。
メインストーリー第二部「王国篇」では、王都の物価の高さ故に空腹で路頭に迷っていた主人公達を無理矢理飲食店に連れて行き、全ての支払いをスケアヘッドが済ませた。
主人公の父親から世界鐘について教えられ、その情報をもとに国王に取り入り王族専属の情報屋となっている。現在はレクルス直属で世界鐘の調査を継続している。
少数民族の国の情報屋であるリァンシとも面識があるが、自身は報酬が無いことには動かないスタイルに対し、リァンシは「友情」を大切にして見返りを表にはださないスタイルであるため、相入れず犬猿の仲である。
ハンス
二つ名は「白羽の射手」、「白色羽の旅人」。
プラータ
二つ名は「侠気の女騎士」。
騎士団に所属する女性。男らしい性格から「兄貴」と慕われている。
国別ストーリー・王国篇2nd「仮初の騎士と見えない瑕」ではメルクに可愛いと呼ばれたことで、彼女を嫁にするべく奮闘する。
フラールルゥ
二つ名は「誓約の焔円陣」。
学問都市でプロフェッサーとして知られる、ステラの友人。若くしてプロフェッサーになったこともあり、天才と言われている。
古代の文献を紐解き、誓約を結んだことで、強大な魔法を行使できるが「人間のミカタ」であることを強いられている。
今はジェラシオンというドラゴンの一種の幼体であるコジェラシオンの研究をしており、親ジェラシオンと共にコジェラシオンの子育て・世話をしている。
ユーリアン
二つ名は「鎮戒の騎士翁」。
王国騎士団団長の老人。国王からも信頼されており剣術や采配で現在の王国の礎を築いている。一方で性格は子供っぽく、コミュニケーションと称して誰彼構わず悪戯を仕掛けている。
国別ストーリー・王国篇2nd「仮初の騎士と見えない瑕」では、覆面調査員として入団試験で審査をしつつ、街に現れたモンスターに関する協力を主人公に求めた。
メインストーリー第二部では、監視部隊から世界鐘の監視を引き継いでいる。
ヨハネス
二つ名は「誠実の商人」、「誠実の冒険者」。
ライアン
二つ名は「温厚なる騎士」、「芯念の騎士」、「黎明の守騎士」。
ラユシフ
二つ名は「帥賊の獄囚」。
「森の盗賊団」と呼ばれる盗賊団の元頭領。モンスターに襲われ住む場所を失うも、労働力にならないなどの理由で放置された人たちを集め、余裕のある村や集落から食料などを奪う義賊。今は癒術の普及でモンスターに襲われることも少なくなり、罪を受け入れて監獄都市に収監されている。
レウィティア
二つ名は「夢憧贈る羨望」。
今はもう解散してしまった王国の人気アイドルユニット「虹色カラーズ」の元センター。訳あって世界中に散らばってしまった元メンバーを探すために世界中を旅しながらアイドル活動をしている。強い魔力でラビューンサインと翼を具現化する演出が評判。
ローエル
二つ名は「隠瑕の剣士」、「呈瑕の役者」。
ロジャー
二つ名は「闇拓く双盤」、「覆世の双盤」。
観光都市の案内所の所長を務めるアフロの男性。ラッパーのような格好をし、何かにつけてステップやらなんやらを披露したがる。若い頃はモデルであり、主人公の父親との出会いをきっかけにモンスターと人間の共存を夢見るようになり、相棒のレノガのレオと共にステージに立ち人々のモンスターへの偏見と恐れを取り払う活動を行っていた。若い頃はアフロじゃなかった。

#### 王国出身のその他のキャラクター
モジャ
声 - チョー(アニメ)
「誰もが幸せになれる商売」を理念に王国内を旅する行商人。
宝石のなる木の噂を聞き洞窟を探索していた際に主人公たちと出会う。
メインストーリー第二部では王都へ向かう旅の護衛に主人公を雇う。
レクルス
国王シリウスの次女。第二王女。世界鐘の調査にセンオン地方を訪れた際にエルピスと出会い親友になる。アルディハラという姉がいる。
彼女自身も癒術士であり、メインストーリー第二部砂漠の国後編や常夏の国篇など、主人公がいない場面では戦闘での大将(主人公の立ち位置)を務めることもある。
パン屋のおやじ
二つ名は「麺麹護る紳士」。
パン屋を経営するおやじ達。王国内のパン屋のおやじはどういうわけか全員ほぼ同じ見た目でほぼ同じ性格をしている。
「仮初の騎士と見えない瑕」では騎士団の料理長として登場。ユーリアンの悪戯に協力し様々な味の飴を作っている。
歴代のにゃんこ大戦争コラボイベント「驚愕!　侵略のねねこファンクラブ!」、「脅威!　侵攻のにゃんこ軍団!」、「驚嘆!　熱愛の美女神と野獣!」では仕事のない日々を過ごし虚無感に包まれていたがセレスのファンとなったことで活力を取り戻し、彼女の知名度向上のために活動を行っている。もねこの侵略によりねこ化し始めるがセレスへの愛から正気を保ち続け、真のアイドルのあり方を説きもねこの目を覚まさせた。その後はもねこやねねこのアイドル活動の支援も行っている。
「Z.E.R.φの五装姫とベイキング・パパ」では異世界から迷い込んだ五装姫と出会い、パン屋に住まわせた。
「美中年戦士コムギーコ仮面」ではお米に狂ったお兄さんとシックルの暴走を止めるためにコムギーコとして登場しユニット化している。
紹介所のお姉さん
様々なユニットのユニットストーリーなどに登場する、主人公に仲間を斡旋する紹介所の受付。このゲームのいわゆる「ガチャ」は仲間を紹介してもらう「スカウト」のため、紹介所が存在する。
普段は優しく、抜けている部分もあるなど可愛いお姉さんだが、怒ると非常に怖く、どんなキャラクター(ユニット)も、初めは反抗していても最終的には従ってしまう。現時点では逆らう事に成功した者はいない。
コンラリー
流星の村の村長。エルミリアの義父。

### 妖精の国出身のキャラクター

#### 妖精の国出身のユニット
アコード
二つ名は「藍蝶祝ぐ和音」。
チェロ弾きの渡り蝶の青年。ウィオンとは兄妹。
アミャダ
二つ名は「煌茶呈す渡蝶」、「茶馨る陽紅蝶」。
季節によって住む場所を変える「渡り蝶」という種族の妖精。季節に適した場所に移動しないと体調を崩したり、気分を悪くしたりしてしまう。
春の季節にだけ、妖精の国の「春の丘」という場所で「アミャダ紅茶店」を営業している。心がきゅんきゅんするようなブレンドの紅茶「きゅんブレ」を提供しており、飲む人・作る人によってそのブレンドは異なる。
春以外はメフテルハーネを巡り、ブレンドティーの材料になるものを買い集めている。
フォルクロレとは友人。また、レネの家が雪で潰れた時は、レネと共に紅茶店で生活した。
イウロシュア
二つ名は「風光る彩日」。
レネに親として選ばれた渡り蝶の妖精。魂の半分をレネに置くことで、レネを「故郷」として選んだ。レネが自分を親として選んでくれたことに感謝し、お父さんとしてレネのことを深く愛している。レネが小さい頃は、渡り蝶であるにも関わらず冬の谷に留まりレネを育ててきた。
ウィオン
二つ名は「音弾む旅蝶」。
自由奔放なバイオリニストの渡り蝶の少女。アコードとは兄妹。
エト
二つ名は「智を求める者」、「兎遊ぶ蒼し春」。
「地を知る者」と呼ばれる翔べない妖精の一族の一人。並々ならぬ知識量と知識欲を持つ。気難し屋で負けず嫌いだが、人見知りでぶっきらぼうな態度を取る。サローディアとは知り合いだが、付き纏われることにうんざりしている。
エトラージュ
二つ名は「朽葉の模し翅」。
寄宿学校で学ぶ妖精の一人。
キーリ
二つ名は「透翅の水射手」、「冬渡る雨翅」。
寄宿学校で学ぶ妖精の一人。
サローディア
声 - 井上ほの花
二つ名は「春を齎す者」、「史萠す春祝祭」。
フロイレイダの娘である春の丘の王女。
ヴィンデールを封印していた魔法の短剣を抜いてしまう。
「おてんば妖精と春を食べる竜」では、彼女のお目付け役のじいや(島田敏)が登場する。
シャシャ
二つ名は「不可侵の書架」。
妖精の国唯一の図書館の司書を務める女性。大体の人に友好的な態度を見せ、人当たりも良いが、本当は図書館の本以外に一切興味を持っていないだけ。紙一枚より重たいものは持てない貧弱体質で、本を持つだけでも魔法による補助が必要。
魔法がかかった絵本「シャペルルルの魔法絵本」を管理している。
シャペルルルの魔法絵本
古の童話作家シャペルルルが、妖精の国の図書館に寄贈した、魔法がかかった絵本。絵本自身が今の内容に飽きると、自分で内容を白紙に戻し、新たな物語を綴るために姿を眩ましてしまう。シャシャ曰く困った癖。
シャルメ
二つ名は「透翅の術士」、「香翅の妖精」。
寄宿学校で学ぶ妖精の一人。
ゼフュロダイ
声 - 諏訪部順一
二つ名は「地を知る者」。
黒の森に住む翔べない妖精の一人。フロイレイダとは交流がある。
パリストス
声 - 水島大宙
二つ名は「勇壮の大剣士」、「不屈の勇璧」。
臆病者として有名なガランドルの一族の末裔。先祖の汚名をそそぐため冒険者として活動する。スガロルの一族とは犬猿の仲だが、同じ目的のためには共闘する。ヴィンデールを討伐し、英雄になろうとサローディアと共に冒険した。
フィーユ
二つ名は「月雫翅の秋殻」。
月の如く輝く「月灯蝶」のような翅を持つ妖精。
フォルクロレ
二つ名は「境乖眩想の蝶」。
人間の国と妖精の国の間に存在する「世界の狭間」に住む「世界の狭間の妖精」。本来は親族である扉守の一族ですら接触することができなかった。転移魔法を使うことができる。ぶっきらぼうな性格だが、見捨てることはできない優しさも持っている。現在はオーディエンと共に行動している。
フロイレイダ
声 - 井上喜久子
二つ名は「春を統べる者」。
春の丘を統べる女王であり、春の祝福を与える力を持つ。
おっとりとした印象だが、元々はお転婆な性格で思ったことははっきりと指摘する。幼少期に癒術士の旅に無理矢理同行しゼフュロダイと知り合っている。
ヴィンデールの黒い霧に対抗しており、解決のために主人公を春の丘に呼び春の祝福を与える。
メネライア
声 - 伊藤静
二つ名は「宝剣の使い手」、「誓剣の巧璧」。
忠義者として知られるスガロルの一族の末裔。ガランドルの一族とは犬猿の仲だが、ヴィンデールを討伐する際には共闘した。酒癖が悪い。
レネ
二つ名は「春紅茶の螢翅」。
冬の谷で暮らす「螢翅の一族」と呼ばれる妖精。
種族全体の特徴として飛ぶことがあまり得意ではなく、勤勉で真面目。生みの親に育ててもらうことはなく、自ら親を選び、拾ってもらう。感情的になると翅が光るのが最大の特徴。
冷静で落ち着いた性格で、読書が好き。風を操る魔法を扱うが、練習中なので威力の制御はそこそこ。
冬の谷で生活していたが、雪で家が潰れてしまい、アミャダ紅茶店で雪解けまで暮らすことになった。その中で、メタモルという植物のようなモンスターと共に生活をするようになるが、メタモルは生活圏を変えるモンスターで、旅立ちの時期になると自身への興味を失わせる粉を振り撒きながら旅立つという性質があり、別れの際には別れを惜しんで大声をあげ号泣し、翅を光らせるなど、まだ完全に大人になれていない部分もある。
メタモルは、成長して花を咲かせると、育ててくれたものに「願いを叶える種」を贈ると言われており、メタモルとずっと一緒にいることは叶わなかったものの、種から生まれたメタモルによく似たモンスター「チルル」と共に生活している。

### 機械の国出身のキャラクター

#### 機械の国出身のユニット
アンティーク
二つ名は「鉄仕掛の舞姫」。
ジェラルドが自身の初めての友人として作った少女姿の自動人形。輝石を動力源としている。
目覚めた当初は心を持たず、設計通りの動きしかしなかったが、現在は他のいきものに親愛の情を抱く心を芽生えさせている。
アンリ
二つ名は「日陰の少女」、「夕燈の芝居屋」。
廃棄場に住む少女。
エッタ
二つ名は「軌条の繋ぎ手」、「学軌の輝瞳」。
トーリスを兄と慕う孤児の少女。
カプナート
二つ名は「一意懸糸の暉」、「閑爽暉の片翼」。
国属警吏の現場の統率を務める、由緒ある家柄に生まれを持つ青年。任務遂行を何よりも優先し、自動人形(オートマトン)と呼ばれるほどに冷たい人間であったが、重要な建築物や芸術品を破壊する「切り裂き犯人」の逮捕を目的としてヘキサルトや主人公と共に行動する中で考え方や在り方が変わっていき、最初は嫌っていたヘキサルトに好意を抱くようになる。
祖父から受け継いだ、祖父が唯一愛した人に似せた戦闘用マリオネット「イノージェン」を武器として扱う。イノージェンは特別なマリオネットで、完璧に操った時に微笑みを浮かべるというのだが、いくら練習しても笑ってくれないことも内心悩んでいた。イノージェンに微笑ませたのはただ一度だけ、建国神ギアに取り込まれそうになったヘキサルトを救出したときだけである。
メインストーリー第二部「砂漠の国篇」ではガルズドルムの動きを止めるための舞をイノージェンに踊らせた。
カルメン
二つ名は「血潮の夕化粧」、「夕紫暮の仮象」。
産業都市を統治する議会直属の警吏。
ギア/建国神ギア
「メンテナンス」以前の建国期に存在したといわれる、機械の才に富んだ建国神。機械の国の民は基本的に信じていない。
ヘキサルトの身体がギアのものになるのを防ぐためにギアの神殿に突入したカプナートが見たギアの記憶によって建国神ギアは実在した事がわかった。
建国期、ギアは荒地だった場所にあったコミュニティに暮らすただの少女であったが、驚くべき機械の才を以て暮らしを豊かにし、みんなを守っていた。そんな生活が続く中でギアの価値は上がり続け、遂には神格化された。そして神として扱われることになった少女こそが建国神ギアである。
ジェラルド
二つ名は「機操術の神童」、「心童絆ぐ優愛」。
「幕間の劇場、欠片の小篇」2ndでは壊れたアンティークを直すために五年ぶりに家の外に出ている。
ジル
二つ名は「鐡に燈る息吹」、「鐡に咲く赫焉」。
カルメンの義妹。
スティーノス
二つ名は「簒倣楽土の魁」、「慶賀楼の粋魁」。
常夏の国にある高級リゾートホテル「ホテル・エルシアム」の創設者にして初代オーナー。エルピスやヘキサルトと同じく奏鐘士である。奏鐘士の読み方は「そうけいし」だとしてエルピスとは度々対立する。パートナーとなったモンスターは、ホテル・エルシアムのある場所に伝承が伝わる炎の声を持つモンスター「ララバイ」。
ホテル・エルシアムは世界中の「No.1」が集う最高の娯楽と銘打っており、度々まだ見ぬダイヤの原石を求め新星スカウトの旅に出る。
ディヴィッド
二つ名は「潤箔の紳士」、「燈灯を潤す者」。
「郷愁の灯と不揃いな歯車たち」では、ルクレティアと仲違いし、家に帰れずにいた際に主人公と出会い、よりを戻す方法を見つけるために炭鉱に向かう。
トーリス
二つ名は「鉱麓の守護者」、「篤機技の暾刻」。
バンクス鉱山麓の街に住む孤児の青年。
ニコラ
二つ名は「影儡の芝居屋」、「薄暮の夢影絵」。
人形と心を通わす能力を持つ影絵芝居屋。
ハグルマ
二つ名は「片機翼の嘗神」。
ヘキサルトの中に眠る建国神ギアの魂がヘキサルトを通じて現代に現れた際の姿。カプナートによってヘキサルトが救出されたとき、本来なら消滅するはずだったが、ヘキサルトとの合意の上で人格だけは残っており、自由に入れ替わることができる。建国神ギアとしての力・知識は失っているが、現代でひっそりと暮らしている。
メインストーリー第二部「砂漠の国篇」では、ナマールィたちのような「帝都」「白の都」「水の都」などの古代都市に生きたものたちに、自分の魂を別の体に移し、ヘキサルトに依存しない生活が送れないか相談していた。
パルトネール
二つ名は「貨動の爬機砲」、「温衷贈る特輝」。
廃棄場でハカセと呼ばれる発明家の助手をしながら共に生活する少女。自身の乗る武器「潜土型自動移動大砲」はコインを入れることで駆動する仕組みで、幼馴染のヴェルメラから融通してもらっている。素直で真面目でのんびりやな性格で、天才だが変人と言われるハカセを一途に慕っている。
ヘキサルト
二つ名は「片機翼の陽炎」、「片機翼の嘗神」。
神の設計図を読むことができる奏鐘士。親のいない孤児で、一時はモンスターと共に生活をしていた。神の設計図を読むことで得た知識で機械を作り、機械の国を転々としている根無し草。設計議会ですら知らないギアの神殿の通路をいくつも知っており、カプナートに追われた際も容易に逃げることができた。
ベル
二つ名は「円環の銃使い」、「円環の舞い人」。
ルクレティア
二つ名は「憧焔の淑女」、「焔火を燈す者」。
ディヴィッドの妻。資産家の一人娘だが、元々は孤児であり養子として引き取られている。
ルジャンドル
二つ名は「狂濤たる王蛇」。
学会の異端児として敬遠され続けてきた素性不明の青年。機械人形を発明したことで注目を浴びるが、その後すぐに行方をくらました。「ハカセ」という名で発明家をしている。パルトネールと共に地下の遺跡の探索をしており、発見した金属物質で新たな発明をしている。

#### 機械の国出身のその他のキャラクター
オーディエン
フォルクロレと常に行動している歴史学者を名乗る男。容姿は肥満気味の中年の紳士といったところだが、自らを「機械仕掛けの神」と名乗り、時々、まるで自分が人間では無いかのような発言をする。

### 和の国出身のキャラクター

#### 和の国出身のユニット
あんず
二つ名は「華射貫く光矢」、「雪宿りの花笠」、「花吹く咲良矢」、「絆想う光射」。
いざよい
二つ名は「既望の武官」。
平安の地の当主に仕える武官。
「宵桜に舞う鬼と鎮めの奏」では、同僚から鬼退治を依頼され調査を行う。
いろは
二つ名は「赤襟巻の女忍」、「赤襟巻の女忍」、「九子那の暢忍」、「秋空の賓忍」、「花団の悌忍」。
甘味が大好きなくの一。九子那の当主に仕える雇われの忍者。くろとびとは知り合い。
キクミコマチ
二つ名は「桜燃ゆ舞巫女」。
兄のキクミコマルと共に、天子に仕える少女。類稀なる魔術や妖術の才能を持つ。
キクミコマル
二つ名は「神路往く鬼灯」。
妹のキクミコマチと共に、天使に使える青年。天子への訪問者を神域まで案内する役割を担っている。
神秘的な出立に加えて無表情だが、意外とノリの良い性格で、妹と共に踊りを舞ったり、いたずらをしたりする。
ごんのすけ
二つ名は「暢気な家臣」、「陽郎なる忠臣」。
しぐれの部下。人が良い上に天然で、何でも鵜呑みにしてしまうが、しぐれの部下に相応しい人になれるように模索するなど、真っ直ぐな性格をしている。みおぎ太夫ややまぶきとの一件の後、より良い当主になるために励むしぐれと共に、より良い家臣になれるように修行をしている。
元々は書道家だったが、しぐれの父にしぐれを連れ戻すように命じられ、その時に銃を学んだ。
しぐれ
二つ名は「瑠璃の僧兵」、「瑠璃の僧兵」。
九子那の地を治める当主。幼い頃に父親に出家させられ、実家の家督争いから遠ざかっていた。本人は修行に打ち込む日々に満足していたが、やまぶきが須佐の地を治め始めて暫くして父親に環俗するように言われ、無理やり当主の座を押し付けられた。
部下であるいろはやごんのすけの期待に応えられるほど優秀ではないと思っており、当主の座を継ぐことを拒んでいた。
しずめき
二つ名は「瞑目の晦刃」、「幽寂の沈め鬼」、「晴夏の天鬼」。
たいてんきに仕え、彼女をからかいながらも補佐している青年。元々は名家の生まれで鬼才と呼ばれるほどの才能の持ち主だったが、19歳の頃に角が生えすべてを失った過去を持つ。
せきと
二つ名は「暁染頂の忍仙」。
先代の「まつかぜ」を務めたくノ一であり、ちいまるの母。若い頃に異国で不老の術を身につけたため、息子と同年代と思われるほど見た目が若い。今はかつて身につけた不老の術を捨てたため、正しく老いている。幼少期のりょうばとも親交があった模様。
メインストーリー第二部では世界を救う目的で主人公の父ファザと共に旅をしている。動物の国で主人公たちの前に現れ、メフテルハーネ全土を脅かす程の脅威が迫っている事を告げ別れる。その後、砂漠の国で主人公たちが絶体絶命の窮地に陥っているところに忍術を仕掛け、十数人程いた一行を敵の前から逃れさせている。
だいぐれん
二つ名は「冱返る大紅蓮」。
数百年前に鬼鎮めたちによって、鬼鎮めの里に封じられた幽鬼。氷雪を操る力を持ち、人を攫って食べると言われ恐れられた百鬼夜行の頭領。人間に対して強い怒りを持っており、燃え上がるようなその怒りから、いつしか「大紅蓮」と呼ばれた。非常に強大な力を持ち、封じられてなお鬼鎮めの里には常に雪が降っていた。
角や翼を持つために不当な差別を受けていたり、居場所がなかったりする子供を連れ去り、新たな居場所として百鬼夜行の仲間に加えていた。だいぐれんは実体を持たぬ幽鬼のため、物を食べることはできない。しかし、百鬼夜行に加えた子供を食べたことにすれば、「子を返してほしい」と頼みに来た親も諦めて引き返すため、「食べるために攫った」ことにした。
だいぐれんにかけられた封印は「強い鬼ほど強くなる」術式だったが、封印されていた間に、「鬼喰い」という鬼の力を食べるモンスターに力を吸われたことで封印から脱した。
たいてんき
二つ名は「天を戴く傲鬼」、「妖率いる赳鬼」。
大妖怪を自称し百鬼夜行の頭領を目指す角の生えた少女。漢字で書くと「戴天鬼」。
「宵桜に舞う鬼と鎮めの奏」では、主人公やちひろたちと出会い彼らと行動を共にする。しずめきとたづの会話を盗み聞きし、自身が妖怪ではなく動物の国の血を引く人間であることを知るが、目標は変わらず頭領を目指し続けている。
ちいまる
二つ名は「暁闇這う蜘蛛」、「終宵疾る颯蛛」。
松風衆に所属する忍者。祖父も母も「まつかぜ」の名跡を継いでいた事からその跡を追うと思われていたが、修行の過程で脚を痛めて全力が出せなくなり、まつかぜの名を弟子のたかだてに譲り自身は一忍者としての任務や後進の育成に当たっていた。
シュトルツとの出会いで彼女に「才能が無くてもやりたいことをやればいい」と諭され、「まつかぜ」の名跡を得ようとたかだてに一騎打ちを挑み、全力を尽くして戦った末に破れる。
忍者として母達と同じ高みに登れなくとも、違う高みに登れればよいとエレキファイターになることを決め、シュトルツとコンビを組みエレキの国へ旅立った。
天子
二つ名は「天胤之御曉璽」。
本名はなぎ。天の御神から生まれ落ちたとされる神の御子様の今代。和の国の政の全ての決定権は彼女にあり、民もそれを良しとしている。
少数民族の国の星読み達のように、代々未来を視ることのできる神通力「天眼通」によって未来を予言し、不都合な予言であれば未来を変えるために手を打つことで、民を先導していた。
数百年前から、先代の天子が封じた『厄災』ハバキノアラミタマの封印が解けることが予言されており、太陽の御神「天照」と月の御神「月読」の力を持つ神器で対抗した。
とどめき
二つ名は「百々目の幽鬼」。
異形の角から囚われ続け幽鬼となった少女。部屋から解き放たれ、時代が代わったことにも気付かず、迎えに来ると約束したはずの兄を探し続けている。
「宵桜に舞う鬼と鎮めの奏」では、主人公とメルクと出会い、兄以外では唯一自身を恐れない彼らと楽しい時間を過ごし再会を約束して別れた。しずめきを兄と誤解し自らのものにしようと執着し、たいてんきと激戦を繰り広げ、いざよいとたづによって封じられた。
はいゆき
二つ名は「幽鳴する灰笛」。
鬼鎮めの家系に生まれた少女。「雪あたり」という病気を患っており、部屋に篭っていた。鬼鎮めでありながら鎮めの笛を吹くことすらできず、体調を悪くしてしまうため外出もできない自分を嫌っていた。幼い頃に作った雪達磨に「だいぐれん1」「だいぐれん2」という名前をつけて、時々話しかけている。
患っている雪あたりはだいぐれんの気が入った雪に由来しており、だいぐれんと共にいることで悪い気を少しずつ身体から出して治そうとしている。雪あたり自体はさほど珍しい病気ではなく、十人に一人くらいの確率で罹るらしい。
病弱で篭りきりの生活ゆえ、投げやりで捻くれた性格だが、周囲の人間に恵まれたため芯は捻くれておらず、自分を気に掛けるだいぐれんには次第に素直な態度を見せるようになる。
まつかぜ
二つ名は「風裂く飛燕」、「墜栗花の松籟」。
御下槌の地を治める武家に仕える忍者軍団「松風衆」の現頭領。まつかぜは松風衆の頭領が代々襲名する名跡であり、本名はたかだて。
真顔で洒落にならない冗談を言う悪癖がある。
みおぎ
二つ名は「夢寐の傾城」。
とある花街で一番の人気を誇る美しい太夫。白く美しい顔に、どこか儚く、寂しげで物憂げな表情にあらゆる男が惚れては散った。
幼少期は孤児で、湖に住むモンスターに「獲物の目印」の呪いをかけられ、その後とある旅の僧侶に貰った、モンスターを封印する櫛を大切にしていた。
やまぶき
二つ名は「睥睨の風雲児」。
須佐の地の当主の三男坊でありながら当主の座を継いだ男。独自の政策を展開し、貧しかった須佐の地を、和の国で最も金のある「黄金の街」に発展させたやり手。その手口から、冷徹で人を愛する心を持たないなどと呼ばれることもある。
欲しいものは必ず手に入れるのが自分だとし、欲しいものを手に入れる秘訣は絶対に諦めないことだと言っている。花街に遊びに行った際にみおぎ太夫に一目惚れし、部下のくろとびを通じて猛アタックを仕掛けた。みおぎを食べに現れたモンスターを撃退して、自分に惚れさせようとするなど、少々調子の良い部分もあるが、漢気もある性格。
らいこう
二つ名は「衛忠颯霹の刃」。

#### 和の国出身のその他のキャラクター
しぐれの父
「やまぶきが九子那の地も手に入れようと画策するかもしれない」と考え、問題と責任から逃げるためにしぐれに当主を押し付けた碌でなし。当主の座を継がせた後は隠居して花街で遊ぶらしい。
不真面目で色仕掛けに弱く、巫女装束を着た巨乳の詐欺師に騙されてしぐれを出家させた。ついでに変な壺やらなんやらも騙されて買ってしまった。

### 空の国出身のキャラクター

#### 空の国出身のユニット
アーデウス
二つ名は「天賦なる才翼」、「判翼の色眼鏡」、「虚逢なる仮面」、「大恋翼の薔薇」。
第八都の守護を任される名家の、御曹司である大天使。自身の才能を誇りとし、自分こそが最も優れた存在の一人だとする「オレ様男」。仮面舞踏会に参加した際にリースに顔を平手打ちされ、それ以降彼女を気にしている。
アズラキル
二つ名は「黎翼の抱天使」。
大きな漆黒の翼を持つ大天使。地上と空の国を行き来する人を守り、空が飛べぬ者なら抱いて運ぶ空先案内人をしている。
本当の仕事は翼を病気などで失ったり、コーネリアのように位置が変わったことで、「再び神に赦されぬ身となった」とされて空の国を追放された者を地上へ送る執行官。先代が「この黒き翼が地上の穢れに染まることはない」とし、代々執行官の職を受け継いでいる。
元々執行官の仕事は少なかったが、聖ミシェリアの奇跡の後、空の国の人々の中にも地上の人間と交流しようとするものが増えたため、護衛と送迎とちょっとしたガイドをする空先案内人を副業として始めた。
エデンエリス
二つ名は「思召待つ緋金」。
第9都アプネティアの次期侯主候補。
オルトス
声 - 花江夏樹(あんさんぶるスターズコラボ時、アニメ)
二つ名は「渡世の白羽根」、「灰纏の留人」、「識世の渡り鳥」、「望遠の天極」、「聖翼の祈音」、「輝世の祝謝翼」。
翼を持たずに生まれてしまった少年。神に赦されぬ罪を背負った者として聖宮から少し離れた浮島の塔に幽閉されていた。
主人公が空の国に入ってしまい、罪人として同じ塔に幽閉されたことで、主人公のティンクルシードで呼び出したモンスターで脱出に成功する。神に最も近いと言われるミシェリアに接触し、自分に翼を与えるように神に祈りを届けさせた。
聖ミシェリアの奇跡で2枚の翼を授かった後は、幽閉されていた分、本でしか見たことのない世界をこの目で見るために空の国を旅立った。
コーネリア
二つ名は「天涯の訪問者」。
頭から翼が生えた女性。小さい頃に見た、龍の鱗でできた虹の橋をもう一度見るために、世界中を飛び回って色んなドラゴンや竜種からいらなくなった鱗を分けてもらっている。
小さい頃に見た、虹の橋を作った龍を追いかけて、神が遺したといわれる遺跡に入ってしまったことで腰に生えていた翼が頭に移るという異変が起こる。翼を失ってはいないが、「神の赦しの証に異変を起こした」という理由でアズラキルによって追放された。
空の国に再び戻った際にセントワイアという飛龍の脱皮に立ち合い、その際の鱗が、幼少期に見た虹の橋であることを知った。遺跡もセントワイアが棲家にしていた場所で、癒されていないセントワイアに襲われて翼を怪我してしまい、治療のために翼が移ったことが明らかとなり、追放処分は取り消しとなった。
セラム
二つ名は「冴ゆる忠臣」、「魅惑の甘輪」、「夏めく爽瑞風」。
皇都で政務を執る大天使の女性・シャルフィナに仕える女性。諸事情で国を出られない彼女の代わりに世界中を旅して見聞を広めている。
トイフェル
声 - ランズベリー・アーサー(あんさんぶるスターズコラボ時、アニメ)
フェイエル
声 - 岡本信彦(あんさんぶるスターズコラボ時、アニメ)
二つ名は「純忠なる聖兵」、「高潔なる聖剣」。
ミシェリア
声 - 佐藤聡美(アニメ)
二つ名は「暁光の聖女」、「万祈の聖翼」、「聖天の白昼夢」、「聖祈の灯星」。
空の国の首都・聖都の聖宮に住む、大小2対計4枚の大きな翼と二重の光輪を頭に浮かべる少女。その翼と光輪から、神に最も近い聖女として信仰の対象となり、空の国の民からは「猊下」と呼ばれている。
しかし、民とは反対に自分の翼を良く思ってはおらず、彼女には重すぎる翼のせいで飛べないことをずっと気にしていた。オルトスとの出会いで翼を捨てることを決め、その翼をオルトスに与えるように神に祈りを届けた。
ミシェリアが落翼の儀で2枚の翼を失い、それと同時にオルトスに2枚の翼が授けられた一連の出来事は「聖ミシェリアの奇跡」として語られ、民からは神の真意を知る者として、翼を失ってなお慕われ続ける。
ラヴィオル
声 - 津田健次郎(あんさんぶるスターズコラボ時、アニメ)
二つ名は「紅煌たる聖槍」、「穏輝浴びる紅」。
オルトスの兄。聖宮守護団の団長を務める。もともとはオルトスに翼を授けるために医者を志していたが、オルトスが幽閉される離島の塔の管理権を得るために聖宮守護団団長の座に就いた。
リース
二つ名は「翼の理容師」。
第八都で理翼店を経営している。慕っていた父が平民であることを理由に研究を認められなかった過去から大天使に偏見を持っている。

### 西部の国出身のキャラクター

#### 西部の国出身のユニット
アスター
二つ名は「昔日を追う者」。
双剣を武器に賞金首ハンターとして活動する農家の長男。
アロロア
二つ名は「森羅悟る賢師」。
容姿を自在に変化させる力を持つ大巫師。自然神の根幹に到達しており、高い精度で「語り」を行えるが自粛している。
イグナイト
二つ名は「再熾す赫魔剣」。
「知性を犠牲に剣の才能を手に入れた」と噂される賞金稼ぎ。一年前のウェルテクスとの決闘に負けた後、消息不明になっていたが、1000年前に作られた超常の武具「秘石武装」の一つ「剣」を新たな武器として持ち表舞台に再び現れた。自身の力では「剣」の力を完全に制御することは不可能だとわかってはいるが、ウェルテクスに勝つため、鍛錬を続けている。
ウェルテクスとは好敵手のような関係で、嫌っているような素振りを見せるが、暴走した秘石武装の一つ「馬」を止めるために共闘するなど、あくまで好敵手のようである。
ウェルテクスにはしばし「バカナイト」と呼ばれており、他の賞金稼ぎにも「実力はあるが頭が悪い」と評されている。
ウェルテクス
二つ名は「禍殃撃覆の銃」。
「賞金王」と呼ばれる西部の国で一番の賞金稼ぎ。その噂を耳に入れた人が仕事を依頼する為に、ウェルテクスに賞金をかけて探させていることもあり、賞金稼ぎであると同時に賞金首でもある。
過去に呪いの地に足を踏み入れたことで呪われており、視界はぼやけてほとんど見えず、聴覚もかなり衰弱している。味覚もかなり衰弱していて、タバスコを大量にかけないと味を感じることができない。天性の才を持っていたわけではなく、呪いで目が見えなくても、決して人を撃ち誤らないように途方もない努力を積み重ねた結果である。
メインストーリー第二部「西部の国篇」で登場した。和の国へ向かう途中で逸れたりょうばが、同じく逸れたテオに賞金をかけていたため、ウェルテクスが仕事として、保護したテオをりょうばの元へ送り届けることにした。
自分に撃たれた6つの銃弾を、5つの銃弾で相殺するなど、スカージの存在に関わらず賞金王の名に相応しい実力を持つのは確か。
スカージ
ウェルテクスと共に旅をしている、ウェルテクスの相棒。「最高の武器」を自称する喋る銃。その正体は、西部の国に4つ存在する、1000年前に作られた、非常に質の良い自然秘石が動力として組み込まれた超常の武具「秘石武装」の一つ「銃」。残る3つも所在が判明しており、「剣」はイグナイトが武器として使用し、「馬」はワンダーランドの中央に座する「ミレニアム・ロック」として、長い間、ただの巨岩として扱われていた。「杖」はキマリスが封印しようとするも失敗し、周囲の村ごと消滅した。
スカージには風属性の自然秘石「第3のエシルルド」が動力として組み込まれている。髑髏の細工が入った棺桶のような見た目をしているが、攻撃時には箱が開いて、魔力でできた風の銃弾を放つ。
オズボーン
二つ名は「神炎鍛う鐵工」。
その名の知られる名鍛冶屋。年齢・性別も判然としない風貌で、どちらも不明。独特な思考回路を持っていて、到底凡人が理解できる者ではない。神の加護をおろしたかのような腕前と評判で、分からないことだらけのオズボーンで唯一分かっているのは鍛えた武器は必ず依頼主の手に馴染むことのみ。シャアイラの使う武器「精鱗の尾」を作った。
ガルディ
二つ名は「流浪する孤剣」、「流迎の執行剣」。
キマリス
二つ名は「運命識る流れ」。
心優しい、芯の強い若い巫師。秘石武装の危険さを知る数少ない者で、封印する為にイグナイトに同行する。高い演技力を持つが、自らの目的のために他人を欺くことに罪悪感を感じている。エル・エルウィルを守護鳥として従えている。
イグナイトに同行する少し前に、秘石武装の一つ「杖」を封印しようとするが失敗し、周囲の村ごと消滅させてしまった。
シャアイラ
二つ名は「激情の破正者」。
ギムレ機関のグランドマスターの1人。幼いながらもその戦闘能力は異常。自身にしか扱うことのできない不思議な武器「精鱗の尾」を扱う。本人は戦いを求め決闘してきただけなのだが、戦闘の派手さから「破壊の蠍」という異名をつけられ、賞金が掛かっている。アヴァンモンが保護者のような立場で監視・監督をしており、シャアイラ自身はよく懐いている。
フラヴィア
二つ名は「賭遊戯の女帝」、「涼遊夏の優絆」。
カジノに於いて圧倒的な強さを誇るギャンブラー兼カジノオーナー。美貌、財力、智謀の全てを兼ね備える。独自の情報網を持ち、ロカ地方で大きな勢力を誇る。実家は大家族で、長女の自分を除いても兄妹だけで8人いる。しかし、そんな大家族の生活費やその他諸々の諸費用を全て自身の稼ぎだけで賄っている。
弟妹たちを溺愛しており、可愛がって構いすぎた結果、弟の一人からはトラウマ扱いされている。

### エレキの国出身のキャラクター

#### エレキの国出身のユニット
アメシスト
二つ名は「紫燐灰の誘惑」。
エレメント依存症に罹患し、物心付く以前から療養地ディベールテスマーに住んでいる青年。
エマ
二つ名は「緑晶の調石師」。
調石師の名家の少女。才能は平凡だが高い熱意を持っている。
エンキドゥ
二つ名は「悠紲緤ぐ邂翠」。
エレキの国でその名を知らない者はいない大企業「ギガ・コーポレート」の社長令嬢。本当の正体は遥か昔に「地の国」を守るために結成された部隊「ナンバーズ」に入隊する予定だった『奇跡』の少女。しかし、入隊前にナンバーズは解散してしまい、現代になって未開の地で目醒めた。その境遇を知ったギガ・コーポレート社長によって引き取られ、養子になっている。
自分の意思に関係なく、自身を中心とした一定の範囲内のエレメントの情報を全て取り込んでしまう特異体質で、取り込んだ情報を処理するために、頭は常にフル稼働している。そのため、戦闘時以外はぼんやりしていたり、少しずれていたりする。その代わりに、現存する全てのエレメントやエレキを扱うことができるため、本人はハンデと捉えている。
武器として扱うエレキはどんな形にも変形させることができる。
シュトルツ
二つ名は「嵐の調石師」、「蜘蛛の調石師」、「並風の暁結晶」。
調石師の少女。
エレキファイトを知る以前は覇気もなく惰性で生きており、感情のコントロール方法を理解できていないため嵐のように激しく感情を表現する。
ノーフィール
二つ名は「継ぎ接ぐ虚無」、「凪いだ微笑」、「虚湛揺る彩砲」。
エレキの国で事件屋として働く、5人兄妹の長男の青年。喜怒哀楽が激しく、感情を読み取りやすい。しかし、本当は感情はほとんどなく、4人の妹を参考に大袈裟に見せているだけである。

### 魔法の国出身のキャラクター

#### 魔法の国出身のユニット
アルシオン
二つ名は「叡智の探究者」。
「規律者の一族」。魔法の国を脅かす存在を排除する使命を背負った一族の一人。タロットカードを使用した占いが得意。自身の魔力を溜め込んで、一大事に解放することのできる「紋章」を刻み込んでいる。
シエラ
二つ名は「無秩序な真紅」、「星誕の祝福」。
「災厄の魔女」と呼ばれる、強力な力を持った魔法使い。創作魔術を得意とし、面白半分で作った魔法や魔道具が騒動を起こすこともある。魔道具店を経営している。
プライアル
二つ名は「一擲する逆角」。
魔術協会治安維持部特別班に所属する武闘派の魔法使い。コードネームは『エース』だが、特定の人物には『エキストラ・ジョーカー』と呼ばれている。21歳にしては落ち着きがなく、童顔と合わせて子供っぽい印象を与える。明るい性格で、良く燥ぐ可愛らしい女性。
ルタリスクが世界鐘を勝手に管理していることが魔術協会の最高議会で問題になり、監視役としてルタリスクと接触することになった。
酒好きで、すぐ酔っ払っている。
マリスジェム
二つ名は「愛国裏む霹靂」。
フルネームはマリスジェム・アプロシウス。魔術協会の最高議会議員。老いてなおその強さは健在。かつて禁術『皇帝』レトラペインを封印した。魔法の国の建国御三家の一つで、魔法の国の脅威の『破壊』の使命を持つ。
メルモルテ
二つ名は「懇蔽焉の終熄」。
対禁術に特化した組織「特別班」の創設者であり班長。「規律者の一族」でありながら自身も禁術『死神』の使い手であり、迂闊に発動させてしまわないよう現場に自ら赴くことは少ない。禁術の使い手になった制約として身体の成長が止まっており、使い手となった7歳の姿のまま。同じ特別班のメンバーからは非常に可愛がられている。禁術と共に生きることができる世界を目指し、できるだけ禁術の破壊や封印は行わず、他に無力化・無害化する手段を模索している。
死神
正式名称「『名無し』」。22個ある禁術の中でも最も人類への脅威度が高いとされる魔法。メルモルテが使う禁術『死神』そのものであり、つまりは魔法そのもの。魔法そのものでありながら自我と人格があり、メルモルテ以外には見えない。ぶっきらぼうな話し方をする。禁術を処理するために自身の力を使わず、共生の道を探すメルモルテのことを「変わったやつだ」と評している。
「使い手が『終わり』を望んだものに『終焉』を齎す。そして使い手は『終わりの形』(終わらせ方)を選べない。」というのが『名無し』の効果であり、国どころか世界が滅びかねないという理由で禁術に指定された。
メルモルテが昔読んだ絵本に登場した、おじいちゃんに安らかな死を与えた死神の様に「正しい終わり」を与えられる存在になってほしいという願いを込めて、メルモルテだけは『名無し』ではなく『死神』と呼んでいる。
ルタリスク
二つ名は「窮の秘想魔宝」、「紫蝶舞う魔宝」。
魔法の国史上初めて、五つの高艶魔宝石を独力で作り上げた天才魔宝石職人。フルネームはルタリスク・ベルクベルク。魔術協会の最高議会議員。魔宝石職人として有名な魔法の国の名門ベルクベルク家の生まれだが、自身の作った魔宝石に自分の名前は残さないという家の方針に反発して絶縁している。
人間嫌いで、他人の名前を覚えようとしない。弟子になりたいと来たテオのことも技術を盗みに来たと思い初めは全く信用しなかった。
魔法の腕は良いが、恐ろしいほどに生活力がなく、脱いだ服は洗濯もせずに脱ぎっぱなし、テオに片付けてもらわないと部屋は散らかりっぱなし、料理も出来ないのでテオが来るまでは全て出来合いの物を食べていた。
容赦のない性格だが、弟子のテオに関する事柄には違った態度を見せる。好物はテオの作ったオムライス。
レルハルニー
二つ名は「万象成る不貌」、「夢現願う晴貌」。
「無面」と呼ばれる稀代の変身魔法の使い手。フルネームはレルハルニー・ヴェヒター。アインレーラの実兄。魔法の国の建国御三家の一つ、ヴェヒター家の当主。国の歴史の「記録」の使命を持ち、闇属性のネウルの姿で国の様子を見回りしている。真面目な性格で、自分が得意とする変身魔法で場を和ませようとして滑るなど、どこかずれた一面もある。

### 恐竜の国出身のキャラクター

#### 恐竜の国出身のユニット
アシクス
二つ名は「駿竜の乗り手」。
人間とモンスターが協力するレースに参加する少年。ロルを相棒として、ディラをライバル視している。

### 砂漠の国出身のキャラクター

#### 砂漠の国出身のユニット
アシュファー
二つ名は「斬継の神官」。
王位争いに敗れた王子を父に持つ太陽神殿の神官。
ナマールィ
二つ名は「湊国の恍擁王」。
1000年前に存在した文明「水の都」の最後の指導者(国王)。戦地に向かった際に、帝国でフェニシャルルの心の汚染が発生し、水の都と身籠った妻を守れなかったことを強く後悔する。その後、現代にて復活し、砂漠の国の王と協力を図った(復活した理由・手段等は不明)。水属性の高い適性を持っており、水属性の自然秘石「第2のサハイネ」をルタリスクに比肩する速度で生成することができる。

### 死者の国出身のキャラクター

#### 死者の国出身のユニット
アントール
二つ名は「總闇孵夜の翳」。
死者の国を陰から支え、防衛しているアントール家の現当主。輝石を砕いてもらえず彷徨い続ける魂を集め、夜のいきものにすることで魂が影となって人を襲うことを防いでいる。蝙蝠を操ることができ、度々伝言や偵察に利用している。ミスティカの父で、妻(つまりミスティカの母)はすでに死亡している。血族からは心よりの畏敬と忠誠の証として「偉大なるお父様」と呼ばれている。
ヴェレッド
二つ名は「戯の愉楽椅子」。
エレオノール
声 - 佐藤利奈(アニメ)
二つ名は「泡沫の残夢」、「夢沿いの君」。
フルネームはエレオノール・シュジュ。ジャントールの妻。娘にコゼットを持つ。故人。病弱でなかなか外出できず、ジャントールの話すスクウィークの冒険譚を心の拠り所にしていた。楽しい話をしてくれるジャントールに好意を抱き、結婚した。ジャントールがずっと会いたいと願ったため、アローウィンでジャントールの前に姿を現した。生前の正直な想いともし自分が今も生きていたらやりたかったことを話し、ジャントールに自分の輝石を砕かせた。
オルコ
二つ名は「天降る焔の雨」。
空の国と死者の国の両親の間に生まれたハーフ。悲観的な性格で、すぐに自己嫌悪に走る。
コゼット
声 - 春野杏(アニメ)
二つ名は「夢路の迷い子」、「父想う料理人」、「夢路を歩く者」。
フルネームはコゼット・シュジュ。ジャントールとエレオノールの娘。自身に構ってくれないジャントールのことを「自身のことを好いていない」と思っていて、引っ込み思案も相まりうまく接することができずにいた。エレオノールの作ったスクウィークの人形を大切にしており、常に持ち歩いている。アローウィンでシトルイユと出会ったときには、父との関係を相談して父の真意を知ろうとした。
シトルイユ
声 - 子安武人(アニメ)
二つ名は「夢牢楼の住人」。
夢と幻の世界「アローウィン」に住む、南瓜の頭部を持つ「夜のいきもの」と呼ばれる人ならざる存在。身長が高く、すらっとした細身の体を持つ。南瓜の頭は胴体と繋がっているわけではなく、自由に回転させていた。紳士的な行いを心がけているが少しどこかずれている。自身が契約した「マスター」は若くして死亡しており、マスターとの日々の記憶も薄れていたが、ユウの持ってきたマスターの輝石を食べたことで記憶を取り戻した。
ジャントール
声 - 鈴木達央(アニメ)
二つ名は「哀惜の神仕」、「哀惜の神仕」、「夢語りの神仕」。
フルネームはジャントール・シュジュ。小さな村で神仕を務める男性。妻のエレオノールは病弱ですでに死亡しているが、その事実を受け入れることができずエレオノールの輝石を砕けずにいた。母親という存在がいないがためにコゼットとうまく接することができず、家族の時間を持つことができなかった。空想好きで、エレオノールが生きていた頃は、相棒のスクウィークとの冒険の話を物語っていた。絵を描くことと料理をすることが得意。
ハリエット
二つ名は「夢紡ぐ陶指」、「愛宿す素描」。
少女人形を器とした「夜のいきもの」という人ならざる存在。遠い昔に契約者を亡くし、輝石を流した際に、彼との過ごした日常の些細な出来事の数々に愛が宿っていたことに気付き、それを確かめるために絵本作家となり、出会った人々の物語を描き続けている。
ゲーム「あんさんぶるスターズ!」とのコラボストーリー「盤上の騎士と白昼にまどろむ繭世界」では、レオに心を写す絵本を手渡し、彼が描く物語を観察していた。
プロメテンド
二つ名は「盟約の英霊」。
「夜のいきもの」の一つ。
ミスティカ
二つ名は「夜の契約者」、「寂救祷りし夜」。
フルネームはミスティカ・アントール。棺桶に宿る「夜のいきもの」と呼ばれる存在と契約を結ぶ女性。アントール家の息女で、アントールの娘。
リュシアン
二つ名は「狭間の惑い子」、「狭間に見る夢」、「夢架の子守歌」
ルクスリアス
二つ名は「愛しき慝い夢」。
メインストーリー第二部「死者の国篇」に登場。稀代の美貌を持つ人形を依代に創られた「夜のいきもの」。かつて契約したマスターとの日々を大切にしており、マスターが死亡した後もマスターが命じた日課をこなしていた。
性格は極度の人間嫌いで非常に攻撃的。自分の「日常」を邪魔しようとする者には容赦なく攻撃しようとする。また、その危険性を抑えるためにマルトゥールが会話を試みようとするも、最初の頃は会話を拒否していた。
メインストーリーでは、マルトゥールの大罪機密によってマルトゥールと共に封印されるも、マルトゥールの好意を受け入れ、愛の階(きざはし)によって大罪機密を解除する。
ルシル
二つ名は「羽帽の剣士」
ルチアーノ
声 - 小林裕介(アニメ)
二つ名は「深情の神仕」。
ジャントールの同僚の神士の男性。
レテネーブル
二つ名は「卵殻に眠る骨」、「卵殻に見る夢」
「夜のいきもの」の一つ。生前、自分を愛してくれた父に憧れている。契約者には、契約者の望む姿に見える。

#### 死者の国出身のその他のキャラクター
マスター
声 - M・A・O
シトルイユと契約を結んでいた少年。故人。ユウが死者の国に迷い込んだ時に幽霊として現れ、丘の上の廃墟から繋がるアローウィンの街にいるシトルイユに自分自身の輝石を届けさせた。
スクウィーク
声 - 杉山紀彰
想像上のジャントールの相棒。世界で一番勇敢でイケてるネズミを自称しており、ジャントールとは無敵の名コンビ。調子がいいやつで、捕まっているお姫様からのキスを目当てにどんな強敵にもかかる。火吹き竜を倒したり、伝説のレイピアを手に入れるためにゴーレムに勝負を挑んだりもした。アローウィンの街ではジャントールと、エレオノールが生きていた頃の空想のような冒険をした。

### 少数民族の国出身のキャラクター

#### 少数民族の国出身のユニット
アナーヒト
二つ名は「博雅の吟遊神」。
小さい男の子が好きで、ショタコンのような言動がしばし見られる。
エントラ
二つ名は「酩酊なき酒宴」。
周囲に悪影響を及ぼすほどの大量の「気」を備えており、それを制御するために、非常に激しく厳しい修行を積み、異例の若さで仙人となった。仙人故に老化が遅く、60歳を超えているが見た目はおおよそ25歳程度くらいで、かなり若く見える。三角巾状の胸部の下着に褌状の下着と袴状のボトムスと非常に露出の多い服を着ている。修行時代に体を酷使したため、定期的に薬酒を飲まないといけない。
カリョウヒ
二つ名は「雷魅す華胥鳥」。
「黒王」を心から愛し慕い続ける仙人。自然の気に影響を与える特殊な体質で、一箇所にとどまり続けると、風が吹き荒れ雷雲が空を埋め尽くしてしまう。ヘェイスォに惚れ込み一途に身の回りの世話をしている。300年以上前にヘェイスォが死ぬ間際に「只人を仙人に変える秘薬」を飲ませ、共に生きることを選んだ。
グエン
二つ名は「求故の彷徨者」。
「等価交換」を信条に様々な仕事を請負い少数民族の国の各地を旅している青年。
ザウル
二つ名は「酒仙の風来人」。
シージェ
声 - 藤原夏海(アニメ)
二つ名は「羽扇の官吏」。
11歳ながら官吏となっている少年。リウの村に左遷されシャオリンの教育係を任されている。
シャオリン
声 - 石見舞菜香(アニメ)
二つ名は「紅き禍つ星」。
ユージアの妹。星読みにより禍をもたらす「紅禍の星」と予言されている。
ショキ
二つ名は「凛乎たる鎌首」。
タミル
二つ名は「古を探す者」。
テイシュウ
二つ名は「神さびた残滓」。
「水神」として崇め奉られる存在。その正体は何もかもが擦り減った魂の残骸。妻であるナターシャを心から愛しており、失敗した時はフォローしてもらって優しさに甘えるという人間じみた生活を送っている。テンライとは人間だった時の兄妹関係にある。
テンライ
二つ名は「天泣の儚幻魂」。
昔、人間だった頃に、あまりにも強い力が故に斎宮として封じられていた星読みの娘。災禍の折に禁術を用いた代償として生身の肉体を失った。時が経つにつれ記憶は薄れ、何を忘れたのかすら思い出すことはできず、復讐だけを縁に現世を彷徨い続けている。テイシュウとは人間だった頃の兄妹関係にある。
ハルサルヒ
二つ名は「風雲揭旗の王」。
少数民族の国の第二の大規模勢力都市「邦」を収める王。自らの称号は「邦王」。雫の国に邦を滅ぼされ、その際の怪我で記憶を失う。ヨウキの護衛として旅をしていたが、途中で記憶を取り戻し、邦王として國王ファルゥンと共に雫の国に報復した。
趣味は釣り。
ファルゥン
二つ名は「咲き綻ぶ王花」。
少数民族の国最大勢力の都市「國」の主。自らの称号は「國主」。モンスターや疫病等で滅んだ各地の人々を受け入れて勢力を拡大させたが、内部対立の可能性や周辺のモンスター・雫の国からの接触に憂慮を抱き、雫の国に滅ぼされた都市「邦」の主ハルサルヒと会談を持つ。
ヘェイスォ
二つ名は「永窮闘諍の覇」。
66年ごとに現れる、ただひたすらに戦いを追い求める覇王。300年以上前の存在だが、カリョウヒの「只人を仙人に変える秘薬」によって長い寿命を得た。仲間になりたいというものに着いてこいとも来るなとも言わないが、ヘェイスォに魅了されて後につく者は増え、山一つを黒く覆うほどの軍隊がついた。そのようすからいつしか「黒王」と呼ばれるようになった。
仙人の才能がない者が仙人になると、何かしらデメリットが大きく出る。ヘェイスォには仙の道の才が無かったのに秘薬によって仙人になった代償として、一度眠れば66年間起きることはない。
圧倒的な強さを誇り、その強さで何かを奪おうとすることも、何かを守ろうとすることもない。その強さで戦うことが目的であり、戦いは目的を果たすための手段ではなく、目的そのもの。彼が一度戦えば、辺り一体は更地になるという。
ユージア
声 - 石川界人(アニメ)
二つ名は「優焔の煌宗」、「恵齎想う慶宰」。
リウの村の長。膨大な仕事を任され、仕事中毒となっている。
ヨウキ
二つ名は「儚望の幼き仙」、「煕望の邦陽仙」。
元仙道の少女。一人称は「ボク」。ハルサルヒの側近。
星読みの一族の力を濃く引き継いでおり、幾通りもの未来を見ることのできる竜眼の持ち主。
ハルサルヒが記憶を失っている間は、ハルサルヒを護衛に雇った主人を演じた。
リュンリー
二つ名は「降り注ぐ慈雨」、「花裳の白雨弓」。
タウの村から嫁いだユージアの妻。人当たりがよく星読みに吉兆と予言されたこともあり、リウの村から好意的に受け入れられている。
リンジー
二つ名は「水神を奉る者」。
ナターシャの友人。

### 動物の国出身のキャラクター

#### 動物の国出身のユニット
アンテル
声 - 伊東健人(アニメ)
二つ名は「歌楽壇の唱帝」、「歌楽壇の唱帝」。
鳥族の青年。非常に美しい歌声を持つディーヴァ。過去に愛の囀りも無しにセレナに告白し、大衆の前で振られ恥をかかされた。
オルニシア
二つ名は「麗晶の寵愛者」。
世界中を旅する宝石コレクターの鳥族の女性。
コラード
二つ名は「灰尾の術士」。
シュピーリア
二つ名は「煌耀の幻演鳥」。
スティト
声 - 逢坂良太(アニメ)
二つ名は「奔放の技巧士」、「夜明く火の花」。
ハルシュトの弟で、村を離れ花火職人となるべく森に住み修行している。
セレナ
声 - 日笠陽子(アニメ)
二つ名は「鳥籠の歌姫」。
最も美しい翼を持つとされるディーヴァ。
ハルシュト
声 - 小林ゆう(アニメ)
二つ名は「夜明く銀の獣」、「革命夜の華月」、「暁を駆く銀魔」。
ウルカの里長の第一子。村の外の技術を積極的に取り入れる方針に切り替え、数年で発展を遂げた。ユウに好意を抱いている。
側近にテナー(声 - 堀秀行(アニメ))がいる。
フォルナ
声 - 日笠陽子(アニメ)
二つ名は「斑羽の槌士」、「斑羽の歌鳥」。
フリューゲル
二つ名は「舞奏でる白譜」、「花唄奏でる雀」。
ベルナー
声 - 江口拓也(アニメ)
二つ名は「盲愛の擁護人」。
リイリの従者で、彼女に一方的な偏愛を傾けている。リイリの縁談相手だと思い込んだハルシュトに敵意を抱く。
ユディ
二つ名は「午睡の弓士」。
リイリ
声 - 日岡なつみ(アニメ)
二つ名は「緑紗の花嫁」、「緑岐に立つ者」。
アルムの里長の娘で、花嫁修業より外で剣の修行をしたり駆け回る事が好きな活発な性格。ウルカの里との縁談の為にハルシュトの元を訪れる。
ルピエ
声 - 河西健吾(アニメ)
二つ名は「碧靴の譜鳥」、「踏鳴らす譜踵」。
セレナのプロデューサーを務める鳥族の男性。

### 常夏の国出身のキャラクター

#### 常夏の国出身のユニット
アイウォルツ
二つ名は「星暉く嵐の瞳」、「星無き嵐の夜」、「晴熱拡ぐ嵐瞳」。
フルネームはアイウォルツ・アイレー。海軍少尉アルタイルの私兵として働く、元海賊の青年。
イワン
二つ名は「釣瓶の画家」、「過客の肖像」。
バケツで顔を隠した、風景画を得意とする画家。元々は恋人から「その顔を独り占めしたい」と言われ、顔を見せぬようにバケツを被り始めたが、バケツをかぶる生活を続けた結果バケツがトレードマークとなり、バケツがないと誰だか分かってもらえなくなってしまった。
エストレシア
二つ名は「苛烈なる正義」、「義宣の魅烈旗」。
法を絶対の正義という考えを持った海軍大佐の一人。潔癖症で、一度汚れた服は基本処分してしまう。
リベルディに強く執心しており、リベルディを捕まえることを最大の目標としている。15年前、貧しい農村で家も無く過ごしていたときに、リベルディに助けられ、本当の正義とは何かを追い求め続けている。助けてくれたリベルディが法を犯す悪である「海賊」をしていると知り、リベルディを捕まえることで自分の中の「正義」が完成すると考えている。
カナカエイア
二つ名は「懐郷の月珊瑚」、「悠紡ぐ暁珊瑚」。
海への郷愁を宿す者の一人。
スカジィウス
二つ名は「照臨統御の霙」。
千年前の文明「白の都」の末裔の一人。氷雪を操る秘宝「白冠」の適性が非常に高く、本来は姉のサァハが引き継ぐはずだった冠を引き継いだ。幼くして王になったため、どう民と接すれば良いのか分からず、重責と忍苦から来る不器用な傲慢さから姉や民とのすれ違いもあったが、同じくいずれは王となる王国第二王女レクルスや、漂流して流れ着いた幽霊船「永遠の挑戦者号」のクルーやフォルケン船長との出会いで成長し、真の統率を成し、その才覚を遺憾なく発揮している。
スカジィウスの「スカ」は王の称号であり、姉のサァハからは「ジィウス」と呼ばれている。
セオドア
二つ名は「大海の雛鳥」、「碧泳ぐ小鳥」。
海軍中将の一人息子であり、海軍になる将来が決められている。
「碧翼の海賊と大海の雛鳥」では、士官学校に入学させられる前に思わず逃げ出し、偶然リベルディの船に乗り込むこととなる。海賊でありながらお人好しな性格のヨーとソロや、田舎町での海軍の腐敗を知り迷いを抱くようになる。
フォルケン
二つ名は「劫濤航りし髑」。
常夏の国で最も有名で、最も恐れられている幽霊船「永遠の挑戦者号(エテルノ・スフィダンテ)」の船長を務める骸骨船長。無類の酒好きで、常にラム酒の香りが漂っている。身体は骸骨のため不安定で、強風に吹かれると頭部と胴体が分離してしまうが、胴体から頭部が離れても頭部の意識さえあれば自由に動かすことができる。ストーリーでは、胴体を動かして頭部を拾っていた。
常夏の国に伝わる伝説では、船長を呼び出す歌を歌うと海の中から現れ、船乗りたちを連れ去って永遠に終わらぬ航海に誘う恐ろしい存在と言われているが、実際のフォルケンは漂流した船乗りを拾い、クルーの目的地まで送り届ける事を至上としている。フォルケンが動かす永遠の挑戦者号での返事は「ヨーソロー」と返すこと、皆が同じ「永遠の挑戦者号のクルー」であり、海賊だろうと海軍だろうと争わず、目的地に着くまでは共に航海をすることを絶対としている。
ブリッツ
二つ名は「多芸なる海賊」。
リベルディ海賊団の見習い団員。戦闘員を志して乗船したが、器用さを買われメティエから雑用を任されている。
メインストーリー第二部では、釣りを任された際に、エルピスを釣り上げ、メティエから彼女の世話係に任命された。
メティエ
二つ名は「暴威たる船医」、「暴医の副船長」。
リベルディ海賊団の船医であり、事実上の副船長。医者を志していたが、回復魔法が主流となる現代では必要とされず、理想と現実の差異に諦観を抱いていたが、リベルディと出会ったことで彼女の船に乗り込んだ。
メインストーリー第二部では、不平の一つも溢さず、言われたことにただ従うエルピスを人形のようだと感じていた。
リベルディ
二つ名は「魅する碧き翼」。
優れた銃の腕を持つ、リベルディ海賊団の船長。自由気ままな性格で、リベルディ海賊団の全ての決定権を持つ。
「碧翼の海賊と大海の雛鳥」では主人公とメルク、セオドアの乗船を認めた。セオドアに世のまやかしに飲み込まれることなく、何か一つだけでも「本物」を持ち続けるように説いている。
メインストーリー第二部では、エルピスの乗船を認め彼女を王国まで送り届けた。人形のような彼女が「本物」を見つけられるか気にかけている。
レノンポルド
二つ名は「沈まぬ翁月」。
海軍の現総帥。海軍の今の仕組みを作った一人で、老いてなお多大なる影響力を持つ。散弾銃を武器として扱い、モンスターの大群と単身で交戦し、無傷で帰還するほどの腕前を持つ。対降臨モンスター特殊部隊の編成に関してレクルスと会合した。

#### 常夏の国出身のその他のキャラクター
ヨーとソロ
リベルディの海賊団の船員の二人組。過去にリベルディに助け出されたことで恩を返すために船に乗った。
「碧翼の海賊と大海の雛鳥」では港に立ち寄った際に目的地の宝島について軽口を叩いていた際に、偶然近くにいた主人公とセオドアに聞かれ、彼らが海賊団に捕らえられる原因を作った。そのことに責任を感じ、乗船中は危険から守ることを心掛けていた。
メインストーリー第二部では、ブリッツと喧嘩していた。

### 植物の国出身のキャラクター

#### 植物の国出身のユニット
エイシー
二つ名は「樹招く苗床」。
森に惹かれ人間社会に馴染めずにいた少女。緑精を見ることができる。
キアン
二つ名は「昏き森の幼子」。
まともに日常生活を過ごせないほど森に惹かれており、ブレイデンと共に白灰の森で暮らしている。
グリゼル
二つ名は「翠蓋灯の森番」。
シアノ
二つ名は「根繋たる半樹」。
植物の国に連なる異界「原初の森」に同化した半樹と呼ばれる存在。森に呼ばれた人間に種を渡し森の一部とする役目を持つため人の姿を保っている。原初の森に個は無く、すべてが連なっている一つの存在であるため、人間だった頃の記憶や自我は残っていない。
シアノという名は「創世の種と根源の森樹」のラストでマトリクスが名付けたもの。
後にメインストーリー第二部でも「半樹」名義で登場。呼んで森の苗床となった人々の家族や知人たちが別離を悲しみ、一部はそれに不満を抱いて原初の森を滅ぼそうとしている事態をエルピスから知らされた事を機に、森に呼んだ人間に「やりのこしたことはないか」と意思確認を行うようになった。
ティグ
二つ名は「懐背を追う者」。
かつて森に呼ばれた兄を引き止めることができなかった経験を持ち、それ以来、特別な存在になりたいと自身の可愛さを追求している少年。
ブレイデン
二つ名は「幽幻なる呪果」、「常磐の傀儡子」。
禁忌を犯したことで追放された「庭園」の元管理人。
マトリクス
二つ名は「根這う樹痕」。
幼少期に原初の森に呼ばれるが、シアノと出会ったことで人間のまま森に住み続けている男性。本名は忘却しており、マトリクスという名は森に「居候」していることから自称している。
メルローゼン
二つ名は「妃鍵の門番」。
先天的に肉体年齢を自在に操作する能力を持った少女。
リオネル
二つ名は「不枯の若葉」。
「庭園」の管理人を務める少年で、神出鬼没に国内の各地に出現する。
少年時代に庭園に誘われ、そのまま帰らなかった経歴から外見は10歳前後だが、植物学者イッスマンと幼なじみの友人であるため実年齢は35歳前後と思われる。

#### 植物の国出身のその他のキャラクター
緑精
植物の力の純粋な結晶。複数体存在している様に見えるが、個は無く意思や記憶を共有している。

### 科学の国出身のキャラクター

#### 科学の国出身のユニット
アマーリエ
二つ名は「紅装の交渉家」。
ランベルト家の長女。政府で働いており人材発掘と研究支援を担当している。
ジュディス
就業時間中の飲酒により謹慎処分を受けている危険モンスター対策室の職員。
スマイリー
二つ名は「纏いし赫志燬」。
常に身体から炎が燃え上がる謎の大男。その拳は岩を砕き、手を叩けば突風が起こり、跳ぶ姿はまるで空を飛んでいるかの様。まるでヴィランのような見た目だが、人を救うために戦うことは変わらない。その姿は本当の姿なのか、そもそも人間なのか、滅多に姿を現さないためわからないことだらけである。しかし、一度姿を現せば、自らを恐れる声が上がろうと、どんな障害にぶつかろうとも、笑いながら立ち向かう。
ティマ
二つ名は「英追の彩能」、「英雄傍の綵囊」。
レディブルを「せんせー」と呼んで慕う。科学万博でグランプリに選ばれたこともある天才で何でもこなせるが、学生時代に進路希望にふざけて「ヒーロー」と書き、そのまま人助けを生業にする「ヒーロー」になった。柑橘系の香水を好んで使っている。
ヒーローになってグランプリも取ったが、とある火事現場に遭遇した際に自身は何もすることが出来なかったことがあり、その時に子供を助け出したヒーローを「せんせー」と慕い行動を共にしている。
学生時代にベンチで浮かない顔をしていた男性にヒーローコミックを渡したことがある。
ルシェリーク
二つ名は「闡難愉す秘薬」。
「怪盗キャットレディ」という通り名を持つ女性。型破りで常識に囚われない言動と、どんな空想も現実に変えてしまうような発明品で、どんなセキュリティも突破してしまう。セキュリティを突破することにときめきを感じ、ものを盗むことに興味はないため、盗まれた物は後日返却される。
裏からサポートをするデルニエとは、逃走中に出会った。
その正体は10歳の少女で、自身が病気で大人になることができないと知り、一時的に大人の姿に変身できる服用薬を発明し、大人の姿で怪盗をするようになった。
レスティエナ
二つ名は「漂流遊ぶ青蒼」。
レディブル
二つ名は「纏いし赫志燬」。
実験に失敗し身体から炎が出る体質になった。正確には炎に似た物質だという。人助けを生業としており、人前に姿を見せることは少ないため存在を知るものは少ないが、一部のものはレディブルのことを「ヒーロー」と呼ぶ。ティマには「せんせー」と呼ばれているが、弟子を取ったわけではない。常におどおどして自信がない素振りを見せるが、ピンチには必ず立ち向かう勇敢さもある。感情が高まるとそれに応じて身体から出る炎の勢いが強まる。感情が大きく高まったり、自身の力では持ち堪えることができないと判断すると、大きく笑い大量の炎を出す。その時の炎は自身すら飲み込み、スマイリーに変身する。スマイリーの見た目はヒーローとは言い難い見た目故にコンプレックスと感じているため、人前でスマイリーになることは避けようとする。
人助けをする前は人生に悩んでおり、ベンチで一人で考え事をしていたところ、1人の女子学生から昔好きだったヒーローコミックをもらい、ヒーローになることを決めた。

#### 科学の国出身のその他のキャラクター
ルーナ
「奇跡の作り方と愛のロジック」に登場する、エトアースが恋い焦がれる人でもモンスターでもない存在。
実験のために人間が天井に埋め込んだ、月光石と呼ばれるただの石だが、エトアースに飛び方を教え、主人公を元の体に導いている。

### お菓子の国出身のキャラクター

#### お菓子の国出身のユニット
オペラティオ
二つ名は「絶麗の追求者」。
ゲルトルート
二つ名は「律愛の王女」、「王女の憩日」。
グミ・ワールドの王女。王位継承権を持つ。グミ・ワールドとグミ・ワールドの民を心から愛しており、公の場に出る際には必ずグミ・ワールド製の衣服に身を包む。
ジネット
二つ名は「蒼夜の流れ星」。
ターネス
二つ名は「神躰の旅人」。
お菓子の国の各地を旅するスイーツハンター。武器は双剣。
涙や血液が高エネルギーのお菓子になる体質。
タルトレード
二つ名は「唯菓の職人」。
ティーガー
二つ名は「贖罪の従臣」。
フランシール
二つ名は「覆世の白夜」、「白陽のお姫様」
チョコレート・ワールドを治める女王。
マーガレット
二つ名は「刺込む荊棘牙」、「突刺す荊棘根」、「父慈抱く擁娘」。
異形の森のお菓子を食べたことで、異形となった元人間の少女。外見や性格は幼く無邪気だが年齢は不明。大食いのため勘違いされやすいが、食べることよりも抱擁されることの方が好き。
「ごちそう神様とはらぺこ怪物」で、森に入ったターネスと出会い保護される。

### 雪の国出身のキャラクター

#### 雪の国出身のユニット
ヴァレリー
二つ名は「憧焦の副隊長」。
辺境調査隊第5番隊副隊長。突拍子のないバルトロメイに呆れながらも憧れている。
ガングニール
二つ名は「凛壁の氷輪将」。
辺境調査隊第1番隊隊長。通称「総隊長」を務める女性。辺境調査隊の中でも1、2位を争う実力者。その貫禄と風格から、前任の総隊長以外からは「総隊長」という生き物だと思われている。
努力家で、何事にも折れぬ強い心がその強さの根幹にある。
ジャルキィ
辺境調査隊第3番隊隊長。クールな容姿に反して非常に子供っぽい思考をしており、バルトロメイと並ぶバカと呼ばれている。
バルトロメイは元々部下で、相性も良かったが、「バカ2人を固めないでほしい」という苦情が絶えず離された。
トラスト
二つ名は「薫父の焔影」、「寒空の白影」。
パユ
二つ名は「零れ舞う雪華」、「欠け消ゆ氷華」。
触れたものを芯から凍らせてしまう呪われし者。体験したことをすぐに忘れてしまう上に、多幸感に包まれ永い時を生きている本物の氷の魔女。その無邪気さ故に人里に危害をもたらす可能性があると一部の人物に監視されている。
かつての帝国時代に「精守」であったことが明かされている。
バルトロメイ
二つ名は「豪猛の恋斬刀」、「剛毛の恋繋刀」、「恋惑刀の接吻」。
辺境調査隊第5隊隊長。年齢は26歳。職業は5番隊隊長。趣味はナンパと男磨き。
隊の中でも最強格の実力者。しかし頭が悪い。元は3番隊のメンバーだったが、同じく頭が悪いジャルキィとのコンビに他の隊員が耐えられず左遷された。女性なら老若関わらず見境なくナンパするが失敗が続き、最終的にヒポポターシャと付き合った。
ラヴィエチレ
二つ名は「揺らがぬ焔智」。
辺境調査隊第2番隊隊長兼医療顧問。元町医者。
辺境調査隊の古株で、優れた医療技術・知識と指導力を持ち、医療素人の第2番隊を医療部隊に育てた。

### その他のキャラクター
ティティ
声 - 桑原由気(アニメ)
二つ名は「万声の広報」。
2018年4月29日までメルクストーリア公式X(当時はTwitter)でユーザーに向けて広報を行っていたキャラクター。イメージカラーは赤色・ピンク色で、炎属性のラビューンのフードを被っている。語尾に「なのだよ♪」とつけるのが口癖。冷え症で、りんごを冷やす仕事もしているらしい。「中身はおじさん」などのいわゆるメタ発言があるが、ティティは否定している。チャチャの姉。
エイプリルフールイベント「こーほー少女と漆黒の運営」でゲーム中に登場し、ユニットとなった。
アニメではチャチャと共に次回予告を担当。
チャチャ
声 - 久保田梨沙(アニメ)
広報を引退したティティに代わって、メルクストーリア公式Xで広報を担当するキャラクター。イメージカラーは青色・水色で、水属性のラビューンのフードを被っている。ティティの妹。
アニメではティティと共に次回予告を担当。
カラコリチア
遠い昔に存在した帝都の皇女。エリアスの姉。主人公たちがフェニシャルルを癒した事で目覚め、エリアスを連れ何連かへ旅立っていった。
後にレクルスの要請により癒術士4人がかりでの癒しを要する「降臨モンスター」を癒すためエリアスと共に協力する。
学長
帝都の時代の人間。地の都でモノリスを研究する学者。
神官
帝都の時代の人間、水の都の神官。対の水魚と呼ばれるモンスターと共に生きることを望み肉体の時間を止めている。
精守
帝都の時代の人間。緑の里の精守。パユが人間だった頃の姿。
シェンルゥ
エルピスが旅の途中で出逢う奏鐘士。メフテルハーネの救済を目的に旅をしている。当初はエルピスを実力がないと見ておりもっと強くなるよう諭すが、彼女が5つ鐘を鳴らした事で力を認める。
始祖メフテルハーネ
エルピスが世界鐘を鳴らした時に、心象世界で出会った謎の存在。メフテルハーネそのものだと名乗る。

### 他作品のキャラクター

#### 他作品に登場するユニット
あいら
二つ名は「追憧の愛翼」。
ゲーム「あんさんぶるスターズ!」とのコラボイベントで登場する。
あおい
二つ名は「法螺吹く少女」。
漫画・アニメ「ゆるキャン△」とのコラボイベントで登場する。
本栖高校の野外活動サークル(野クル)に所属する高校1年生の少女。本名は犬山あおい。関西弁を話し、よく法螺を吹く。法螺を吹いている時は目が泳ぐ癖がある。
山梨県でキャンプ場に向かう途中、「これから行くキャンプ場は古代ヤマナシ人の聖地で、古代ヤマナシ人には異世界に行く力があった」という法螺を吹いたところ、サイメリカの月光ランタンの力で、異世界であるメフテルハーネの科学の国に転移してしまった。
アマテラス
二つ名は「大日の女神」。
ゲーム「にゃんこ大戦争」とのコラボイベントで登場する。
大いなる太陽と豊潤なる大地を司る女神。争いごとを嫌い、平和を好むが、争いを鎮めるために光の神器「八尺鏡」を用いて鎮圧することもある。ミタマとは神友。
原作のにゃんこ大戦争では「太陽神アマテラス/テラアマテラス/Gテラアマテラス」という名前で登場する。メルストでのイラストは太陽神アマテラスのものが採用されている。
アフロディテ
二つ名は「愛を司る女神」。
ゲーム「にゃんこ大戦争」とのコラボイベントで登場する。
にゃんこ界の愛と美と性を司る女神。心優しい性格ながら、「片想いこそ真に美しい恋愛」という自身の価値観が絶対的なものと認識し、反するものは正義の名のもとに美の神器「黄金の弓」で蹂躙する。
「驚嘆!　熱愛の美女神と野獣!」では巨神ネコに変貌した主人公に一目惚れし、にゃんこ界に連れ去ろうと企てた。
原作のにゃんこ大戦争では「美女神アフロディーテ/メガロディーテ/Gメガロディーテ」という名前で登場する。メルストでのイラストは美女神アフロディーテのものが採用されている。
イズ
二つ名は「興舞導く踊炎」。
ゲーム「にゃんこ大戦争」とのコラボイベントで登場する。
原作のにゃんこ大戦争では「踊り子イズ/魅惑の舞姫イズ」という名前で登場する。メルストでのイラストは魅惑の舞姫イズのものが採用されている。
ウィンター
二つ名は「絶魂の解救者」。
ゲーム「ラストピリオド -終わりなき螺旋の物語-」とのコラボイベントで登場する。
同作の主人公。絶望から生まれる怪物「スパイラル」を倒し、魂を絶望の輪廻から解放する「ピリオド」の青年。自分が倒したレベルⅥスパイラルの少女・ラビュリントスとは相棒。
おかあさん
二つ名は「偏愛の地母」。
ゲーム「ラストピリオド -終わりなき螺旋の物語-」とのコラボイベントで登場する。
フルネームはツリー・オブ・ライフ。絶望の輪廻を司るレベルⅥのスパイラル。そのうちの一つである、情愛を司る「ツリー・オブ・ライフ」が姿を変えた存在。アニマルレルムの全ての獣人の「おかあさん」を自称している。自称するだけあってかなりの世話焼き。
全ての人間に愛情を注ぎ、お母さんのような母性で誰もが甘えられる存在になることを目標にしている。
キャスリィ
二つ名は「禍根掌る魔女」。
ゲーム「にゃんこ大戦争」とのコラボイベントで登場する。
千の呪いに蝕まれた少女。呪いのせいで、空を飛んでいるときに墜落すれば必ず錐揉み回転で落下し、にゃんこおみくじを引けば必ず凶が出て、ネコカンを買いに行こうとすると必ず雨が降っているなど、たくさんの不運に見舞われている。自らの呪いが身体から漏れて周りに被害を与えないように必死に押さえ込んでいるが、身を委ねよという呪いの声と葛藤している。
原作のにゃんこ大戦争では「禍根の魔女キャスリィ/漆黒の魔女ダークキャスリィ」という名前で登場する。メルストでのイラストは禍根の魔女キャスリィのものが採用されている。
余談だが、SDイラストが「ウマ娘」のライスシャワーに似ていることから、一部のプレイヤーからライスシャワーと呼ばれることもある。
クラウス
二つ名は「戒告の十字槍」。
漫画・アニメ「血界戦線」とのコラボイベントで登場する。
こよい
二つ名は「星月夜の少女」。
ゲーム「あんさんぶるガールズ!」とのコラボイベントで登場する。
サタナ
二つ名は「万願顕す劫魔」。
ゲーム「ラストピリオド -終わりなき螺旋の物語-」とのコラボイベントで登場する。
生と死を司る冥界の女王。少女の見た目をしているが、実際は数千年の時を生きる大悪魔。
契約者であるゼルプストを主と呼び、ゼルプストの肝試し大会の計画に協力する。
原作のラストピリオド -終わりなき螺旋の物語-では「深淵のサタナ」として登場する。
ザップ
二つ名は「焔神宿す血片」。
漫画・アニメ「血界戦線」とのコラボイベントで登場する。
スティーブン
二つ名は「凍てつく傷貌」。
漫画・アニメ「血界戦線」とのコラボイベントで登場する。
ゼルプスト
二つ名は「齎恐なる深淵」。
ゲーム「ラストピリオド -終わりなき螺旋の物語-」とのコラボイベントで登場する。
絶望の輪廻を司るレベルⅥのスパイラル。そのうちの一つである、「ゼルプスト」が自身の能力で人を模倣した姿。
恐怖の感情をもっと引き出すために、サタナの協力のもと死者の国で肝試し大会を開催する。
そら
二つ名は「宙を識る者」。
ゲーム「あんさんぶるガールズ!」とのコラボイベントで登場する。
ダルターニャ
二つ名は「幼傷創の幻影」。
ゲーム「にゃんこ大戦争」とのコラボイベントで登場する。
正義の為なら如何なる犠牲も厭わない、冷徹な銃士。どんな犠牲も出さずに正義として戦おうとする「もう一人の自分」がいる。魔王であるラスヴォースの悪の波動で村の住民がネコ化してしまい、ラスヴォースを倒しネコになった人々を元に戻すためにメフテルハーネにやってきた。
原作のにゃんこ大戦争では「影傑ダークダルターニャ/黒傑ダークダルターニャ」という名前で登場する。メルストでのイラストは黒傑ダークダルターニャのものが採用されている。
ちょこ
二つ名は「螺旋集う器」。
ゲーム「ラストピリオド -終わりなき螺旋の物語-」とのコラボイベントで登場する。
同作のヒロインで、主人公ハルの幼馴染。原初のスパイラルを体内に持ち、いずれ乗っ取られる運命にある。
突然メフテルハーネの世界に迷い込んでしまい、スパイラルに襲われているところを主人公たちに助けられる。その後、機械の国でお金が無くてお腹を空かせているところをもう一度助けられる。
なでしこ
二つ名は「快の爛漫撫子」。
漫画・アニメ「ゆるキャン△」とのコラボイベントで登場する。
静岡県浜松市から山梨県の本栖高校に転校してきた高校1年生の少女。本名は各務原なでしこ。本栖湖に映る逆さ富士を見たいと思い、自転車で自宅から走ってきたものの、疲れて眠ったら夜になってしまい、灯りもない夜に寒さで凍えていたところを本栖湖でキャンプ中だったリンに助けられ、キャンプにハマる。転校した後に野外活動サークルに入部し、グループキャンプ「グルキャン」を楽しむようになる。少し天然で、快活で素直な性格で、高校入学前に痩せるために浜名湖を自転車で何周もしたため、並外れた体力とスタミナがある。家族の影響で食べることが大好きで、表情豊かになんでも美味しそうに食べる。50個入りの浜松餃子をほぼ一人で完食したこともある。
月光ランタンの力でメフテルハーネの科学の国に転移してしまい、月光ランタンの修理用のパーツを探すために、キャンプをしながらパーク内を探索することになる。
ナナチ
二つ名は「憧る成れ果て」。
アニメ「メイドインアビス 烈日の黄金郷」とのコラボイベントで登場する。
アビスの深界四層:巨人の盃に住んでいた「成れ果て」。元は人間だったが、白笛の探検家・「黎明卿」新しきボンドルドによる人体実験で、人格と知能を保ったまま、成れ果てになってしまった。
ネコヴァル
二つ名は「侵攻の戦乙女」。
ゲーム「にゃんこ大戦争」とのコラボイベントで登場する。
にゃんこ界の戦いと勝利を司る戦乙女。ネコに支配され争いの無くなったにゃんこ界を離れ、新たな戦いを求めメフテルハーネに来訪した。
「脅威!　侵攻のにゃんこ軍団!」では、メフテルハーネの住人をネコ化しようと戦いを繰り広げたが、理の異なる異世界では自身も神ではなくただの戦士であることに気付き、人間を好敵手と認めた。
「驚愕!　侵略のねねこファンクラブ!」、「驚嘆!　熱愛の美女神と野獣!」では同郷のねねこ、アフロディテが引き起こした事件の対処のために主人公たちに協力する。
原作のにゃんこ大戦争では、「ネコヴァルキリー/ネコヴァルキリー・真/ネコヴァルキリー・聖」という名前で登場する。メルストでのイラストはネコヴァルキリー・真のものが採用されている。
ねねこ
二つ名は「宵星の音色」。
ゲーム「にゃんこ大戦争」とのコラボイベントで登場する。
もねこの妹のマイナーアイドルの少女。新規ファンの獲得を目論むファンクラブに連れられてメフテルハーネに来訪した。自分に自信が無く、ステージに立つことに不安を感じている。
「驚愕!　侵略のねねこファンクラブ!」ではファンクラブの暴走でもねことライブ対決をすることになり不安を感じていた。もねことの対決を半ば諦め最後まで自身を応援しようとする主人公の姿に彼だけのアイドルになれればいいと考えていた。主人公の自分への好意が、ファンクラブが装置で洗脳したことで作られたものと知り、それを知ってもなお自身を応援し続け「ねねこなら多くの人々の心をにゃんにゃんできる」と鼓舞する主人公の姿に心を打たれ、真のアイドルになる決意を固めた。
ネロ
二つ名は「孤狼の蒼氷兎」。
ゲーム「ラストピリオド -終わりなき螺旋の物語-」とのコラボイベントで登場する。
獣人達が住む六大国の一つ「アニマルレルム」で「伝説の獣人」と呼ばれる、ウサギ獣人とオオカミ獣人のハーフの青年。隔世遺伝で純血種にも勝る力を持ち、操る氷魔法は全てを一蹴する。「当時最強と言われたスペアレルムの軍勢をたった一人で退けた」「数万のスパイラルを一瞬にして氷漬けにした」など数々の逸話や伝説がある。
同族である獣人には情が厚い一方、スペアレルムとの戦争や獣人に対する差別から、大の人間嫌いで、人間に対しては強い偏見や敵対心を持っている。
メフテルハーネに来てしまったばかりの時は機械の国の人間に対して敵対心を持っていたが、動物の国があることや、それゆえに獣人や、角や翼を持つ人に対しての扱いが、メフテルハーネでは人間と変わらないことを知り、態度を変えていく。
ハル
二つ名は「終止符の少年」。
ゲーム「ラストピリオド -終わりなき螺旋の物語-」とのコラボイベントで登場する。
同作の主人公。絶望から生まれる怪物「スパイラル」を倒し、魂を絶望の輪廻から解放する「ピリオド」を目指す、見習いピリオドの少年。ちょことは幼馴染。ちょこの運命を変えるために旅をしている。
突然メフテルハーネの世界に迷い込んでしまい、スパイラルに襲われているところを主人公たちに助けられる。その後、機械の国でお金が無くてお腹を空かせているところをもう一度助けられる。
バルザック
二つ名は「鐵の南方軍姫」。
ゲーム「ラストピリオド -終わりなき螺旋の物語-」とのコラボイベントで登場する。
六大国の一つ「スペアレルム」の四大軍姫の一人、南の軍姫。スペアレルムの最前線に立つ戦艦「巡洋艦シュトロム」の艦長。アイドルのような幼く可愛い見た目とは反対に非常に好戦的な性格で、スペアレルムの植民地拡大に大きく貢献した。
コラボストーリーでは、巡洋艦シュトロムの乗組員(部下)と共に、機械の国で逸れた傀儡の皇帝シャスナハの捜索と救助をしていた。
ミシェーラ
二つ名は「光輝なる姫君」。
漫画・アニメ「血界戦線」とのコラボイベントで登場する。
ミタマ
二つ名は「至純なる旅嫁」。
ゲーム「にゃんこ大戦争」とのコラボイベントで登場する。メルスト初の☆5コラボユニット。
嫁入り道具を担いだたくさんのネコの従者を引き連れ、白無垢を纏いまだ見ぬ嫁ぎ先を探し旅をする女性。コラボストーリーでは愛が何なのか、幸せとは何なのか悩んだが、最終的に本当の幸せは自らの手で掴むものだと決めた。アマテラスとは神友。
原作のにゃんこ大戦争では「巫女姫ミタマ/白無垢のミタマ」という名前で登場する。メルストでのイラストは白無垢のミタマのものが採用されている。
ミリム
二つ名は「破壊の暴君」。
ライトノベル及びそれを原作とした漫画・アニメ「転生したらスライムだった件(転スラ)」とのコラボイベントで登場する。
世界で唯一の竜魔人(ドラゴノイド)にして「破壊の暴君」の二つ名を持つ最古の魔王の一人。フルネームはミリム・ナーヴァ。リムルとは親友(マブダチ)。桜色のツインテールの少女の見た目で、性格や好みも見かけ通りの幼さで、お菓子が好物。しかし、外見や性格に反して数千年は生きており、魔王の中では1、2を争う天才。非常に戦闘能力が高く、作中最強格の存在として描かれる。
コラボストーリーでは、リムルの言いくるめもあり、ジャム・ワールド産のジャムを目当てに、ジャム・ワールドの異形化の解決に協力した。
フレーバーテキストの「武器」の項目では、相手の全ての情報を見抜くミリムの持つスキル「ユニークスキル『竜眼』」が、スキル進化を行うことで解放されるスキル名は、ミリムの使う技の一つ「竜星爆炎覇」が使われている。
もねこ
二つ名は「一番星の音色」。
ゲーム「にゃんこ大戦争」とのコラボイベントで登場する。
にゃんこ界のアイドルの少女。新規ファン獲得のためファンクラブと共にメフテルハーネに来訪し、セレスとしのぎを削っている。
「脅威!　侵攻のにゃんこ軍団!」では、人々がネコ化すれば自然に自分のファンになると考えていたが、ネコ化が進行してもセレスへの愛を貫くパン屋のおやじの言葉に目を覚まし、自分の実力でアイドルの頂点を目指すことを決めた。
ラビュ
二つ名は「固絆繋ぐ皚導」。
ゲーム「ラストピリオド -終わりなき螺旋の物語-」とのコラボイベントで登場する。
フルネームはラビュリントス。絶望の輪廻を司るレベルⅥのスパイラル。そのうちの一つである、「ラビュリントス」が姿を変えた存在。自らを倒したウィンターの相棒。幼い少女の見た目で、性格も無邪気でわがままと子供そのもの。ウィンターに懐いており、ウィンターを好いている。
戦闘時には白いワンピースを着た姿から「ラビュリントス・アリアドネ」の姿に変身する。
リムル
二つ名は「魔統の捕食者」、「転生の捕食者」、「慧暴併之魔王」。
ライトノベル及びそれを原作とした漫画・アニメ「転生したらスライムだった件(転スラ)」とのコラボイベントで登場する。
ジュラ・テンペスト連邦国(魔国連邦)の盟主のスライム。転スラの主人公。前世では人間で、通り魔に刺され死亡し、スライムの姿で転生した。フルネームはリムル=テンペスト。ミリムとは親友(マブダチ)。
コラボストーリーでは、メフテルハーネのお菓子の国に間違えて転移してしまい、ジャム・ワールドの王女、マルメラータと出会う。そこでジャム・ワールドの異形化を知り、マルメラータ王女と共に異形化を防ぎ元に戻すことを決めた。
ストーリーでは、体内に取り込んだ物を解析し、その性質を自身のものにしたり、その姿に擬態(見た目だけを変える)したり、貯蔵庫のようにいくらでも収納したりできるスキル「ユニークスキル『捕食者』」や、世界のあらゆる情報を持ち、高度な知能による作戦等の提案を行うスキル「ユニークスキル『大賢者』」のサポートにより異形化した天然のジャムを取り込んでいる。
メルストでのイラストは、「『魔統の捕食者』リムル」のものはシズを捕食したことで可能となった、人間への擬態時の姿、「『転生の捕食者』リムル」のものは本来のスライムの姿、「『慧暴併之魔王』リムル」のものは魔王になった魔王リムルの姿と、それぞれ異なっている。それに伴い、フレーバーテキストの「武器」の項目も異なり、「『魔統の捕食者』リムル」は「剣」、「『転生の捕食者』リムル」は「水刃」、「『慧暴併之魔王』リムル」は「暴食之王」となっている。また、スキル進化を行うことで解放されるスキル名は、「『魔統の捕食者』リムル」「『転生の捕食者』リムル」は「暴食者」、「『慧暴併之魔王』リムル」は「魔王覇気」が使われている。
リン
二つ名は「独旅知る謐女」。
漫画・アニメ「ゆるキャン△」とのコラボイベントで登場する。
本栖高校に在籍する高校1年生の少女。本名は志摩リン。ゆるキャラのような響きから「しまりん」と呼ばれることもある。一人でのキャンプ「ソロキャン」派で、一人の静かさの中で読書をするのがお気に入り。人付き合いにも積極的ではなく、なでしこと出会うまでは友人も斎藤恵奈くらいしかいなかった。野外活動サークルには所属していない。
月光ランタンの力でメフテルハーネの科学の国に転移してしまう。月光ランタンの修理用のパーツを調達するついでに動物の国エリアで癒されるために、サイメリカ達と別行動をする。
レオナルド
二つ名は「神々の義眼」。
漫画・アニメ「血界戦線」とのコラボイベントで登場する。
「薔薇の饗宴、光差す夜想世界」に登場。

#### 他作品に登場するその他のキャラクター
堕落王・フェムト
『血界戦線』の登場人物。アヴァローゼスと接触したことで暇潰しに、朝食にベーコンエッグを食べた者が仮想都市に迷い込むように細工を行った。

### モンスター
アドゥルム
「空の覇者」の異名を持つモンスター。エンデ地方に棲息しているが世界鐘に引き寄せられ王都近郊に移動していた。王都の世界鐘が機能を失った後に癒やされ、魔法の国に向かう主人公たちに協力する。
アナグラー
「郷愁の灯と不揃いな歯車たち」に登場。
イグラシド
「希陽の禍龍と万藾の祝樂」に登場。縄張り意識の強い鷹のモンスター。
星読の里にいた個体が、誤解ながらも自分を助けようと行動したユゥルに懐き、伝令などの役目を担った。
ヴィンデール
声 - 杉崎亮
「おてんば妖精と春を食べる竜」に登場。春を喰らう黒い霧を纏った竜。
様々な伝承が残るが、妖精族が歴史を文書として保存し始める以前から存在しているため真実は不明。
サローディアが封印の剣を抜いたため蘇り、春を奪う異変を引き起こした。
ウェルネシア
「飛べない天使と万祈の聖翼」に登場。空を飛ぶ鯨のような外見のモンスター。雲を食べ不純物を取り除き排出する。
ヴォイシア
「歌楽壇の王と鳥籠のディーヴァ」に登場。美しい羽と鳴き声を持つ種族から生まれた、地味な羽としわがれた声を持つ鳥のモンスター。
凶暴化し人間を襲ったことで体が宝石に包まれる呪いをかけられ、歌劇場の地下に囚われていた。
エトアース
「奇跡の作り方と愛のロジック」に登場。チュッチアのハクイ達と共に暮らしているモンスター。
翼を持つが空を飛ぶ方法がわからず、役に立てないとハクイ達に負い目を感じていた。
エニグマ
声 - 鈴木崚汰
全身を黒い霧で覆われたモンスター。竜の一種とされているが詳細は謎とされている。
アニメではトトの友人で、癒やされていない状態で街に近付いていたため、トトに止められていた。
エル・エルウィル
キマリスと共に行動するモンスター。古い遺跡によく描かれている、不死鳥と4体のモンスターの1つによく似ている。
太古の昔から、人間たちを見守ってきた四柱のモンスターの1体で、ミリョン・バウとも面識がある。
オーヴ
「霞影の劇場、鉄屑に咲く燈火」に登場する霧に紛れて活動する影のモンスター。無垢な人間の涙が好物。
自身を受け入れる家族を求め、産業都市の子供を拉致していた。
オオマガツフウジャ
和の国の九子那の地の湖に生息する8つの頭を持つ大蛇のモンスター。
オスロメルス
「虚逢のマスカレードと恋愛協騒詩」に登場。
ガルシャン
声 - 笠間淳
動物の国に棲息するモンスター。通常は群れで行動するが、稀に単独で暮らす個体も存在する。
「夜明けの王と囚われの花嫁」では、怪我を負った逸れ個体がスティトに治療を受ける。
キモネコ
体長の7割以上を長い脚が占める、非常に脚が長いネコ(脚が長すぎて気持ち悪いのでキモいネコ→キモネコ)。
キャタル
声 - 宮田哲朗
黒の森に棲む芋虫のようなモンスター。20年以上前に癒やされ「地を知る者」たちと協力関係となっている。
巨神ネコ
筋骨隆々とした頭身の高いネコ。
「驚嘆!　熱愛の美女神と野獣!」では、アフロディテの矢を受けた主人公が巨神ネコに変貌した。
クラーリン
「希陽の禍龍と万藾の祝樂」に登場。空を泳ぐ金魚のモンスター。
瘴気を餌とすることからヨウコクの瘴気を祓う計画に利用された。
グラニアゼウス
「幻惑の森と優しき戦神」に登場。
グリフォン
縄張り意識の強いモンスター。
メインストーリー第一部に登場。山のモンスターの異変の原因を調べに遺跡に入った主人公たちの前に姿を見せた。最終章では、帝都の時代にカラコリチアの庭園に住んでいた個体がエリアスに鬣を三つ編みに結えられている。
ケセセラ
声 - 本泉莉奈
妖精の国の春の丘付近に棲息する空を飛ぶモンスター。
「おてんば妖精と春を食べる竜」ではヴィンデールの黒い霧から逃げる際に怪我を負った個体がサローディアに治療され、チュラダマから逃げる際やじいやに空からの景色を見せるために協力している。
ゴーレム
砂漠の国で極稀に発見されるモンスター。
「古の女王と石造りの墓守」では、遠い昔にロシャナクと絆の誓いを結んだ個体が彼女の墓がある遺跡を守り続けていた。
ザーカス
背中に落ち葉をサーカスのテントのように積み上げたピエロのメイクをしたモンスター。
シェペトヌス
「追憶の蜃気楼と天地に宿るもの」に登場。目にしたことのあるものを蜃気楼や幻影として再現する能力を持つ貝のモンスター。戦闘時は巨大魚の姿を象っている。
神話の時代と呼ばれるほど遠い昔に「友」から託された卵を守護している。
シックル
「美中年紳士コムギーコ仮面」では、お米に惚れ込み、お米に狂ったお兄さんと結託し、パンを滅ぼすために小麦畑を襲った。
地龍皇帝ソドム
「驚嘆!　熱愛の美女神と野獣!」に登場。
アフロディテに魅了され、彼女をストーキングしている。主人公を取り戻そうとするメルク達からアフロディテを守るために立ち塞がった。
シンフォウル
発行する尾羽を持つ鳥のモンスター。尾羽の光を翼で増幅する。
「歌楽壇の王と鳥籠のディーヴァ」では証明係を担当していた個体がヴォイシアの歌声に魅せられ暴れている。
スペグロー
燃える尾羽を持つ鳥のモンスター。
「歌楽壇の王と鳥籠のディーヴァ」では、ヴォイシアの歌声に魅了され彼女に従っていた。
すぺりあん
「邂逅＊君咲く少女とビンの中の女の子」に登場。あんさんぶるガールズのマスコット。
空の果てから来訪したと噂される謎のモンスター。触手から発生させた電波を会話に使用していると考えられている。
ダイオドルクス
「ありふれた調石師と孤高の烈刃」に登場。
ダニエル
あんさんぶるガールズとのコラボミニイベントで登場。あんさんぶるガールズのマスコット。
チュッチア
科学の国のロイセン地方に生息するモンスター。
「奇跡の作り方と愛のロジック」では、主人公が一体に乗り移り、ハクイ、マクラ、メガネ、リボンという名の学問を探求する四体と交流している。
「燦光の街と陰奔の糸」ではジェルマンの相棒のチュウくんと呼ばれる個体が登場し、主人公にキーホルダーを手渡している。
チュラマダ
「おてんば妖精と春を食べる竜」に登場。釣鐘が森に棲息する蜘蛛のような外見のモンスター。コチュラマダの母親。旦那の浮気が原因で離婚しており、巣に立ち入ることを許していない。
ディンプシオン
好奇心旺盛で人懐っこい性格の、蛇のように長い体のモンスター。
「碧翼の海賊と大海の雛鳥」では、遠い昔に宝を守るために小島の遺跡に連れ込まれた個体が主人公たちを襲った。癒やされた後は崩壊する島から主人公たちを助け出し何処かに旅立った。
ドゥルー
空を飛ぶ小型の龍。自力では早く飛べず風の力を借りて移動する。口から吐く火の玉は主婦から料理の際に役立てられている。
ドッペルゲンガー
メインストーリー第二部「雪の国篇」に登場するモンスター。
相手と同じ姿に変身し、相手の心を映し出す鏡ともなる。
自我は非常に薄く、誰かの姿に変身していないと意思疎通すらまともにはできない。
雪の国での騒動の後、ギムレ機関に保護され、記憶や魂を保管していられる「リスタントの灰」で出来たコアを与えられた。リスタントの灰のその特性から、ゼロ同様に事実上の優れた記憶能力を持つ。
メインストーリー第二部「恐竜の国篇」では、主人公に変身して行動する。もうすぐ死んでしまうゼロから、リスタントの灰の記憶特性を利用して次期総裁に指名され、記憶の引き継ぎを行なっていた。
ゼロの肉体が死亡したあと、自らの灰をゼロに与え、自我を犠牲にゼロを蘇生した。
ネコ
にゃんこ大戦争とのコラボストーリー「驚愕!　侵略のねねこファンクラブ!」、「脅威!　侵攻のにゃんこ軍団!」、「驚嘆!　熱愛の美女神と野獣!」に登場。にゃんこ大戦争のキャラクター。
カッツェの村にいつの間にか出没し始めた。複数個体おり、ねねこファンクラブ、ネコヴァル親衛隊、もねこファンクラブなど様々な派閥に別れている。「脅威!　侵攻のにゃんこ軍団!」では主人公もネコになった。
パーラ
パラディシアの幼体。
ぱっくんトカゲ
「光樹の天使と闇根の悪魔」に登場。聖剣伝説のモンスター。
長い舌を使い野菜を盗むため農家に恐れられている。
ハバキノアラミタマ
数百年前に和の国に訪れるも、人間を見て暴れたことにより、雲居大池に封印されていた『厄災』のモンスター。あまりの強さに討伐することは叶わず、当時の天子によって封印された。
メインストーリー第二部では、主人公が癒術によって癒しても、数百年間封印されていた怒りで暴れるかもしれないと思われていたが、封印を破り、天子との戦いの末癒術によって癒やされ、手にした自由を噛み締めるかの如く何処かへ飛び立った。
パラディシア
遠い昔に強大な力を持つ人間から空間を繋ぐ力を与えられたモンスターの種族。フェニシャルルが暴走した際に人間と争うことを嫌うモンスターたちのために彼らを「雨の国」と呼ばれる異世界に導き、自身らはメフテルハーネに残った。力は代を重ねる毎に弱まっており、現在は雨の国への道を開閉することしかできない。
メインストーリー第一部では、ヒイロと幼少期から過ごした個体がメフテルハーネの在り方に悩みを抱いていた。
ヒポポターシャ
「憧焦の恋追人と恋愛狂想曲」に登場。
ファッピィ
太った体の鳥のモンスター。仲の良い相手と腹相撲を行う習性を持つ。
フードリィドール
「流星の王子さまとひとりぼっちのお姫さま」に登場。
フェニオン
炎の翼を持つ鳥のモンスター。自他問わず卵を温め孵す習性を持ち、かつてはフェニシャルルが孵化に利用していた。
フェニシャルル
全てのモンスターの始祖である不死鳥。
遠い昔に心術の能力を持つ少年と友となり、彼の子孫である皇族の側に居続けたが、カラコリチアの父である皇帝がモンスターを戦争の道具にしようと心術でフェニシャルルに干渉したことで人間への失望と怒りを抱くようになった。
フェニシャルルの心はあらゆるモンスターの心と繋がっており、「敵国の人間を襲え」という皇帝の命令と、フェニシャルルの負の感情が混ざりあったことで、癒されていないモンスターは人間を襲う衝動に駆られている。
フォケイロン
声 - 菊池幸利
焔を纏って空を移動するモンスター。
フォレストトン
「創世の種と根源の森樹」に登場。
空中を泳ぐ巨大な魚のモンスター。共に過ごせる者がなく孤独を抱えており、森と同化することを望んでいた。
緑精を喰らうことで森に近付こうとしており、主人公を巻き込み原初の森に侵入し、種を取り込み一体化しようとした。主人公に癒やされたことで落ち着きを取り戻し、緑精の局所集中による森の崩壊を食い止める協力をする。その際、自力では移動できない緑精がフォレストトンの起こす波を気に入り受け入れたことで、彼らと共に暮らすことを決め原初の森に残った。
フランベア
声 - 八百屋杏
カンガルーのような習性を持つモンスター。
ステラの親代わりだったが、人間への敵意に飲まれ始めたため遠ざけていた。
ブラン
「廃園の傀儡師と常磐に糾わる呪詞」に登場。「白灰の王」と呼ばれる白鴉のモンスター。ブランという名は「白灰の王の名を見つける」という誓約を誤解したグリゼルが付けたもの。
植物の国の各地に古来から伝承が残っており、元々は人間だったと伝えられている。古い呪いを行使でき、代償と引き換えに誓約を立てた者に力を貸し与える。
ポッソ
「駆け出しハンターと孤旅の賞金稼ぎ」に登場。
マギカルシファ
「星がバラバラ、晴れのちカエルの学園祭!」に登場。
魔法を無効化する能力を持つことから魔法の国で恐れられ瓶に封印されていたモンスター。
マスターグリフォン
鬣を三つ編みに結んだ老成したグリフォン。
メインストーリー第一部に登場。第一章では、子に縄張りの遺跡を譲り山へと移転したことで生態系を狂わせていた。最終章では、フェニシャルルの心の響きに耳を傾けている。
マンティスアント
「光樹の天使と闇根の悪魔」に登場。御使とも呼ばれる聖剣伝説のボス。
メフテルハーネに来た影響か、元々持っていたものかは不明だが、花を愛する心を持ち、森で出会った少女と共に暮らしていた。アリアとヴァンのために元の世界に通じる通路を開いたが自身はメフテルハーネに残った。
ミリョン・バウ
植物の国にいた超巨大なモンスター。植物を枯らし、人々を石化させる死の灰をばら撒く。実際は、自らも呪いによって死の灰に覆われてしまい、無理やり人々を襲わされていた。
古い遺跡には、よく不死鳥と4体のモンスターが描かれており、そのうちの1体によく似ている。太古の昔から、人間たちを見守ってきた四柱のモンスターの1体。エル・エルウィルとも面識があると思われる。
メラムート
「氷瞼の魔女と融けゆく嘘」に登場。
メルキオーガ
声 - 木内太郎
ウムルとアルカの狭間の森の主。
「夜明けの王と囚われの花嫁」では、子育ての時期で気性が荒くなっており主人公たちを襲撃する。
モグマグミ
「ごちそう神さまとはらぺこ怪物」に登場。グミの森に住む、グミの様に弾力のある体をしたモンスター。
ラオシン
声 - 山根雅史
猿のような姿のモンスター。仲の良い相手と毛づくろいしあう習性を持つ。
ヤンシャンメイ
「紅き禍つ星と優焔の煌宗」に登場。地中で眠り続けるモンスター。どれだけ眠っても寝不足であり、また太陽の光を苦手とするため、目覚めて地上に現れると暴れ回る。
ヨウコク
「希陽の禍龍と万藾の祝樂」に登場。かつて星読みの里を襲った禍龍。身体には生物や自然に悪影響を与える瘴気を帯びている。
ライウー
強い感情を糧とする「鬼喰い」とも呼ばれるモンスター。どんな感情を喰らったかで姿が変化するという性質を持つ。
オニクモキリ
しずめきの暗い感情を喰らったライウーが変化したモンスター。
オニヒグルマ
だいぐれんの感情を喰ったモグライウーが、怒りと憎悪の感情を解放した姿。
モグライウー
「穴があったら入りたい」というような感情を喰らったことでモグラのような性質を手に入れたライウー。地面を掘るのが得意。
ラビ
「聖剣伝説 RISE of MANA」とのコラボストーリー「光樹の天使と闇根の悪魔」に登場。聖剣伝説のモンスター。
ラビューンと共に畑を襲っており、メルクストーリアのキャラクター達からはラビューンの亜種と思われている。
ラビューン
メフテルハーネで最も一般的とされている兎のような姿のモンスター。
幼い頃の主人公が友達と思っていたモンスターであり、主人公がモンスター恐怖症になった原因。
レオファントム
「夢添いの君と忘却の町」に登場。相手の望む夢を見せる能力を持つ。
自身を恐れずに接したシトルイユに喜び、彼が望む夢の世界「アローウィンの町」を創り出した。
ローラレイン
「少年マドモワゼルと卵の中で見る夢」に登場。決して孵らない卵「くらやみ卵」を運ぶモンスター。
ワイバーン
大きな翼を持つ強大な竜種の一種。癒されていない場合の危険度は非常に高い。翼の形状が理由で、縦方向の風の影響をほとんど受けず高速で飛行することができる。
メインストーリー第一部ではアレクの父が相棒としていた個体が登場する。ティンクルシードはアレクの手に渡っている。
アレクは「ワイバーンを召喚して皆を見返してやる」ために召喚しようとするが、ワイバーンは利己的な目的で自分を召喚しようとするアレクのことを認めず、召喚に応じない。
メインストーリー第一部では、山火事で火に囲まれた主人公達を助けたいというアレクの「他人のため」の目的での召喚に応じ、それ以来アレクをある程度認めるようになり、アレクと共にドラゴンライダーの修行をしている。
ワルチューレ
「奇跡の作り方と愛のロジック」に登場。科学の国に棲息するグラサンと名乗る個体をボスとするネズミのモンスターの集団。
グラサンは眼鏡を掛けているという特徴が似通っていたためチュッチアのハクイを敵視していたが、殴り合ったことで友情を育み、ティーゼの薬によるロイセン地区の破滅を食い止めるために協力した。
ベルナデッタ
漆黒竜ベルナデッタ
サモンズボードとのコラボストーリー「時空の三女神と時をかける癒術士」に登場。サモンズボードのキャラクター。
三女神を連れ戻すように召喚士に派遣されたが、メフテルハーネの理によって凶暴化してしまった。
デスファレウム
「Z.E.R.φの五装姫とベイキング・パパ」に登場。サモンズボードに登場する理性なき屍王。
メフテルハーネに飛ばされた衝撃で理性を取り戻しており、モンスターや人間に警戒され空腹で行き倒れていたところを主人公に助けられた。筆談やボランティア活動で周囲から信頼も得ていたが、故郷に残した部下のために再び理性を失うことを知りながら帰還した。
ポーン
あんさんぶるスターズとのコラボストーリー「盤上の騎士と白昼にまどろむ繭世界」に登場。
ビショップ
「盤上の騎士と白昼にまどろむ繭世界」に登場。レオの心から誕生した王国の名もなき兵隊。
ルーク
「盤上の騎士と白昼にまどろむ繭世界」に登場。
フェアリーナイト
「盤上の騎士と白昼にまどろむ繭世界」に登場。人間を白昼夢の世界に招き、空想力を糧に成長する蝶のモンスター。
ハリエットがレオに手渡した、心を映す絵本「心の写し鏡」に巣食った繭を守っていた。
ゼリーワンプ
血界戦線とのコラボストーリー「薔薇の饗宴、光差す夜想世界」に登場。
堕落王フェムトが創り出した飴の合成魔獣。飴の包み紙に擬態し、獲物が近付くと岩盤さえも砕く牙で襲いかかる。
食事を彩るスパイス兼監視役として、フェムトが仮想のヘルサレムズ・ロッソ各地にばら撒いた。
アヴァローゼス
「薔薇の饗宴、光差す夜想世界」に登場する薔薇のモンスター。
術式を解して空間を自由に転移する能力を持ち、ヘルサレムズ・ロットを観察していた。
結界内にヘルサレムズ・ロッソを模した仮想空間を作りシミュレーションすることで退屈を紛らわせると共に、崩壊した空間を食事として捕食している。
強大な力を持つ異形の存在ながらも感性は人間に近く、堕落王に与する演技をしながら迷い込んだ「ライブラ」達や自身が呼び込んだ主人公とボースハイトを守っていた。堕落王を狭間に送った後に仮想では無い現実の刺激を求め、ボースハイトと共に旅に出た。
コチュラマダ
「おてんば妖精と春を食べる竜」に登場するチュラマダの子供。
フリューリング
声 - 河瀬茉希
「おてんば妖精と春を食べる竜」に登場。春告げの竜になるとされる幼竜。
トロワ
「霞影の劇場、鉄屑に咲く燈火」に登場。機械の国の廃棄場に住む異形の機械のモンスター。
元々は小さな玩具のロボットのような姿だったが、幼少期のジルに拾われ、欠けたパーツを修復されるうちに現在の姿になった。
フェアリープリンセス
「盤上の騎士と白昼にまどろむ繭世界」に登場。フェアリーナイトが守っていた繭から誕生した蝶のモンスター。
バギューン
「こーほー少女と漆黒の運営」に登場。バグによって異常に巨大化したラビューン。
メルクが落書きのような姿になるなど、異変を引き起こしていた。主人公に癒やされたことで普通のラビューンになった。

## システム
ここでは、このゲームでの基本的なシステムについて記述する。

### ユーザーステータス
プレイヤーに関しては、以下のようなデータ・ステータスが存在する。
名前
プレイヤー名
プレイヤー自身の名前。8文字以内で付けられる。1度変更すると、1週間は変更できない。
主人公名
ストーリーで適用される主人公の名前。ここで決めた名前がストーリーの主人公名が入る部分に代入される。何度でも変更でき、変更してもすぐに別のものに変えることができる。
所属ギルド
プレイヤーが所属しているギルド。ギルドについては後述する。
Lv.
プレイヤー自身のレベル。ゲーム開始時は必ず1から始まる。レベルが上がるごとに、後述するAPの上限が1増加し、APが全回復する。
Exp
プレイヤーが保持している経験値。パーセンテージ(%)と数値の両方で表される。クエストなどのクリアで上昇し、100%になるとLv.が1上がり、0%にリセットされる。
AP
クエストの開始時に消費するポイント。「Action Point」の略。「現在値/最大値」のように表記される。現在値が最大値未満のときは、3分に1ずつ回復する。また、アイテム「元気の水」を使うことで100回復し、ダイヤを使うことで、APの最大値が200以上なら最大値分回復し、200未満なら200回復する。
BP
ギルドバトルや一部クエストの際に使用するポイント。「Battle Point」の略。レベルに関わらず上限は1000。APと違って、時間による回復はしないが、日付が変わった際にBPが100未満の場合のみ100に回復する。アイテム「勇気の水」で200、不思議な泉(後述)では貯まっている分が、ギルド所属時のみ貯水庫からは「1000-(現在値)」分だけ回復。現在値と回復値の合計が1000を超えたら、1000まで回復し、残りはギルド所属時かつ貯水庫が上限値以下であればそこに貯められる。
所持ダイヤ
プレイヤーが所持しているアイテム「ダイヤ」の個数。スカウトのうちの「ダイヤスカウト」「期間限定スカウト」のほか、APの回復、クエストやギルドバトル出撃の失敗時のコンティニューにも使用する。クエストの進行によって獲得できるほか、課金をすることによっても獲得できる(このゲーム唯一の課金アイテム)。
所持ゴルド
プレイヤーが所持している、ゲーム内での通貨「ゴルド」の所持数。スカウトのうちの「ゴルドスカウト」「レア以上確定ゴルドスカウト」のほか、ユニットの強化やメダルの交換にも使用する。クエストの進行のほか、ログインボーナスや不思議の泉からも獲得できる。

### 不思議な泉
プレイヤーのホーム画面から移動できる、アイテム収集のための場所。4時間に1回ずつ、「ゴルド」「資材」「BP」「メダル」が獲得できる。放っておくと、4時間ごとにアイテムの量が増加する。獲得できるアイテムの量は一定ではなく、多少の増減がある。また、メダルは確率的に獲得できるため、毎回獲得できるとは限らない。クエストを進行して達成度を上昇させると、アイテムの獲得量が増加する。

### ユニット
ガチャ機能である「スカウト」(後述)やストーリーの進行途中から得られるキャラクターは「ユニット」と呼ばれ、クエストやギルドバトルで出撃させることができる。各ユニットには、以下のようなプロフィールや情報、パラメータがある。
プロフィール
大半がフレーバーテキストだが、「出身」「性別」「年齢」は一部のクエストで影響がある。
名前
ユニットのキャラクター名。最大で6文字までで、7文字以上のキャラクターがコラボユニットとして登場する際は名前が短縮されることが多い(「にゃんこ大戦争」の美女神アフロディーテ→アフロディテや「ラストピリオド」のラビュリントス→ラビュ、ツリー・オブ・ライフ→おかあさんなど)。レア度が2以上のユニットには「〇〇の××」「〇〇する××」などの二つ名がそれぞれに付けられている。
プロフィール文
ユニットのプロフィールを記した文章。ほかのユニットとの交友関係やイベント関連の記述がされることもある。
出身
ユニットの出身国。メフテルハーネには、「王国」「魔法の国」「お菓子の国」「西部の国」「死者の国」「エレキの国」「機械の国」「科学の国」「雪の国」「砂漠の国」「妖精の国」「動物の国」「植物の国」「常夏の国」「空の国」「少数民族の国」「和の国」「恐竜の国」の18の国が存在する。なお、後述のコラボ作品のユニットとエルピスはメフテルハーネのいずれの国にも属さない。同じ国出身のユニットを同じパーティに入れると、初期SPの増加ボーナスがある。
職業
そのユニットの職業。使用武器に関連するものが多い。現実世界では稼ぎが発生しないものでも、「世界の狭間の妖精」「家事手伝い」など、そのキャラの立場や役職が書かれることもある。
武器
そのユニットが戦闘で使う武器の名称。「共鳴心弓」「煌礼魔解」などのオリジナルのものから「槍」「大剣」などの一般的なもの、「嫁入道具」「棺桶」などの一般的には武器に転用しないもの、果てには「拳」「歌」などそもそも武器ですらないものまで様々ある。
性別
ユニットの性別。「男」「女」「不明」の3種類。
年齢
ユニットの年齢。おおむね数字で表現されるが、「?歳」といった、年齢不明・不詳のユニットも存在する。年齢は、後述する「連携」に影響を及ぼす。
趣味
ユニットの趣味。ストーリーに関連するものが多い。
性格
ユニットの性格。「れいせい」「むじゃき」など、ひらがなで表記される。
情報
レア
ユニットのレア度。星の数で表され、1から5まで存在する。「ゴルドスカウト」では1から3までが、「レア以上確定ゴルドスカウト」では2から4までが、「ダイヤスカウト」「期間限定スカウト」では2から5までが登場する。
Lv.
ユニットのレベル。「現在のレベル/最大レベル」のように表記される。ユニットのレベルは、クエストなどでは上がらず、プレイヤーがゴルドを消費することで上げられる。レベルが上がることにより、後述する「体力」「攻撃力」などが上昇する。入手時や進化後は必ず1。最初の最大レベルは、レア度1が30、レア度2が40、レア度3が50、レア度4が60、レア度5が70。この最大レベルは、アイテム「覚醒の書」やすでに所持しているユニットを再び手に入れたときに「覚醒」することができ、1回の覚醒につきレベルの最大値が5だけ上がる。覚醒は1ユニットにつき15回(レア度1は5回)行え、15回覚醒した後の最大レベルは、レア度1が55、レア度2が115、レア度3が125、レア度4が135、レア度5が145。
成長タイプ
ユニットのレベルアップによる成長の仕方の大別。「早熟」「平均」「晩成」の3タイプが存在する。早熟タイプは前半のレベルで、晩成タイプは後半のレベルでパラメータが上昇しやすく、平均タイプはレベルに関わらず一定の間隔で上昇する。また、クエスト中のGuts上昇に必要なSPコストも早熟タイプは少なく、晩成タイプは多いという特徴もある。また、ギルド施設(後述)の武器別の施設の効果を、早熟タイプを100%、平均タイプはおよそ67%、晩成タイプはおよそ50%得られる。
覚醒ランク
ユニットの覚醒の度合い。0から15までの16段階があり、覚醒をしていないときは0になる。覚醒をするごとに1ずつ上がる。同時にルーンスロットも各レア度によって上限は異なるが、一定数まで増える。
SPボーナス
そのユニットをパーティに入れたとき、初期値のSPにさらにプラスされる値。レア度が高いほど、覚醒ランクが高いほどSPボーナスは増える。
武器種別
上記の「武器」が種類としてどれに属するかを示したもの。どの武器も、「斬撃」「突撃」「打撃」「弓矢」「魔法」「銃弾」「回復」の7種類のいずれかに属する。クエストによっては、この種類によって与えられるダメージに補正がかけられる場合がある。また、武器種別にそれぞれ以下のような特徴がある。
斬撃
外皮が柔らかいモンスターが得意(多くダメージを与えられる)で、硬いモンスターは不得意(与えるダメージが少なくなる)。
突撃
得意や不得意は特になく、モンスターの硬さに影響されない。
打撃
外皮が硬いモンスターが得意で、柔らかいモンスターは不得意。
弓矢
外皮が柔らかいモンスターが得意で、硬いモンスターは不得意。
魔法
得意・不得意は特にないが、モンスターとの属性の相性に大きく影響を受ける。
銃弾
外皮が硬いモンスターが得意で、柔らかいモンスターは不得意。
回復
味方ユニットを回復させる。敵に攻撃することはできない。ただしセーバールーンを付ければ少ないダメージではあるが攻撃することができる。

同時攻撃数
ユニットが一度に攻撃することのできる敵の数。
多段攻撃数
ユニットが一度の攻撃を何回に分けて行うかを示したもの。仮にユニットの攻撃力が a で、多段攻撃数が b 段だった時、1段ごとに a を b 分割した攻撃力が与えられる。
防護力
ユニットが受けるダメージを減らす割合。アシストユニット(後述)を設定することによって値が上昇する。仮にモンスターから a のダメージを受けるとき、ユニットの防護力が b %であったら、実際に受けるダメージは、a の b %分だけ減少する。
パラメータ
属性
実際にはパラメータではないが、表示欄が同じためここに記述する。
ユニットの属性。「炎」「水」「風」「光」「闇」の5つが存在する。色は、炎が赤、水が青、風が緑、光が黄色、闇が紫。それぞれに相性の相関があり、「炎は風に強く水に弱い」「水は炎に強く風に弱い」「風は水に強く炎に弱い」（つまり、炎・水・風の3属性は3すくみの関係にある）「光と闇は互いに対して、与えるダメージは大きいが受けるダメージも多い」という関係がある。
体力
ユニットの体力。レベルアップにより上昇する。これが0になると撤退してしまう。「ライフルーン」で値の上乗せが可能。
攻撃力
ユニットの攻撃力。レベルアップにより上昇する。値が大きいほど高いダメージを与えられる。「アタックルーン」で値の上乗せが可能。
移動速度
ユニットがクエストなどで移動する速さ。値が大きいほど早く進む。「スピードルーン」で値の上乗せが可能。
攻撃間隔
ユニットが攻撃モーションを終えてから次の攻撃モーションを開始するまでの時間間隔。小数第2位の値までで示される(単位は秒)。値が小さいほど攻撃の頻度が高く、短時間でより多くのダメージを与えることができる。ユニットによっては、進化によって値が変化する。「クイックルーン」で攻撃間隔の短縮が可能。
リーチ
敵からどれだけ離れて攻撃ができるかを表した値。値が大きいほど遠くから攻撃できる。一般的に、リーチの値が50以下は「前衛」、51から150までは「中衛」、151以上は「後衛」と呼ばれる。ユニットによっては、進化によって値が変化する。ルーンによる変動はできないが、アシストユニットのカントリーマインドで±6まで変動させることができる。
タフネス
敵の攻撃にどの程度耐えられるかを示した値。各ユニットは、一定以上のダメージを受けるとのけぞって少し後退してしまう(ノックバック)。値を大きくすることによって、こののけぞりを少なくさせる。「タフネスルーン」によって値の上乗せが可能。あくまで防御力ではないため、どれだけタフネスを上げても受けるダメージは同じになる。
攻撃範囲
隠しパラメータとして存在するパラメータ。ユニットが攻撃できる範囲。リーチは「どこまで相手に近づいたら攻撃を開始するか」を示すのに対し、攻撃範囲は「リーチ圏内まで来て攻撃をしたとき、どの距離の相手にまで攻撃が届くか」を示す。

属性補正とアシストユニット
各ユニットには、「属性補正」というパラメータがあり、これによって、各属性の相手に対して、本来の攻撃力の何%分の攻撃力が発揮できるかを示している。攻撃力がそのまま反映される場合を100%として、パーセンテージで示している。
また、各ユニットにつき3人まで、「アシストユニット」としてユニットを補佐するユニットを選択できる。これを設定することで、上記ステータスのうちの「体力」「攻撃力」「防護力」が上昇する。これらがどれだけの上昇値になるかは、アシストする側のユニットの、プロフィールの「出身国」「年齢」および情報の「Lv」「武器種」「成長タイプ」「同時攻撃数」、そしてパラメータの「リーチ（前衛・中衛・後衛で区分）」「属性」から算出される「連携」に対応している。なお、年齢は、「～14歳」「15・16歳」「17・18歳」「19～22歳」「23歳～」「?歳」の6つの「年代」のうち、一致している場合、算出対象となる。
スキル
一部の☆4以上のユニットには「スキル」が実装されており、必要数の「幻想花」「ルーン結晶」「霊薬」「スキルポイント」を揃えて「スキル進化」することで解放される。☆5ユニットのスキル1はスキル名の後ろに「+」が付いており、付いていないものより効果量や発動確率が高い。「『慧暴併之魔王』リムル」以降に追加された☆4以上のユニットは全てスキル進化が実装されている。また、さらに前述の進化素材を集めることで、スキルLv.を上げることができる。スキルLv.を上げると、効果量や発動確率が上がる。最大でLv.10まで上げることができる。以下は実装されているスキルの種類。
パワーライズ/パワーライズ+
一定確率で対象の属性のモンスターに与えるダメージが上昇する。対象属性が多いほど発動確率と効果量は減少する。
レイジパワー/レイジパワー+
一定確率で対象の属性のモンスターに与えるダメージが上昇するが、パワーライズより発動確率と効果量が低く設定されている。ただし、残りHPが50%以下の時、発動確率と効果量が2倍になりパワーライズを上回る。対象属性が多いほど発動確率と効果量は減少する。
当初はHPが半分以下の時にのみ発動し、パワーライズよりも効果量が高かったが、アップデートによりHPが半分以上でも効果が一部発動するようになった。
クリティカル/クリティカル+
一定確率で、残りHPが50%以下の対象属性のモンスターを即座に癒す。対象の残りHPが低いほど発動確率は高くなる。対象属性が多いほど発動確率は低くなる。
ビアースパワー/ビアースパワー+
一定確率で自身の攻撃が貫通攻撃になり、同時攻撃数が増える。また、与ダメージが少し上がる。対象属性の指定はなく、全属性のモンスターに対してスキルは発動する。
ドミネーション/ドミネーション+
一定確率で「威圧」状態を付与する。威圧状態が付与されているモンスターは移動速度が低下し、被ダメージが上昇する。対象属性の指定はなく、全属性のモンスターに対してスキルは発動する。
ウィークネス/ウィークネス+
一定確率で「虚弱」状態を付与する。虚弱状態が付与されているモンスターは攻撃力が低下し、攻撃頻度が減少する。対象属性の指定はなく、全属性のモンスターに対してスキルは発動する。
リストリクション/リストリクション+
一定確率で「移動不可状態」と「被ダメージ上昇状態」を付与する。20秒まで効果時間は蓄積され、残り時間に応じて最大10%被ダメージが上昇する。効果時間は20秒の蓄積に加えてフィクセイトルーンの効果時間も合算されるが、被ダメージ上昇効果はフィクセイトルーンと重複する。対象属性の指定はなく、全属性のモンスターに対してスキルは発動する。
プロテクション/プロテクション+
自身より後ろにいるユニットの被ダメージを少なくする。自分は対象に含まれない。また、自分と同位置にいるユニットも対象外となる。
イベイジョン/イベイジョン+
自分への攻撃とスリップダメージを一定確率で回避し、自身より後ろにいるユニットへの攻撃とスリップダメージも半分の確率で回避させる。ドッジルーンと効果は重複しない。
カウンター/カウンター+
モンスターから攻撃を受けた時、攻撃範囲内の全てのモンスターに一定確率で自身の通常攻撃の一定の割合のダメージを与える。
エンハンス/エンハンス+
特定の条件を満たすパーティ内のユニットがモンスターに与えるダメージを一定の割合上昇させる。条件は「属性」か「出身国」か「武器種別」。
ディフレクト/ディフレクト+
特定の条件を満たすパーティ内のユニットが受けるダメージを一定の割合軽減する。特定の条件は「属性」か「出身国」。
チャージアタック/チャージアタック+
自身のHPが満タンの時、移動速度と与えるダメージが上昇する。
リジェネレート/リジェネレート+
一定間隔で自身のHPが一定割合回復する。バック中は無効。
ドレインライフ
攻撃時に一定確率で、与えたダメージの一定の割合分のHPが回復する。☆5ユニットでこのスキルを持つユニットは未登場。
「星焔導盛の仙舞」
「『熙望の邦陽仙』ヨウキ」専用スキル。一定確率で「煉炎」状態を付与する。煉炎状態が付与されているモンスターは炎属性ユニットから受けるダメージが11〜20%上昇する(スキルLv.を上げることで発動確率と効果量が上がる)。
「眠りに溺れるように」
「『總闇孵夜の翳』アントール」専用スキル。一定確率で「凍水」状態を付与する。凍水状態が付与されているモンスターは水属性ユニットから受けるダメージが11〜20%上昇する(スキルLv.を上げることで発動確率と効果量が上がる)。
「運命を変える者」
「『禍殃撃覆の銃』ウェルテクス」専用スキル。一定確率で「颱風」状態を付与する。颱風状態が付与されているモンスターは風属性ユニットから受けるダメージが11〜20%上昇する(スキルLv.を上げることで発動確率と効果量が上がる)。
「ハカセ、やってみる」
「『温衷贈る特輝』パルトネール」専用スキル。一定確率で「輝光」状態を付与する。輝光状態が付与されているモンスターは光属性ユニットから受けるダメージが11〜20%上昇する(スキルLv.を上げることで発動確率と効果量が上がる)。
「死神、力を貸して〜!」
「『懇蔽焉の終熄』メルモルテ」専用スキル。一定確率で「影闇」状態を付与する。影闇状態が付与されているモンスターは闇属性ユニットから受けるダメージが11〜20%上昇する(スキルLv.を上げることで発動確率と効果量が上がる)。
「愛抱く麗紅の微笑」
「『葩景愛す純焔』ルクスリアス」専用スキル。12秒毎にパーティ内の炎属性ユニットに「高揚」状態を付与する。5回まで重ね掛けされ、高揚状態1回につき、与えるダメージが4.6〜10%上昇する。付与した相手が撤退すると高揚状態は解除される。自分が撤退した場合は、残っている全ての炎属性ユニットの高揚状態が解除される。
トクベツでヒミツのソーダ☆
「『糖夢儘の撥雲』ソォダ」専用スキル。12秒毎にパーティ内の水属性ユニットに「高揚」状態を付与する。5回まで重ね掛けされ、高揚状態1回につき、与えるダメージが4.6〜10%上昇する。付与した相手が撤退すると高揚状態は解除される。自分が撤退した場合は、残っている全ての水属性ユニットの高揚状態が解除される。
「私はあなたのトラブルメイカー」
「『虚湛揺る彩砲』ノーフィール」専用スキル。12秒毎にパーティ内の風属性ユニットに「高揚」状態を付与する。5回まで重ね掛けされ、高揚状態1回につき、与えるダメージが4.6〜10%上昇する。付与した相手が撤退すると高揚状態は解除される。自分が撤退した場合は、残っている全ての風属性ユニットの高揚状態が解除される。
「ほら、食べて元気だしなよ」
「『柔陽憩う隣笑』シエット」専用スキル。12秒毎にパーティ内の光属性ユニットに「高揚」状態を付与する。5回まで重ね掛けされ、高揚状態1回につき、与えるダメージが4.6〜10%上昇する。付与した相手が撤退すると高揚状態は解除される。自分が撤退した場合は、残っている全ての光属性ユニットの高揚状態が解除される。
「注ぎ与う秘食」
「『儚黒の憂彩陽』ノンレガール」専用スキル。12秒毎にパーティ内の闇属性ユニットに「高揚」状態を付与する。5回まで重ね掛けされ、高揚状態1回につき、与えるダメージが4.6〜10%上昇する。付与した相手が撤退すると高揚状態は解除される。自分が撤退した場合は、残っている全ての闇属性ユニットの高揚状態が解除される。
「高揚のダンシンググルーヴ」
「『興舞導く踊炎』イズ」専用スキル。一定確率で「移動不可状態」または「麻痺状態」の相手に与えるダメージが上昇し、一定確率で移動中・攻撃形態中に関わらず相手を吹き飛ばす。

### ルーン
このゲームには、ルーンという、特殊な効果を持つアイテムが存在する。これらは各ユニットに1～6個装備させることができる。ただし、同名のルーンは複数装備できない。
ルーンには魔力値と呼ばれるパラメータがあり、その値によって品質と呼ばれるステータスが変化する。2つの対応は以下の通り。
| 品質 | 魔力値                         |
| ---- | ------------------------------ |
| 並   | 5.000～15.000                  |
| 良   | 15.001～22.500                 |
| 特良 | 22.501～27.000                 |
| 極良 | 27.001～30.000                 |
| 極優 | 30.001～33.000                 |
| 超優 | 33.001〜35.000                 |
| 輝   | 36.000(獄・幻闘でのみ入手可能) |

このうち、極良までは通常のクエストで、敵を癒すとドロップすることがある。ルーンは、以下の方法で強化させることができる。
- 特良までの場合
  - 進化素材を使う。ルーンの種類によって使える素材の属性が異なる。使用する進化素材の種類は、並では「種」、良では「つぼみ」、特良では「花」。
- 極良以上超優未満の場合
  - 極良以上のルーンを強化素材にして合成することで(使用したルーンは消滅する)ルーンの魔力値を上げることができる。「強化用ルーン」を使うか、同じルーンを強化素材にすると、そのルーンによる魔力値上昇量が2倍になる。極優ルーンの強化の場合、魔力値上昇量が半分になる。
- 超優の場合
  - 「超強化用ルーン」を使用することでのみ魔力値を上げることができる。そのルーンの属性と同じ属性の超強化用ルーンを使うと魔力値上昇量が2倍になる。

魔力値が大きいほど、プレイヤーにとって有利な効果をより表すようになる。以下に、ルーンの系統と名前を述べる。
パラメータ系
ライフルーン
装備したユニットの体力を上昇させる。素材の属性は水。
アタックルーン
装備したユニットの攻撃力を上昇させる。素材の属性は炎。
クイックルーン
装備したユニットの攻撃間隔を上昇させる。素材の属性は風。
スピードルーン
装備したユニットの移動速度を上昇させる。素材の属性は光。
タフネスルーン
装備したユニットのタフネスを上昇させる。このルーンのみ、ステータスの上がり幅がルーンの魔力値に応じた正比例ではなく、「ユニット毎に設定された数値」と「魔力値」の2つの要素で決定される。素材の属性は闇。
属性補正系
フレイムルーン
対炎属性補正値が上昇し、炎属性のモンスターに対しての攻撃力が上昇する。素材の属性は炎。
アクアルーン
対水属性補正値が上昇し、水属性のモンスターに対しての攻撃力が上昇する。素材の属性は水。
ウィンドルーン
対風属性補正値が上昇し、風属性のモンスターに対しての攻撃力が上昇する。素材の属性は風。
ブライトルーン
対光属性補正値が上昇し、光属性のモンスターに対しての攻撃力が上昇する。素材の属性は光。
ダークルーン
対闇属性補正値が上昇し、闇属性のモンスターに対しての攻撃力が上昇する。素材の属性は闇。

ガード系
フレイムガード
炎属性のモンスターから受けるダメージを減少させる。素材の属性は炎。
アクアガード
水属性のモンスターから受けるダメージを減少させる。素材の属性は水。
ウィンドガード
風属性のモンスターから受けるダメージを減少させる。素材の属性は風。
ブライトガード
光属性のモンスターからの受けるダメージを減少させる。素材の属性は光。
ダークガード
闇属性のモンスターからの受けるダメージを減少させる。素材の属性は闇。
ゼネラルガード
全属性のモンスターから受けるダメージを減少させる。ただし、他の5つのガード系に比べると、各属性に対する減少率は半分である。素材の属性は光。

職種限定系
「職種」とは、上の「ユニット」項で記した「武器種別」での7種類の武器のことである。
エグザントルーン
斬撃ユニット限定で装備可能。相手の体力が残り半分以下のとき、「相手の残り体力」「装備ユニットの攻撃力」「クエスト内での出撃してからの経過時間(出撃から100秒間カウントし、その後は100秒の状態を維持する。再出撃の際はカウントは0秒からに戻る)」「魔力値」の4つの値から計算し、まれに相手を即座に癒す。多段攻撃・複数同時攻撃のときは攻撃1回ずつを判定対象とする。素材の属性は炎。
同様の効果をスキル「クリティカル/クリティカル+」によって獲得できる。
リトラクトルーン
突撃ユニット限定で装備可能。移動中・攻撃態勢中に関わらず、「装備ユニットの攻撃力」「クエスト内での出撃してからの経過時間(エグザントルーンとカウント方法は同じ)」「魔力値」の3つの値から計算し、相手をまれにのけぞらせる(後退させる)。多段攻撃・複数同時攻撃のときは攻撃1回ずつを判定対象とする。素材の属性は水。
フィクセイトルーン
打撃ユニット限定で装備可能。まれに相手を最低5秒移動できなくさせ、かつユニットが与えるダメージを上昇させる。発動する確率の計算の要素は「クエスト内での出撃してからの経過時間(エグザントルーンとカウント方法は同じ)」「魔力値」、中衛ユニットに限り「リーチ」も含む3つ。中衛ユニットに装備させた場合、リーチが長ければ長いほど発動確率が下がる。相手の移動不可の状態は、20秒まで計算用の値として蓄積され、それに応じてユニットの与えるダメージも最大で10%まで上昇する。また、スキル「リストリクション/リストリクション+」と効果時間を合算する。多段攻撃・複数同時攻撃のときは攻撃1回ずつを判定対象とする。素材の属性は風。
同様の効果をスキル「リストリクション/リストリクション+」によって獲得できる。
アーチェルーン
弓矢ユニット限定で装備可能。まれにクリティカル攻撃として、本来の1.5倍のダメージを与える。発動する確率の計算の要素は「魔力値」のみ。相手が複数の部位(後述)を持っていた場合、その各々の部位で発動の判定が行われる。素材の属性は光。
ソーサリールーン
魔法ユニット限定で装備可能。まれに移動中の相手をのけぞらせる。発動する確率の計算の要素は「魔力値」のみ。のけぞらせている間に再びのけぞらせることも可能である。相手が複数の部位を持っていても、ルーンの効果は1体として発動される。素材の属性は闇。
ペネトレイトルーン
銃弾ユニット限定で装備可能。攻撃可能な範囲に複数の相手が存在した時、まれに攻撃を貫通させ、複数の相手に1体目と同等のダメージを与える。発動する確率の計算の要素は「魔力値」のみ。魔力値が高いほど、貫通する相手の数が増える。相手が複数の部位を持っていても、ルーンの効果は1体として発動される。多段攻撃・複数同時攻撃のときは攻撃1回ずつを判定対象とする。素材の属性は闇。
この効果に加えてさらにダメージ増加の効果をスキル「ビアースパワー/ビアースパワー+」によって獲得できる。
リバイヴルーン
回復ユニット限定で装備可能。ユニットが退却してきた際、装備ユニットとすれ違った時に、まれにその場で復帰させる。復活後の残りHPと発動する確率の計算の要素は「魔力値」によって行われる。素材の属性は闇。
イクリーズルーン
回復ユニット限定で装備可能。装備しているユニットの属性が優位を取れる属性(例えば、炎属性なら風属性、光属性なら闇属性)に対して、クエスト中の属性補正を上昇させる。同じ属性に対して、複数のユニットがこのルーンを装備していたとき(例えば、モンスターが水属性で、2人以上の風属性のユニットがこのルーンを装備していたとき)は、最大の効果を発動する1つのみが有効になる。素材の属性は光。
コレクト系
エクスコレクト
このルーンを装備させたユニットが出撃パーティにいると、獲得経験値が増加する。素材の属性は炎。
ゴルドコレクト
このルーンを装備させたユニットが出撃パーティにいると、獲得ゴルドが増加する。素材の属性は光。
ルーンコレクト
このルーンを装備させたユニットが出撃パーティにいると、ルーンがドロップする確率が上昇する。素材の属性は風。
シードコレクト
このルーンを装備させたユニットが出撃パーティにいると、モンスターがドロップする確率が上昇する。素材の属性は水。
特殊系
ナイトルーン
装備したユニットより後ろのユニットが受けるダメージを減少させる(つまり、装備したユニット自体に効果はない)。このルーンを装備しているユニットが複数いた場合、そのユニットがいる位置によって効果を累積する。素材の属性は炎。
ヒーリングルーン
装備したユニットを、意図的に後退(バック)させたときに回復する量が増加する。素材の属性は水。
ベルセルクルーン
装備したユニットの残りHPが少ければ少ないほど与えるダメージが上昇するようになる。倍率の計算の要素は「残りHPの割合」「魔力値」の2つ。素材の属性は風。
ドッジルーン
装備したユニットが、まれに敵の攻撃をかわすことができる。発動する確率の計算の要素は「装備したユニットの移動速度」「魔力値」の2つ。素材の属性は風。編成ボーナスの「スリップストリーム」の移動速度上昇とスキルの「チャージアタック/チャージアタック+」による移動速度上昇も計算に入る。
エンデュアルーン
タフネスに応じた確率で、本来倒れる攻撃を受けてもHPを1残して耐える。一定以上のタフネスがあれば確定で発動する。さらにタフネスが高い場合は、タフネスと魔力値に応じて多段発動する(残りHP3→2→1といった具合)。発動する確率の計算の要素は「装備したユニットのタフネス」「魔力値」の2つ。素材の属性は水。
ガッツルーン
装備したユニットのGuts(後述)が、最初から上がっている(最大として6まで)状態で出撃できる。発動する確率の計算の要素は「魔力値」のみ。素材の属性は炎。
強化用ルーン
極良以上のルーンの魔力値を上昇させる。このルーン自体は装備はできず、強化用の素材として用いる。普通のクエストなどでは入手できず、イベントなどの報酬として配布されることが多い。
超強化用ルーン
魔力値の上限が33から35に引き上げられたため実装。品質が超優のルーンの強化にのみ使うことができ、装備・強化は強化用ルーンと同様できない。
強化用ルーンと異なり属性があり、それぞれのルーンの強化素材と同じ属性の超強化用ルーンを使うと魔力値の上昇量が2倍になる。
上位ルーン
「古代のルーン石」1個と指定された属性の「ルーン結晶」30個、魔力値30以上の指定されたルーン3つを合成することでのみ獲得できる特別で強力なルーン。モンスターを癒してもドロップすることは無い。パーティ内のユニットが装備すると特殊な効果を持ち、特定の条件を満たすユニットにしか装備できない。装備すると体力と攻撃力が少し上がる。救援時は特殊効果が発動しないが、体力と攻撃力の上昇は反映される。
フェンサールーン
斬撃職専用前衛上位ルーン。覚醒ランク10以上の前衛斬撃ユニットしか装備できない。装備したユニットには5つのゲージが表示され、攻撃すると一定確率で増える。ゲージが1以上の時、ユニットの足元にエフェクトが表示され、ゲージの数によって大きさが変わる。ゲージが1以上の時、エフェクトの上にいる全てのモンスターに一定間隔で攻撃を行う(この攻撃はエグザントルーンやその他スキルの発動対象になる)。この追加攻撃は同時攻撃数に関わらず、範囲内の全てのモンスターが対象である。
ゲージが1以上の時、自分を含めた味方ユニットがスリップダメージを除くダメージを受けた時、ゲージを一つ消費して2秒間、全員の被ダメージを、ゲージ数に応じた割合で軽減する(最大80%軽減)。ゲージは10秒間攻撃しなかった場合でも一つ消滅する。
スティンガールーン
突撃職専用前衛上位ルーン。覚醒ランク10以上の前衛突撃ユニットしか装備できない。装備したユニットには5つのゲージが表示され、攻撃すると一定確率で増える。ゲージが1以上の時、ユニットの足元にエフェクトが表示され、ゲージの数によって大きさが変わる。ゲージが1以上の時、エフェクトの上に立つ全てのモンスターに「威圧」状態を付与し、稀に貫通攻撃を放つ(同時攻撃数が1増える)。「威圧」状態は移動速度低下と被ダメージ上昇の二つの妨害効果を持つ。
　ゲージが1以上の時、自分を含めた味方ユニットがスリップダメージを除くダメージを受けた時、ゲージを一つ消費して2秒間、全員の被ダメージを、ゲージ数に応じた割合で軽減する(最大80%軽減)。ゲージは10秒間攻撃しなかった場合でも一つ消滅する。
ブレイカールーン
打撃職専用前衛上位ルーン。覚醒ランク10以上の前衛打撃ユニットしか装備できない。装備したユニットには5つのゲージが表示され、攻撃すると一定確率で増える。ゲージが1以上の時、攻撃時に一定確率で「虚弱」状態を付与し、稀に威力が上がった通常攻撃を放つ(アーチェルーンの効果と同じ)。「虚弱」状態は攻撃力低下と攻撃頻度減少の二つの妨害効果を持つ。
ゲージが1以上の時、自分を含めた味方ユニットがスリップダメージを除くダメージを受けた時、ゲージを一つ消費して2秒間、全員の被ダメージを、ゲージ数に応じた割合で軽減する(最大80%軽減)。ゲージは10秒間攻撃しなかった場合でも一つ消滅する。
ハンタールーン
弓矢職専用後衛上位ルーン。覚醒ランク10以上の後衛弓矢ユニットしか装備できない。装備したユニットには5つのゲージが表示され、攻撃すると一定確率で増える。ゲージが最大の時、攻撃時にゲージを全て消費して追加攻撃を発動する。追加攻撃は発動した時点で画面内にいた全てのモンスターに対して威力が大幅に上がった強力な攻撃を放つ。範囲内のモンスターが多いほど1体あたりのダメージは低くなる。この追加攻撃はアーチェルーンやその他スキルの発動対象である。追加攻撃を放った後はすぐにはゲージが貯まらず、クールダウンが必要になる(同時攻撃数が多いほど長くなる)。
10秒間攻撃しないか、スリップダメージを含むダメージを受けた時、ゲージが一つ減る。
フォーサールーン
魔法職専用上位ルーン。覚醒ランク10以上の後衛魔法ユニットしか装備できない。装備したユニットには5つのゲージが表示され、攻撃すると一定確率で増える。ゲージが最大の時、攻撃時にゲージを全て消費して追加攻撃を発動する。追加攻撃は自身の攻撃範囲内の全てのモンスターに対して拡散攻撃を行う。範囲内のモンスターが多いほど1体あたりのダメージは低くなる。この追加攻撃はソーサリールーンやその他スキルの発動対象である。追加攻撃を放った後はすぐにはゲージが貯まらず、クールダウンが必要になる(同時攻撃数が多いほど長くなる)。
10秒間攻撃しないか、スリップダメージを含むダメージを受けた時、ゲージが一つ減る。
シュータールーン
銃弾職専用上位ルーン。覚醒ランク10以上の後衛銃弾ユニットしか装備できない。装備したユニットには5つのゲージが表示され、攻撃すると一定確率で増える。ゲージが最大の時、攻撃時にゲージを全て消費して追加攻撃を発動する。追加攻撃は、全属性への属性補正が大幅に上昇した攻撃を行う(要は威力の上昇のみ)。この追加攻撃はペネトレイトルーンやその他スキルの発動対象である。追加攻撃を放った後はすぐにはゲージが貯まらず、クールダウンが必要になる(同時攻撃数が多いほど長くなる)。
10秒間攻撃しないか、スリップダメージを含むダメージを受けた時、ゲージが一つ減る。
エンハンサールーン
回復職専用上位ルーン。覚醒ランク10以上の中衛回復ユニットしか装備できない。パーティ内のユニットの全属性に対する属性補正が上がり、回復時にHP上限を超えて回復するとオーバーヒール状態にすることができる。HP上限を超えて回復した分のHPは緑色で表示され、HPに加算される。オーバーヒール状態のユニットは攻撃力が上がり、攻撃範囲が少し広くなる。
セーバールーン
回復職専用上位ルーン。覚醒ランク10以上の後衛回復ユニットしか装備できない。装備するとユニットの左上に小さい鳥のようなキャラクター「スピリット」が現れ、攻撃できない回復ユニットの代わりにモンスターを攻撃してくれる。攻撃力は装備者の40%で、残り体力が40%のモンスターを攻撃した際にごく稀に即座に癒してくれる。味方ユニットが戦闘不能になった際、スピリットが消滅する代わりに即座に復活する。消滅したスピリットは一定のクールタイムの後再び召喚される。

### シードモンスター
クエストの最中に、敵を倒すとその敵がドロップアイテムとなり、「シードモンスター」として使用できるようになる。シードモンスターは各ユニットにつき1体のみ装備させることができ、クエスト中でSPを消費することでそのモンスター特有のスキルを発動できる。
シードモンスターにもユニットと同様に、1から4までのレア度が存在する。このうち、レア度3以上は「ボスモンスター」または「ボスシード」と呼ばれ、クエストでのドロップ率が、他に比べて極端に低くなる。また、ユニットと同じく、「同時攻撃数」「多段攻撃数」の情報、「属性」「体力」「攻撃力」「移動速度」「攻撃間隔」「リーチ」「タフネス」のパラメータが存在する。これらが意味するものはユニットと全く同じなので、ここでは割愛する。そのほかに、モンスター特有の情報として、以下のようなものが存在する。
サイズ
モンスターの大きさ。以下の4段階が存在し、サイズが大きいほど、パラメータが上昇したり、後述するスキルの効果が上昇する。
| サイズ | 値           |
| ------ | ------------ |
| 標準   | 1.000～1.350 |
| 大型   | 1.351〜1.550 |
| 特大型 | 1.551〜1.700 |
| 規格外 | 1.701〜1.800 |
外皮
モンスターの硬さ。柔らかい順に「絶柔」「超柔」「特柔」「柔らかい」「通常」「硬い」「特硬」「超硬」「絶硬」の9段階が存在する。これは、武器種が違うユニットから受けるダメージの補正に影響がある。各武器種によって、得意・不得意な外皮がある(詳しくは#ユニットの「武器種別」を参照)。
部位
モンスターが攻撃判定を受ける部分の箇所数。ほとんどは1箇所であるが、イベントでは多数あるものも存在する。部位数が多いと、複数体攻撃のユニットがより多くのダメージを与えることができる。
召喚SP
モンスターのスキル(後述)を1回使用する際に消費するSP。
再召喚
モンスターのスキルを使用した後、再び使用可能になるまでの時間。

### ギルド
プレイヤーは任意で「ギルド」と呼ばれるグループに加入、あるいは設立することができる。ギルド加入はプレイヤーLv.1から、ギルド設立はLv.20から可能。ギルドの最大人数は20人で固定されている。
階級
ギルドには、以下の3つの階級が存在する。
ギルドマスター
ギルドの設立者で、実質的なリーダー。7日以上ログインがないと、自動的にサブマスターやメンバーに引き継がれる。
ギルドサブマスター
ギルドマスターから任命されることで就任できる、サブリーダー職。
ギルドメンバー
ギルドに加入したときの階級。
それぞれの階級ごとに、可能なこと・不可能なことが存在する。以下にその一覧を挙げる。可能なことは「○」、不可能なことは「×」で示す。
| 階級         | ギルドバトル参戦 | 施設への資材投資 | ギルドログでの発言 | 救援の派遣 | メンバー承認 | ギルド名変更 | ギルドバトルのエントリー設定 | 防衛シード設定 | サブマスター任命 | 役職任命 | メンバー除名 | 同盟申請 |
| ------------ | ---------------- | ---------------- | ------------------ | ---------- | ------------ | ------------ | ---------------------------- | -------------- | ---------------- | -------- | ------------ | -------- |
| マスター     | ○                | ○                | ○                  | ○          | ○            | ○            | ○                            | ○              | ○                | ○        | ○            | ○        |
| サブマスター | ○                | ○                | ○                  | ○          | ○            | ○            | ○                            | ○              | ×                | ×        | ×            | ×        |
| メンバー     | ○                | ○                | ○                  | ○          | ×            | ×            | ×                            | ○              | ×                | ×        | ×            | ×        |
上の表の項目について補足を加える。なお、施設や役職については後述する。
救援の派遣
ギルドメンバー同士は、お互いのクエストやギルドバトルに「救援」を送ることができる。救援自体については#ルールを参照のこと。
メンバー承認
ギルドに加入したいプレイヤーが、加入の申請を出した時の対応。「自動承認」と「手動承認」のどちらかに設定できる。「自動承認」では、申請すると自動的に加入する。「手動承認」では、ギルドマスターおよびサブマスターが承認した時にのみ加入できる。上の表に○がついているのは、「手動承認」の設定の際にプレイヤーに対して承認の可否ができる役職である。
ギルド名変更
ギルドマスターおよびサブマスターに限り、ギルドの名前を変更できる。8文字以内で設定が条件となる。
ギルドバトルのエントリー設定
ギルドマスターおよびサブマスターは、曜日ごとにギルドバトルに参加するか否かを選択できる。設立後に変更も可能。
防衛シード設定
ギルドマスターおよびサブマスターは、ギルドのメンバーが候補として出してきたシードモンスターを、5体まで「防衛シード」として選んで設定することができる。防衛シードについては、#ギルドバトルを参照。
メンバー除名
ギルドマスターは、メンバーを強制的に除名することができる。また、「ギルド脱退」を選択することで、自ずからギルドを脱退することもできる。
同盟申請
ギルドマスターは、降臨イベントでの同盟の申請を、他のギルドのギルドマスターに出すことができる。降臨イベントおよび同盟については#イベントを参照。
役職
役職とは、ギルドメンバーが、ギルドバトルで特定の効果を得られるようになるものである。以下の6種類が存在し、メンバー1人につき1つ任命できる（もちろん「役職なし」の選択もできる）。なお、ギルドバトルやそれに関する用語は#ギルドバトルを参照。
| 役職名         | 任命上限数 | 効果発揮対象 | 任命前の効果                               | 任命後の効果                               |
| -------------- | ---------- | ------------ | ------------------------------------------ | ------------------------------------------ |
| チアリーダ―    | 2人        | 応援         | SP+200                                     | SP+300                                     |
| チアメンバー   | 5人        | 応援         | SP+200                                     | SP+250                                     |
| プライリーダー | 2人        | 祈り         | 防衛シード2.0%強化                         | 防衛シード3.5%強化                         |
| プライメンバー | 5人        | 祈り         | 防衛シード2.0%強化                         | 防衛シード2.5%強化                         |
| サリーリーダー | 2人        | 争奪Pt       | 1.5%（ふつう） 2.0%（ムズ） 2.5%（激ムズ） | 2.5%（ふつう） 3.0%（ムズ） 3.5%（激ムズ） |
| サリーメンバー | 5人        | 争奪Pt       | 1.5%（ふつう） 2.0%（ムズ） 2.5%（激ムズ） | 2.0%（ふつう） 2.5%（ムズ） 3.0%（激ムズ） |
ギルド施設
各ギルドには、以下に示す施設が存在し、メンバーはその効果を受け取ることができる。各施設は、「資材」によって強化でき、メンバーの資材の総投資数によってレベルが上昇し、受けられる効果が大きくなる。テランポリ施設を除いた全施設にレベル上限が設定されており、「祭壇」「医療所」「訓練場」「食堂」「貯水庫」が上限120、それ以外が上限100となっている。なお、用語などについては、#ユニットや#ルール、#ギルドバトルを参照。
祭壇
クエスト開始時のSPにさらにボーナスSPを加える。レベルが1上がるごとに25ずつ上昇。
医療所
ユニットの体力が上昇する。レベルが1上がるごとに0.25%ずつ上昇。
訓練所
ユニットの攻撃力が上昇する。レベルが1上がるごとに0.25%ずつ上昇。
食堂
クエストでの主人公の体力が上昇する。加えて、救援に来たユニットのGutsが上昇する。主人公の体力はレベルが1上がるごとに400ずつ上昇。救援ユニットのGutsは、Lv.1～25では1、Lv.26～50では2、Lv.51～75では3、Lv.76～99では4、Lv.100～110では5、Lv.111～119では6、Lv.120では7。
剣技場
斬撃ユニットの体力と攻撃力が上昇する。体力・攻撃力共に、レベルが1上がるごとに0.12%ずつ上昇。
鍛錬場
突撃ユニットの体力と攻撃力が上昇する。体力・攻撃力共に、レベルが1上がるごとに0.12%ずつ上昇。
武術場
打撃ユニットの体力と攻撃力が上昇する。体力・攻撃力共に、レベルが1上がるごとに0.12%ずつ上昇。
弓射場
弓矢ユニットの体力と攻撃力が上昇する。体力・攻撃力共に、レベルが1上がるごとに0.12%ずつ上昇。
研究所
魔法ユニットの体力と攻撃力が上昇する。体力・攻撃力共に、レベルが1上がるごとに0.12%ずつ上昇。
銃射場
銃撃ユニットの体力と攻撃力が上昇する。体力・攻撃力共に、レベルが1上がるごとに0.12%ずつ上昇。
礼拝所
回復ユニットの体力と攻撃力が上昇する。体力・攻撃力共に、レベルが1上がるごとに0.12%ずつ上昇。
貯水庫
メンバーが共有してBpを貯蓄・消費できる施設。不思議な泉でのBpの過剰回復分は、ここに送られる。また、クエストでも、過剰回復分の、49.80+(施設レベル×0.2)%(小数点以下切り捨て)が貯水庫に送られる。ギルドバトル時には、ここからBpを取り出して回復することも可能。ただし、ここから取り出したBpの分は、1日分のギルドバトル終了後に集計される「総消費BPランキング」には含まれない。初期状態の上限は9500で、レベルが1上がるごとに500上昇。レベル上限は120。
テンポラリ施設
特殊な施設。ダイヤかゴルドを消費することで、6時間だけ、Lv.40、55、70、85、100の効果を持つ施設を使用できる（ただし貯水庫は除外）。この効果は、ギルド全体に反映されるわけではなく、実際に使用した個人個人に反映される。

## ルール
ここでは、クエストやギルドバトルでの基本的な流れとルールを記述する。なお、このゲームにおいてはモンスターを「倒す」ことを「癒やす」と呼ぶが、言葉の混同を避けるためにここでは「倒す」ということにする。また、ギルドバトルもまとめて「クエスト」と呼ぶことにする。
クエスト画面は横スクロールで、主人公とユニットたちは画面左から右へ向かって、逆にモンスターたちは右から左へ向かっていく。ユニットおよびモンスターは、自分のリーチ圏内に相手が入ると攻撃を開始する。以下が勝利条件、及び敗北条件となる。
- 勝利条件
  - 全てのモンスターを倒すこと。
  - ステージ右端にある「Goal」看板にユニットが1人辿り着くこと。
- 敗北条件
  - 主人公の体力が0になること。
  - 制限時間切れになること(制限時間があるステージのみ)。

1つのクエストやギルドバトルはいくつかのWaveと呼ばれる区切りに分かれており、全てのWaveにおいて上記の勝利条件を達成すると1つのクエストのクリアとなる。Waveが変わる事にユニットは体力が全回復し、ふたたびスタート位置につく。
主人公は敵を攻撃することはできないため、どのクエストにおいても事前に編成した最大5人のユニットを出撃させることになる。画面下に表示されているユニットをタップし、後述するシードピース(SP)を消費することで出撃ができる。
クエストはそのクエスト全体で使用されるSPと呼ばれるポイントがある。消費するとき、獲得するときは以下の通り。
- 消費するとき
  - ユニットを出撃させる。
  - ユニットのGutsをあげる。Gutsが上がるとユニットの攻撃力とHPが上がり、Guts11までは攻撃発生と攻撃間隔も早くなる(それ以上は同値)。また、体力を一定値回復できる。出撃時は必ず1で、最大で30まで上げられる。
  - ユニットに装備しているシードモンスターのスキルを使用する。
  - クエストに限り、「癒力」のレベルを上げる。癒力を上げると以下の「獲得するとき」での獲得SPの量が増大する。クエスト開始時には必ずレベル1から始まり、最大はレベル11(Lv.MAXと表記される)。
  - ギルドバトルに限り、自分の編成ユニット以外の所持ユニットを救援として呼ぶ。1人につき200消費する。
- 獲得するとき
  - 敵を倒す。
  - 各Waveの「GOAL」まで進む。このとき、出現予定のモンスターの数に応じてSPをまとめて獲得する。

ユニットには体力があるので、体力が0になると画面左に向かって撤退する。撤退したユニットは画面からいなくなった後から、再出撃が可能である。このとき、Gutsは再び1からとなる。
各ユニットは、プレイヤーがユニットのボタンを下にフリックすることで、意図的に後退(バック)させることができる。後退中は攻撃することはできないが、ダメージを受けないほか、微量ずつ体力が回復していく。ユニットのボタンを上にフリックすることで、再び前進・攻撃が可能になる。
敵を倒すと、ゴルドや資材を獲得できるほか、一定確率で、ルーン・モンスター・進化素材といったドロップアイテムを獲得できる。
クエスト画面の右側には、「Dash」と書かれたボタンがあり、これを押し続けている間はクエスト自体が約2倍の速度で進行する。また、ダブルタップをすれば、次に再びボタンをタップをするまで、永続的に倍速にすることができる(Waveをまたいでも続く)。ただし、倍速にしている間は、クエスト内経過時間も倍速になるため、制限時間があるクエストでは注意が必要である。
各Waveには、昼・夕・夜の三段階の時間帯の概念があり、一定の確率により、昼(Morning)→夕(Evening)→夜(Night)と変動していく（昼→夜と一度に変わる場合もあり）。このうち、夜の時間帯は獲得ゴルド・獲得資材・ドロップアイテムの獲得確率が上昇する。夜のままクエストをクリアすると、「フィーバー」という状態に入り、一定の確率で次のクエストでも連続してクエスト開始時や途中で夜になることがある。また、アイテム「トトの呼び鈴」を使用することで、次回クエストで確実に夜にすることができる。ただし、フィーバーが連続する確率は、消費Apが、フィーバーが開始したクエストより多いクエストに挑戦すると減少する(「トトの呼び鈴」を使用した時は条件から除外)。また、ギルドバトルでは、昼の部は昼、夜の部は夜として扱われる。ただし、通常クエストに持ち越せず、フィーバーも発生しない。
一つのクエスト中に一回限り、ログの「ギルドログ」や「ルームログ」で発言することで、ギルドやフォローしているルームのメンバーに「救援」を求めることができる。有効時間は発言から180秒間で、他プレイヤーはAPを1消費する代わりに、「救援者」として設定しているユニットをそのクエストに出撃させることができる。また、各プレイヤーがクエストを開始すると、ログの「ギルド救援」や「ルーム救援」のページに、そのプレイヤーがクエストを開始したことが知らされる。これらのページでも同様に、開始から180秒間に限り、他プレイヤーがそのクエストに「救援」を向かわせることが可能である。

## ギルドバトル
ギルドバトルは、日本時間の12:30-13:00、22:00-22:30(それぞれ「昼の部」「夜の部」と呼ばれる)の各30分間×2回にわたって、マッチングされた4つのギルドが相手のギルドを攻撃したり、自分のギルドを支援したりすることで、GP（「Guild Point」の略）と呼ばれるポイントのより多くの獲得を目指す、チーム対抗戦である。
ギルドマスター・サブマスターは曜日ごとにギルドバトルに参加するかを自由に変更できる。そのため、毎日バトルをすることも、まったく参加しないことも可能である。
ギルドバトルに参加する日には、まず、日付が変わると自動的にマッチングが開始され、8:00までに対戦相手が決定する。ギルドバトルの配置図は、以下の図のように、四角形の頂点に4つのギルドが、中央には「ゲート」が配置される。
ギルドバトルの時間中は、Bpを消費することで以下の3つが行動として可能である。
祈り
1回につきBpを15消費。所属しているギルドの防衛シードの体力が2.5%、攻撃力が0.25%上昇し、GPを200獲得する。役職が「プライリーダー」「プライメンバー」であった場合は、上昇割合が役職効果に従って変化する。
応援
1回につきBpを25消費。所属ギルドのメンバーが出撃する際の初期SPを200増加させ、GPを501獲得する。役職が「チアリーダー」「チアメンバー」であった場合は、上昇SPが役職効果に従って変化する。
出撃
1回につきBpを30消費。実際に相手ギルドやゲートに赴き、防衛シードと戦闘する。複数のギルドに同時出撃が可能であり、その際はBpを、2ギルド同時出撃の際は50、3ギルド同時出撃の際は70消費する。あらかじめ相手ギルドが設定した5体（同時出撃の際は最大15体）の防衛シードを倒すと、出撃は成功となり、出撃時に相手ギルドが所持していたGPから一部を争奪し、自分のギルドのポイントにできる。
クエストなどと同様に、「ふつう」「ムズ」「激ムズ」の3段階の難易度が存在する。それぞれの難易度で、防衛シード自体の強さに変化はないが、「出現間隔」と「争奪できるGP（以下、「争奪pt」と示す）の割合」が異なる。「出現間隔」は、防衛シードの討伐中に、強制的に次の防衛シードが登場するまでの時間間隔を表し、「ふつう」では120秒、「ムズ」では80秒、「激ムズ」では40秒となる（この秒数以内に倒せれば、次の防衛シードが即座に登場するため、防衛シードが存在しない時間は基本的に存在しない）。また、「争奪ptの割合」も、「ふつう」では1.5%、「ムズ」では2.0%、「激ムズ」では2.5%である。実際の獲得GPは、「（1000+コンボpt+争奪pt）×（1+タイムボーナスpt）」である。役職が「サリーリーダー」「サリーメンバー」であった場合は、この割合が役職効果によって変化する。
「タイムボーナスpt」とは、出撃開始からいかに早くクリアできたかによって加算されるポイントである。このボーナスは、5分以内であれば20.1%（計算式上では、その割合である0.201）となり、それを越えると1秒ごとに0.067%ずつ減少していき、10分を越えると0になる。
なお、同時出撃の際の防衛シードは、相手ギルドが各々1番目に設定した防衛シードが一度に出現し、そのすべてを倒すと2番目の防衛シードがまた同時に出現し…、となる。
これらの行動を繰り返し、各部ごとの終了時のGPに応じて1～4位の順位が付けられる。特に夜の部終了時の順位は「最終順位」と呼ばれ、1日の総括となる順位になる。この順位は報酬の差のみならず、後述するギルドレートにも影響を及ぼす。

### 防衛シード
ギルドリーダー及びサブリーダーは、ギルドのメンバーが各々2体ずつ提示しているモンスターから、5体を選んで防衛シードとして設定することができる（選択されていないと提示されたモンスターから5体ランダムに選出される）。この5体がギルドバトルにおいて他ギルドが自ギルドに出撃した時に出現するモンスターとなる。
防衛シードは、順番として後半に置くほど体力と攻撃力が20%ずつ上昇していく。5体のうちに同じモンスターを重複させて設定することはできない。

### ゲート
ゲートはギルドバトルの画面中央に位置する部分であり、5体のモンスターがランダムに出現する場所である。日によって5属性のうちのいずれかの属性のみのモンスターが出現し、4種類の「サイズ」に変動する。他ギルドと同様に出撃しGPを得ることが可能である。ここでいう「ランダム」とは、完全に無作為に出現するわけではなく、以下のような縛りを受けている。
- 出現するモンスターは、各部の30分間は固定される。また、4つのどのギルドも同じ部の中では同じモンスターが同じ順に登場する。
- モンスターの大きさは「規格外」で統一される。
- モンスターの属性は、1日を通して1つの属性に固定される。

また、ゲートの「サイズ」は、4ギルドの祈りのパーセンテージと、「祈り」の合計回数および「祈り」によって発生したコンボによるGPの値に影響を受け、下記のようにゲートが保有するGPとモンスターの強化具合が変わる。
| ゲートのサイズ | モンスターの強化割合                | 保有GP              |
| -------------- | ----------------------------------- | ------------------- |
| 最大           | (100+(4ギルドの祈りの合計))%        | 4ギルドの合計の100% |
| 大             | (100+((4ギルドの祈りの合計)×0.75))% | 4ギルドの合計の75%  |
| 中             | (100+((4ギルドの祈りの合計)×0.5))%  | 4ギルドの合計の50%  |
| 小             | (100+((4ギルドの祈りの合計)×0.25))% | 4ギルドの合計の25%  |

### 特攻武器
特攻武器とは、1日ごとに設定されている、攻撃力が増加する武器種のことである。対象となる武器種は1日に2種類であり、攻撃力が通常時の135%分に増加する。以下の表のように、9日で1周する。以下は公式ページの「ヘルプ」ページの順に従った。
|       | 対象の武器種 |
| ----- | ------------ |
| 1日目 | 突撃 銃弾    |
| 2日目 | 打撃 弓矢    |
| 3日目 | 斬撃 銃弾    |
| 4日目 | 突撃 弓矢    |
| 5日目 | 打撃 魔法    |
| 6日目 | 斬撃 弓矢    |
| 7日目 | 突撃 魔法    |
| 8日目 | 打撃 銃弾    |
| 9日目 | 斬撃 魔法    |

### ギルドレートとギルドリーグ
ギルドレートとは、ギルドごとに変動する、すべてのギルド内での強さの値のことで、0から2000までの値で表される。ギルドレートの値は、ギルドバトルの夜の部が終了した時点で変動し、「不参加」に設定した場合は前日の値で固定される。ギルド設立時の初期値は1000。
また、このギルドレートの値によって、以下のように所属するギルドリーグが変わる。ギルドリーグごとに、ギルドバトルで獲得できる報酬に差がある。また、ギルドバトルのマッチングも、極力同じギルドリーグ内のギルドから選出される。
| ギルドリーグ | 対象のギルドレート |
| ------------ | ------------------ |
| SSリーグ     | 1701～2000         |
| SS-リーグ    | 1601〜1700         |
| S++リーグ    | 1501〜1600         |
| S+リーグ     | 1401〜1500         |
| Sリーグ      | 1301〜1400         |
| S-リーグ     | 1151〜1300         |
| Aリーグ      | 701〜1150          |
| Bリーグ      | 0～700             |

### 連勝ボーナス
ギルドバトルの最終順位に応じて、連勝数と呼ばれる数がカウントされていく。
最終順位が1・2位であったら「勝利」とみなされ、3位は「引き分け」、4位は「敗北」となる。勝利の場合は連勝数がプラスされ、引き分けでは維持、敗北すると0にリセットされる。連勝数に応じて、以下の倍率で報酬のメダルとゴルドが増加する。
| 連勝数    | 報酬の倍率 |
| --------- | ---------- |
| 1連勝     | 1倍        |
| 2連勝     | 1.2倍      |
| 3連勝     | 1.4倍      |
| 4連勝     | 1.6倍      |
| 5連勝     | 1.8倍      |
| 6連勝以上 | 2倍        |

## 主なイベント
ここでは、定期的に開催されるイベントを掲載する。なお、暴走モンスターイベントおよび降臨モンスターイベントの期間中は、ギルドバトルが非開催となる。

### 出現!　暴走モンスター
レイドイベント。原則偶数月の下旬に1週間開催される。
Lv.20以上のプレイヤーがクエストクリア後に遭遇する暴走モンスターを撃退するのが基本のルール。遭遇から3時間経過するとその暴走モンスターは逃走してしまうが、3時間以内に撃退に成功すると撃退Pt(撃退ポイント)を獲得でき、撃退Lv.が上がる。一定の撃退Lv.を超える度に報酬が獲得出来る。また、撃退Ptは交換所でアイテムと交換することができる。なお、撃退Ptのみ協力者も獲得可能である。暴走モンスター戦ではBPを消費することで参加でき、コンティニューは不可。体力を0にできなかった場合、1度のみギルドメンバーおよび、ルームメイト(ランダムに選ばれた19名)に協力要請を行うことができる。

### 急襲!　降臨モンスター
原則奇数月の下旬の土日に開催される。ギルド加入当日もしくは、ギルド設定でギルドバトル不参加に設定した曜日は参加できない。
ギルドレートでマッチングされた4ギルドが協力して降臨モンスターを撃退し、撃退Lv.や個人ダメージに応じた報酬のほか、個人およびギルドでのランキング報酬を獲得できる。マッチングされるギルドは開催日ごとに変わるが、あらかじめ降臨同盟を組んだギルドとは指定した開催日で確実にマッチングされる。8:00〜13:00の朝の部(予選)、21:00〜22:00の夜の部(本戦)の二部制で、朝の部で一回以上記録を残さないと夜の部に参加することはできない。予選では個人間での記録の伸ばし合いが主で、個人ごとにランキングされる。本戦では、予選時の各ギルドのギルドメンバー合計ダメージからマッチングが決定される。マップに降臨モンスターが降臨し、それと戦って癒す。HP上限を決める事ができ、どれだけレベルが高くとも設定した上限よりHPが高くなることはない。この仕様により、撃退Lv.報酬目当てのプレイヤーは上限値を小さくすることで、より多くの降臨モンスターを癒す事ができる。
降臨モンスターには「部位数」というのが設定されており、モンスターは1体でも攻撃できる場所は部位数分存在する。例えば、通常ならモンスターが1体の場合、同時攻撃数が1体のユニットは最大効率で、2体以上であれば攻撃は分散するので同じ攻撃力でも与えるダメージは少なくなる。しかし、降臨モンスターで部位数が2以上の場合、同時攻撃数が2体以上のユニットでも部位数までなら分散せずに攻撃が当たる(モンスターが複数いる時と同様の扱いになる)ため、攻撃が無駄にならないという特徴がある。ただし、ペネトレイトルーン及びスキル「ビアースパワー/ビアースパワー+」は効果を発揮しない。
降臨モンスターイベントが開催される1週間前から「急襲ピックアップスカウト」が開催され、降臨モンスターに有利を取れる属性で、部位数と同じ同時攻撃数を持つユニットがピックアップになる。

### ロード・トゥ・グローリー
踏破イベント。ステージは「スラッシュロード」「スタブロード」「ストライクロード」の3種類に分かれている。クエストクリアにより報酬を獲得できる。
各ステージで6周目以降は、出撃制限が発生する。制限内容は出身国、年齢、性別などがあり、出撃するユニットは必ず条件を満たす必要がある。現在は廃止されている。

### ギルドバトルトーナメント
トーナメント設定をONにしているギルドの内、開催前月の月間ギルドランキング上位1024位のギルドが参加可能な勝ち抜き制のトーナメント戦。参加および勝ち抜き時に報酬を獲得でき、トーナメント決勝1位～4位のギルドは「ユニットスタイル追加ユニットの指名権」も得られる。
最終順位が1位および2位のギルドが次のトーナメントに進出、3位以下のギルドは敗退となる。なお、敗退したギルドは翌日以降通常のギルドバトルに移行する。
参加中のギルドは敗退までギルド名の変更とメンバーの入脱退が制限される。
トーナメントに参加していないユーザーもアプリ内のトーナメント表より観戦が可能である。

### シャペルルルの魔法絵本
全30ステージの「オモテページ」と、永遠に続く6種類の超高難易度ステージ「ウラページ」を攻略するイベント。「強化用ルーン」「超強化用ルーン」を獲得できる数少ないイベント。
オモテページは難易度が☆の数で表記され、☆1から☆30まである。ウラページは☆5、☆10、☆15、☆20、☆25、☆30の6種類があり、クリアするとクリア回数が難易度表記に加わる(例:☆5のウラページを2回クリアした場合、「☆5×2」と表記される)。ウラページをクリアするとさらに難易度が少し上がったステージが続き、終わることはない。ただし、ゴルドとメダル以外の報酬を獲得できるのは☆n×10まで(つまり11回クリアすれば全ての有限報酬を獲得できる)のため、それを目標とするプレイヤーがほとんどである。
以前は☆n×20まで有限報酬が獲得できたが、2024年3月1日15:00から開催されたイベントで、「遊びやすくするための調整」として有限報酬が獲得できるのは☆n×10までとなり、有限報酬からは毎回必ず超強化用ルーンが獲得出来るようになった。
☆5以外のウラページには出撃制限やステージギミックがあり、編成の自由度が狭くなる。
ステージギミック「武器種別補正」
「斬撃・弓矢職」「突撃・魔法職」「打撃・銃弾職」の3つの分類のうち、1つの分類の武器種のユニットが与えるダメージが上昇し、それ以外の2つの分類の武器種のユニットが与えるダメージが減少してしまう。回復職には影響無し。
オモテページを含めた☆6以上の全てのステージのステージギミック。
出撃制限「性別」
指定された性別のユニットしか出撃することができない。
ウラページ:☆10の出撃制限。
出撃制限「年齢」
指定された年齢(上限と下限が指定される)に当てはまるユニットしか出撃することができない。
ウラページ:☆15の出撃制限。
出撃制限「合計☆の数」
レアリティを表す☆の合計数を、指定された数に収まるようにパーティを組まないと、クエストに出撃することができない。過去に開催された全てのイベントで、「☆の数の合計は15以下」が条件に設定されている。
ウラページ:☆20の出撃制限。
ステージギミック「ダメージレンジ」
モンスターとの距離に応じて、与えるダメージが変動する。倍率の係数はイベント毎に異なる。出撃制限はないが、係数が100%を超える範囲に収まる距離で攻撃できるリーチを持つユニットを編成しないと与えられるダメージが極端に減り、時間が掛かってしまう(時間が掛かるほどクエストに失敗する確率も上がる)。
ウラページ:☆25のステージギミック。
出撃制限「出身国」
指定された国出身のユニットしか出撃することができない。条件はイベント毎に異なる。
ウラページ:☆30の出撃制限。
ステージギミック「スリップダメージ」
一定時間毎に全ユニットが500ダメージを受ける。
オモテページを含めた☆26以上の全てのステージのステージギミック。

## コラボレーション

### 企業とのコラボレーション
- 欧風ギルドレストラン ザ・グランヴァニア - 2016年2月25日から3月13日まで、2017年3月23日から4月9日まで一部店舗でコラボカフェを開催[48][49]。
- NAZO×NAZO劇団 - 2018年3月24日から4月8日に、ストーリー「星がバラバラ、晴れのちカエルの学園祭」をモチーフとしたリアル謎解きゲーム 『星降るダンジョンからの大脱出』が開催された[50]。
- サンシャインシティプリンスホテル - 2024年1月31日から同年3月17日まで、メルクストーリアのリリース10周年を記念したコラボカフェがサンシャインシティプリンスホテル内のレストラン「バイエルン」で開催される[51]。

### 他作品とのコラボレーション
マジョカ†マジョルナ
2014年5月21日から28日までイベント『大挙する魔茸 ギッチョフンゴ出現!』が開催。
メルスト側にはヨミ、マジョコの2名が登場した。
にゃんこ大戦争
2014年6月17日から30日まで相互にコラボイベントを開催。また、2015年6月17日から30日まで、2017年6月27日から7月11日まで一部新要素を加えた復刻および新規コラボイベントも開催された。現在では毎年秋頃に恒例行事として相互コラボが開催されている。
メルスト側にはもねこ、ネコヴァル(にゃんこ大戦争では「ネコヴァルキリー・真」)、ねねこ、アフロディテ(にゃんこ大戦争では「メガロディーテ」)、アマテラス(にゃんこ大戦争では「テラアマテラス」)、ミタマ(にゃんこ大戦争では「白無垢のミタマ」)、キャスリィ(にゃんこ大戦争では「禍根の魔女キャスリィ」)、ダルターニャ(にゃんこ大戦争では「黒傑ダークダルターニャ」)、モンスターでにゃんこ軍団(ネコ、勇者ネコ、キモネコ、巨神ネコ、かさじぞう、ネコムート、皇獣ガオウ)が登場し、にゃんこ側には癒術士(主人公)、メルク、ティティのほか、第1弾ではレイ、アウラ、セレス、ノノ、ノルン、セラム、オルガ、フウ、よいちの計12名、第2弾では前述の12名に加えてハルシュト、ミスティカ、コーネリア、ユーヴェンス、アロイス、シトルイユの計18名、第3弾では前述の18名に加えてとどめき、オルトス、ミシュリアの計21名が登場した

あんさんぶるガールズ!/あんさんぶるガールズ!!
2014年9月10日から19日までイベント『襲来の夢羊 ダニエル出現』が開催。メルスト側にはこよりと、そらが登場した。
2017年8月11日から18日までイベント『邂逅＊君咲く少女とビンの中の女の子』が開催。あんガル側ではイベントを行っていない。メルスト側には前述の2名に加えて、ひまり、なつみ、るか、はじめ、つゆりの計7名が登場した。

サウザンドメモリーズ
2014年10月10日から20日まで相互にコラボイベントを開催。
メルスト側にはカナミ、ニュート、アイスゴーレムの2名と1体が登場し、千メモ側にはメルク、ハルシュト、シエラ、フウ、コーネリア、シエットの6名が登場した。

聖剣伝説 RISE of MANA
2014年11月21日から12月4日まで相互イベントを開催。また、2015年11月21日から12月4日まで一部新要素を加えて復刻開催された。
メルスト側にはポポイ、ランディ、ヴァン、アリアの4名が登場し、聖剣側にはトト、ノノ、シエット、フィーリアの4名が登場した。

サモンズボード
2015年2月9日から23日まで相互にコラボイベントを開催。また、同年7月21日から8月3日まで、2016年6月17日から7月4日まで、2017年9月28日から10月21日まで一部新要素を加えた復刻および新規コラボイベントも開催された。
メルスト側にはウルド、ベルダンディ、スクルド、フウマ、オラージュ、シエル、エクレール、フォンセの8名が登場し、サモンズ側にはユウ(主人公)、フィーリア、アレク、ステラ、シエットの5名が登場した。
ドラゴンポーカー
2015年9月14日から28日まで相互にコラボイベントを開催。また、2017年11月20日から12月4日まで一部新要素を加えた復刻および新規コラボイベントも開催された。
メルスト側にはナナ、レヴィアタン、ベルゼブブ、マンモン、ドリアードの5名が登場し、ドラポ側には第1弾でユウ（主人公）、メルク、トト、フィーリア、アレク、ステラ、シエット、ジェラルド、フウ、ハルシュトの10名、第2弾でミシュリア、セラム、オルコ、ラヴィオル、オルトスの5名とウェルネシア、フラフィ、クーライ、エンガゼルの4体、第3弾でシエラ、アインレーラ、ヘルメトレス、リュカリュカ、リュナリュナの5名とマギカルシファ、フロッパ、ネウル、ネウルハイドの4体が登場した。

テイルズ オブ アスタリア
2016年2月17日から3月14日まで相互にコラボイベントを開催。
メルスト側にはユーリ、ミラ、リアラ、アスベル、コレットの5名が登場し、テイルズ側にはユウ(主人公)、つらら、シエラ、トレノセリカ、コーネリア、ユーヴェンスの6名が登場した。
消滅都市
2016年10月21日から11月4日まで相互にコラボイベントを開催。
メルスト側にはタクヤ、ユキ、ソウマ、スミレの4名が登場し、消滅都市側には死者の国イベントのキャラクターが登場した。
あんさんぶるスターズ!
2017年9月14日から27日まで相互にコラボイベントが開催。
メルスト側にはKnightsの5人が登場し、あんスタ側にはトイフェル(声 - ランズベリー・アーサー)、フェイエル(声 - 岡本信彦)、ラヴィオル(声 - 津田健次郎)、オルトス(声 - 花江夏樹)が登場する。
なお、メルストキャラの担当声優は本コラボではじめて決定された。
血界戦線&BEYOND
2018年3月7日から18日まで開催。メルクストーリアではオリジナルのコラボストーリーが展開され、血界戦線の登場人物のスカウトが実施された。
転生したらスライムだった件
リムル、ミリムが登場する。第二回のコラボイベントでは、新規ストーリーは無いが、コラボスカウトに魔王リムルとベニマルが追加された。
ゆるキャン△
なでしこ、リン、あおい、ちあき、えなの5人が登場する。
ラストピリオド -終わりなき螺旋の物語-
ハル、ちょこ、バルザック、シャスナハ、ネロ、フェフェ、ウィンター、イル、アハト、アレーティア、ラビュ(ラビュリントス)、サタナ、ゼルプスト(ルゼ)、おかあさん(ツリー・オブ・ライフ)が登場する。
メイドインアビス 烈日の黄金郷
レグ、リコ、ナナチの3人が登場する。

## テレビアニメ
『メルクストーリア -無気力少年と瓶の中の少女-』(メルクストーリア むきりょくしょうねんとびんのなかのしょうじょ)のタイトルで、2018年10月から12月までAT-X・TOKYO MXほかにて放送された。

### スタッフ
- 原作・シナリオ監修 - Happy Elements K.K[8]
- 監督 - 追崎史敏[8]
- シリーズ構成 - 追崎史敏、内田裕基、雨宮ひとみ[8]
- キャラクターデザイン - 秋山由樹子[8]
- サブキャラクターデザイン - 新井博慧[8]
- モンスターデザイン - 福島秀機[11]、けろりら
- プロップデザイン - 新谷真昼[11]
- 美術監督 - 空閑由美子[11]
- 色彩設計 - 辻田邦夫[11]
- 撮影監督 - 松本乃吾[11]
- 2Dワークス - 蓬田佑季[11]
- 編集 - 齋藤朱里[11]
- 音響監督 - 濱野高年
- 音楽 - Yamato Kasai、Mizuki Kamada
- 音楽制作 - SimpleNotes Inc.、GOOD SPEED ENTERTAINMENT Co.,Ltd.
- 音楽プロデュース - Mili[8]
- プロデューサー - 小倉充俊、堀端利行、岡村武真、礒谷徳知
- アニメーションプロデューサー - 川人憲治郎、海上千晶
- アニメーション制作 - エンカレッジフィルムズ[8]
- 製作 - メルクストーリアアニメ製作委員会

### 主題歌
オープニングテーマ「オリジン」(第1話 - 第11話)
作詞 - Yamato Kasai、momocashew / 作曲 - Yamato Kasai / 編曲 - Yamato Kasai、Yukihito Mitomo、Shoto Yoshida / 歌 - Mili
エンディングテーマ「Bottleship」(第1話 - 第12話)
作詞・作曲・編曲 - Yamato Kasai / 歌 - メルク(水瀬いのり)
挿入歌
- 「憧れのパルティシオ!」(第8話)
- 「私の声だ」(第8話)
- 「誓いのままに」(第8話)
- 「扉を開けてなよ」(第9話)
- 「美しきものよ」(第9話)
- 「ヴォイシア・エレジー」(第9話)
- 「今、籠の中から」(第9話)

### 各話リスト
| 話数   | サブタイトル                       | 脚本       | 絵コンテ                  | 演出                       | 作画監督 | 総作画監督                 |
| ------ | ---------------------------------- | ---------- | ------------------------- | -------------------------- | --- | -------------------------- |
| 第1話  | 無気力少年と瓶の中の少女           | 赤尾でこ   | 追崎史敏                  | 追崎史敏                   | 渋谷秀 新井博慧 小澤円                                                                                       | 秋山由樹子                 |
| 第2話  | 夜明けの王と囚われの花嫁           | 内田裕基   | 板井寛樹                  | 江副仁美                   | 細田沙織 西川真人 山本真理子 木下由美子 上野卓志                                                             | 新井博慧                   |
| 第3話  | おてんば妖精と春を食べる竜(前編)   | 雨宮ひとみ | 追崎史敏                  | 佐土原武之                 | 鈴木伸一 川口弘明 竹内アキラ                                                                                 | 渋谷秀                     |
| 第4話  | おてんば妖精と春を食べる竜(後編)   | 雨宮ひとみ | 橘正紀                    | 愛敬亮太                   | 池津寿恵 上野卓志 木下由美子 近藤いずみ 関本美穂 平馬浩司 しまだひであき 西川真人 本田辰雄 細田沙織 リセゾン | 秋山由樹子                 |
| 第5話  | 紅き禍つ星と優焔の煌宗             | 内田裕基   | 飯田史雄                  | 又野弘道                   | 小澤円 細田沙織 上野卓志 西川真人 石橋由紀恵 しまだひであき 平馬浩司                                         | 秋山由樹子 渋谷秀 新井博慧 |
| 第6話  | 夢添いの君と忘却の町(前編)         | 内田裕基   | 冬野蜜柑                  | 布施康之                   | Kim Bongdeok Hwang Yeongsik                                                                                  | 渋谷秀                     |
| 第7話  | 夢添いの君と忘却の町(後編)         | 内田裕基   | 笹原嘉文                  | 笹原嘉文                   | 山本真理子 近藤いずみ 臼井篤史 しまだひであき 谷口繁則                                                       | 新井博慧                   |
| 第8話  | 歌楽壇の王と鳥籠のディーヴァ(前編) | 雨宮ひとみ | 中原れい 追崎史敏         | 愛敬亮太                   | 池津寿恵 木下由美子 しまだひであき 関本美恵 平馬浩司 細田沙織 上野卓志                                       | 渋谷秀 秋山由樹子          |
| 第9話  | 歌楽壇の王と鳥籠のディーヴァ(後編) | 雨宮ひとみ | ワタナベシンイチ 追崎史敏 | 又野弘道                   | 渋谷秀 小澤円 細田沙織 上野卓志 西川真人                                                                     | 秋山由樹子 新井博慧        |
| 第10話 | 飛べない天使と万祈の聖翼(前編)     | 内田裕基   | Royden B                  | 加藤大志 愛敬亮太          | 渋谷秀 中山和子 池原百合子 飯塚葉子 栗原理 志野努                                                            | 渋谷秀 新井博慧 秋山由樹子 |
| 第11話 | 飛べない天使と万祈の聖翼(後編)     | 内田裕基   | 松林唯人                  | 寒竹清隆 追崎史敏 愛敬亮太 | Jang You Shick Song Hyeon Ju Hong In Soo                                                                     | 渋谷秀 新井博慧 秋山由樹子 |
| 第12話 | 癒術士と瓶の中の友人               | 内田裕基   | 追崎史敏                  | 追崎史敏                   | 寒川歩 しまだひであき 細田沙織 小澤円 上野卓志                                                               | 渋谷秀 新井博慧 秋山由樹子 |

### 放送局
| 放送期間                  | 放送時間                   | 放送局   | 対象地域 | 備考                                 |
| ------------------------- | -------------------------- | -------- | -------- | ------------------------------------ |
| 2018年10月11日 - 12月27日 | 木曜 22:30 - 23:00         | AT-X     | 日本全域 | 製作参加 / CS放送 / リピート放送あり |
|                           | 木曜 23:30 - 金曜 0:00     | TOKYO MX | 東京都   |                                      |
|                           |                            | BS11     | 日本全域 | BS放送 / 『ANIME+』枠                |
| 2018年10月12日 - 12月28日 | 金曜 1:00 - 1:30(木曜深夜) | KBS京都  | 京都府   |                                      |

| 配信期間                      | 配信時間       | 配信サイト |
| ----------------------------- | -------------- | --- |
| 2018年10月13日 - 12月29日     | 土曜 0:00 更新 | dアニメストア |
| 2018年10月16日 - 2019年1月1日 | 火曜 0:00 更新 | Amazonプライム・ビデオ AbemaTV ビデオパス dTV FOD Google Play GYAO! HAPPY!動画 J:COMオンデマンド Rakuten TV TSUTAYA TV U-NEXT ビデックスJP YouTube アニメ放題 ゲオTV ニコニコチャンネル バンダイチャンネル ひかりTV ビデオマーケット みるプラス |

### BD
| 巻 | 発売日        | 収録話         | 規格品番  |
| -- | ------------- | -------------- | --------- |
| 上 | 2019年1月25日 | 第1話 - 第6話  | FFXG-0006 |
| 下 | 2019年3月27日 | 第7話 - 第12話 | FFXG-0007 |

| AT-X 木曜 22:30 - 23:00 枠  | AT-X 木曜 22:30 - 23:00 枠                  | AT-X 木曜 22:30 - 23:00 枠 |
| 前番組                      | 番組名                                      | 次番組                     |
| --------------------------- | ------------------------------------------- | -------------------------- |
| 夢王国と眠れる100人の王子様 | メルクストーリア -無気力少年と瓶の中の少女- | ソ・ラ・ノ・ヲ・ト(再放送) |

## 関連作品

### 書籍
- メルクストーリア - 癒術士と鈴のしらべ - 攻略キット(学研マーケティング、2014年8月7日)ISBN 978-4-05-700212-5
- メルクストーリア オフィシャルビジュアルワークス(KADOKAWA/エンターブレイン、2015年2月16日)ISBN 978-4047302495
- メルクストーリア オフィシャルビジュアルワークス2(KADOKAWA/エンターブレイン、2016年3月31日)ISBN 978-4047331181
- メルクストーリア オフィシャルビジュアルワークス3(KADOKAWA/エンターブレイン、2017年12月14日)ISBN 978-4047332614
- メルクストーリア　オフィシャルビジュアルワークス4

### LINEスタンプ
- メルクストーリア - 癒術士と鈴のしらべ -(2015年配信[79])
- メルクストーリア Vol 2(配信年不明)
- メルクストーリア Vol 3(配信年不明)
- メルクストーリア公式LINEアニメーションスタンプ(2024年1月31日配信)

ゲーム内チャットで使用できる「アニメーションスタンプ」がLINEスタンプとして登場した。